# Église Saint-Rieul de Brenouille
L'église Saint-Rieul est une église catholique paroissiale située à Brenouille, en France. C'est l'une des très rares églises dédiées au premier évêque de Senlis, saint Rieul, qui subsistent dans la région. Les parties les plus anciennes de l'édifice actuel remontent au milieu du XIIe siècle. Ce sont la croisée du transept et le croisillon nord. Les remaniements et agrandissements successifs ont donné à l'édifice un caractère disparate, ce qui fait en partie son intérêt. Le croisillon nord et la chapelle latérale au nord du chœur datent en effet de la fin du XIIe siècle, et le chœur-halle de deux fois deux travées du XIVe siècle. Ces parties affichent de différents stades de l'architecture gothique. La nef et les bas-côtés ont été remplacés par un complexe de style classique au cours des années 1780, et achevés quelques mois avant la Révolution française. L'église Saint-Rieul a été inscrite aux monuments historiques par arrêté du 2 avril 1927, et restaurée en 1962. Elle est affiliée à la paroisse Sainte-Maxence de Pont-Sainte-Maxence.

## Localisation

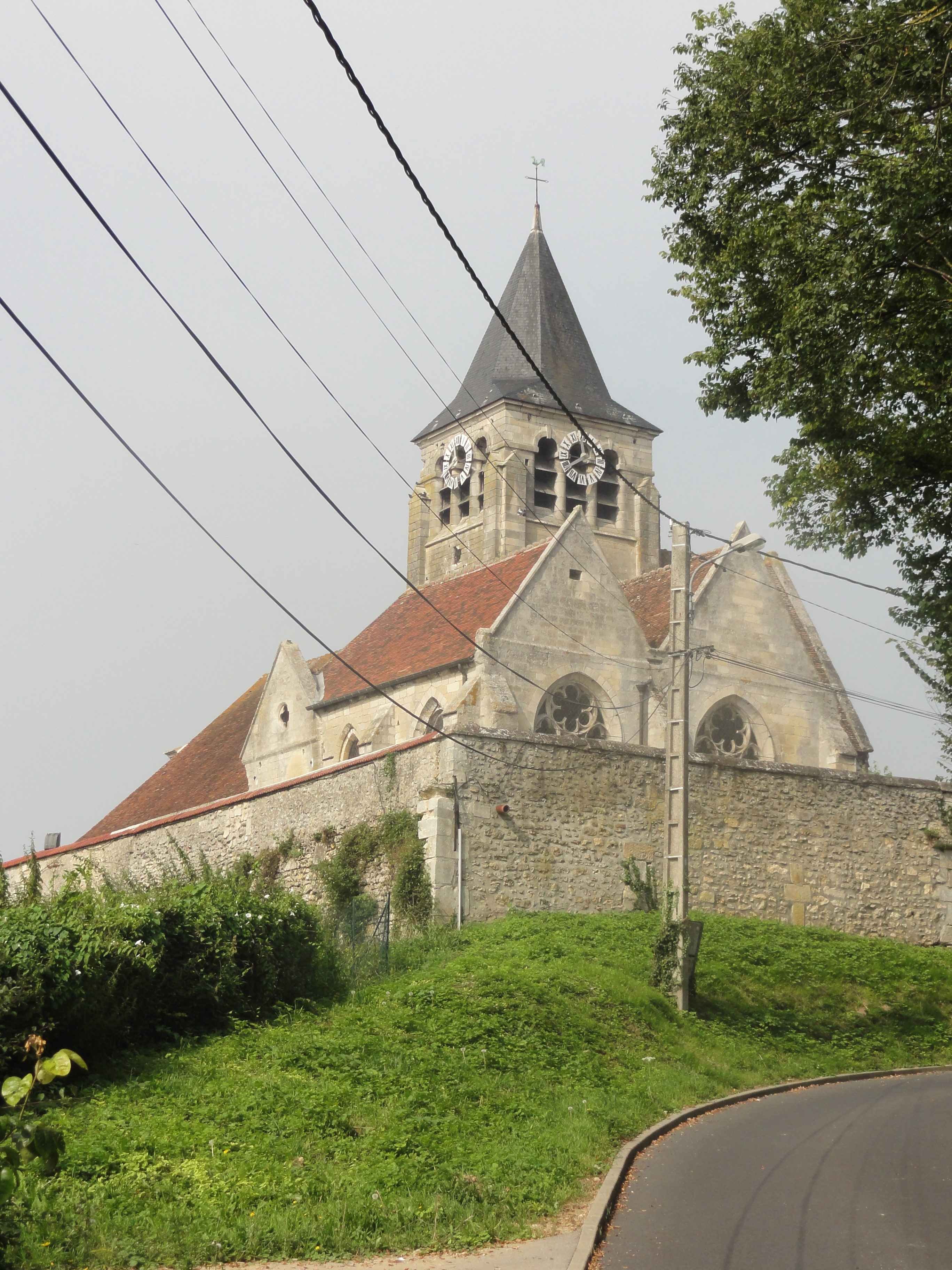
Approche depuis le sud-est, par la rue de l'Église.

L'église Saint-Rieul est située en France, en région Hauts-de-France et dans le département de l'Oise, dans la vallée de l'Oise, non loin de la rive droite de la rivière, sur la commune de Brenouille. Elle est bâtie sur un tertre sur le versant sud du mont de Rocq, qui domine la partie ancienne du village au fond de la vallée, en bordure de l'Oise et la voie ferrée, le long de la rue de la Libération / rue Robert-Guerlin, qui correspond à l'ancien tracé de la RD 200 (ancienne RD 123). Jusqu'à l'urbanisation de la commune à partir de 1973 et la construction massive de nouveaux lotissements, l'église était complètement isolée des habitations. Il n'y avait que la maison à l'angle nord-est du cimetière, qui était occupée jusqu'en 1880 par la mairie-école. Des graffiti datés de 1879 sur la pile sud-est du clocher sont le dernier témoignage iconographique du moulin à vent qui devait se trouver à proximité, sur le mont de Rocq (mentionné par Louis Graves).
L'église est toujours entourée de son cimetière, et se trouve ainsi dégagée d'autres bâtiments. On peut en faire le tour. Le cimetière est ceint d'une muraille et surplombe légèrement les voies environnantes. L'on y accède par un escalier depuis un parking à l'ouest, accessible depuis la rue Léon-Jouhaux, le principal axe de circulation des hauteurs de Brenouille (appelée rue de la Planchette et rue Jean-Giono plus loin à l'est), qui correspond à un ancien chemin de Compiègne à Creil par Monceaux et les Grands Monts. Un autre escalier existe depuis la rue de l'Église, qui part près de la mairie et arrive près du chevet, mais la porte du cimetière de ce côté est constamment fermée. L'accès aux personnes à mobilité réduite n'est pas assuré. À l'ouest de l'église, existe le parc Saint-Rieul, par lequel s'établissent des liaisons piétonnes avec les quartiers résidentiels voisins, et la ruelle du Curé qui monte depuis la vallée. Selon le Dr Parmentier, le village aurait émigré vers la route inférieure, comme à Laigneville, mais cette assertion n'est pas prouvée. Il n'est pas non plus évident pour quelles raisons Lucien Charton prétend que le tertre soit artificiel. Il a espéré que des fouilles archéologiques confirment un jour son intuition, ce qui n'a pas encore été le cas. Louis Graves pense que la muraille aurait dépendu d'une fortification,,.

## Historique

### Moyen Âge

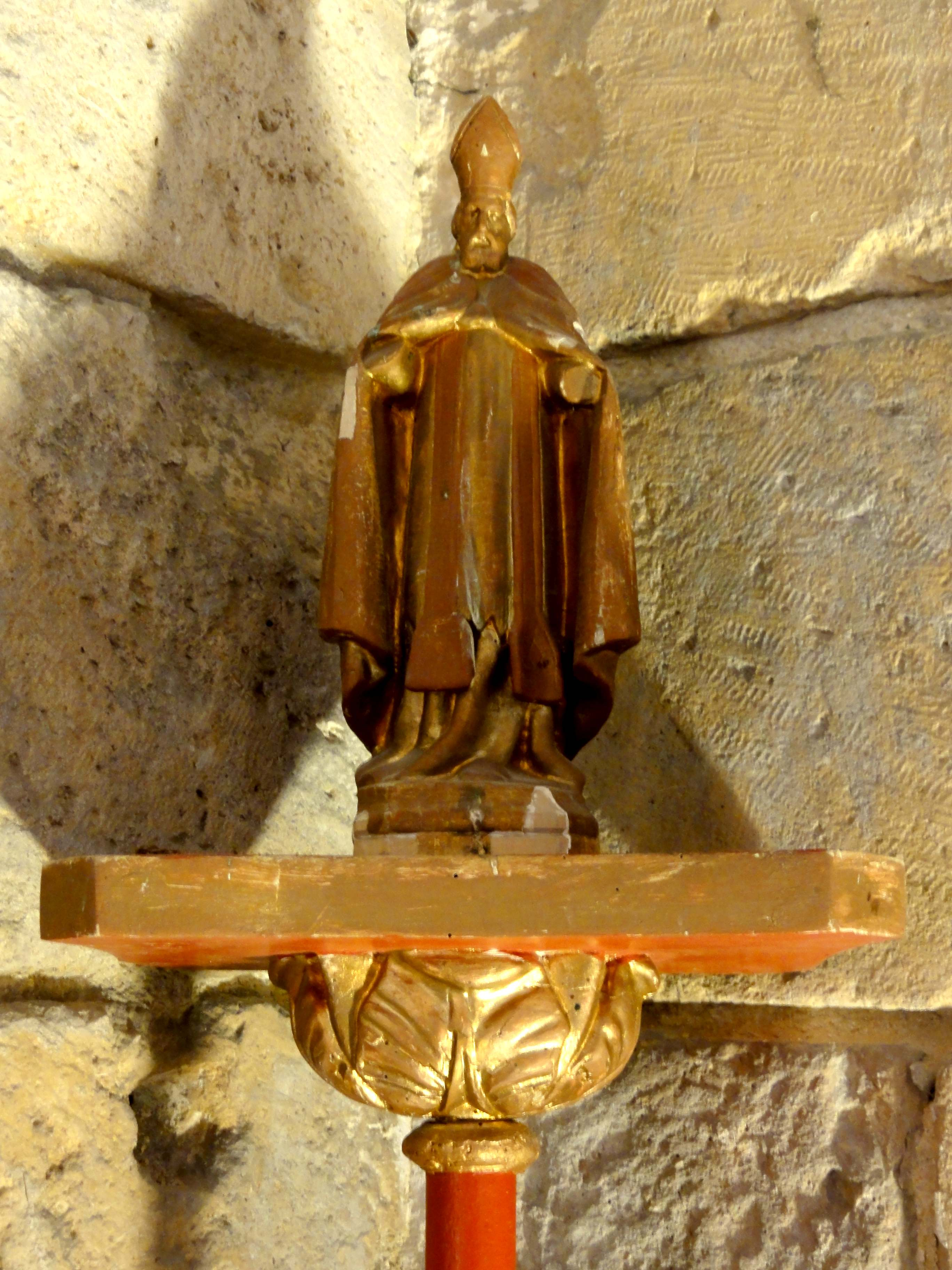
Bâton de confrérie ou de procession - saint Rieul.

Sous l'Ancien Régime, la paroisse relève du doyenné de Pont-Sainte-Maxence, de l'archidiaconé de Breteuil et du diocèse de Beauvais. Le collateur de la cure est le prieuré de Saint-Leu-d'Esserent, qui est en même temps le gros décimateur. Le principal patron de l'église est saint Rieul, premier évêque de Senlis (mort vers la fin du IVe ou au début du Ve siècle). Hormis l'église Notre-Dame-et-Saint-Rieul de Rully, aucune église des environs n'est placée sous la protection de l'apôtre du pays de France et du Valois ; la collégiale Saint-Rieul de Senlis a été démolie après la Révolution française, et l'église saint-Rieul de Louvres est désaffectée au culte. Le Dr Parmentier indique comme second patron saint Georges, alors que Lucien Charton indique saint Paul. C'est probablement une erreur, car le Dr Parmentier signale que la fête patronale est célébrée le jour de la Saint-Georges. Le mobilier de l'église ne fait aucune référence à l'un ou à l'autre par une statue, un tableau ou un vitrail ; la paroisse utilise seulement le titre de Saint-Rieul. Les documents d'archives sur la construction et la réparation de l'église jusqu'en 1780 font défaut. Les renseignements sur les différentes campagnes de construction doivent être tirés de l'étude archéologique du monument, que le Dr Parmentier a entrepris pour la première fois. Selon lui, l'église actuelle remonte à la première moitié, ou plutôt au milieu du XIIe siècle dans ses parties les plus anciennes,. Ce sont la croisée du transept et le croisillon sud.
Vers la fin du XIIe siècle, le croisillon nord et l'absidiole qui le prolongeait certainement vers l'est sont démolis, comme à Mogneville et Rieux, et remplacés par une chapelle de deux travées. Elle adopte un style gothique primitif qui n'est pas très éloigné de celui du croisillon sud. Quelques éléments du croisillon nord subsistent par ailleurs à l'extérieur (les contreforts à l'angle nord-ouest et des restes de la corniche). Pendant le XIIIe siècle, l'église n'évolue probablement pas. Au XIVe siècle, le chœur primitif et l'absidiole sud sont abattus à leur tour, et remplacés par un chœur-halle de deux fois deux travées, qui ressemble à la chapelle sud de Pontpoint et au chœur de Rousseloy, et de quelque sorte aussi au chœur de Laigneville. La comparaison avec les chœurs de Foulangues et Saint-Vaast-lès-Mello proposée par le Dr Parmentier n'est pas pertinente, puisque ni les volumes ni les époques ne sont les mêmes. L'église sort probablement à peu près indemne de la Guerre de Cent Ans, car aucune réparation n'est effectuée à la période flamboyante ou sous la Renaissance. La muraille de clôture du cimetière et ses deux portes sont datées du XVIIe siècle par le Dr Parmentier ; la sacristie remonte à la même époque.

### Époque moderne

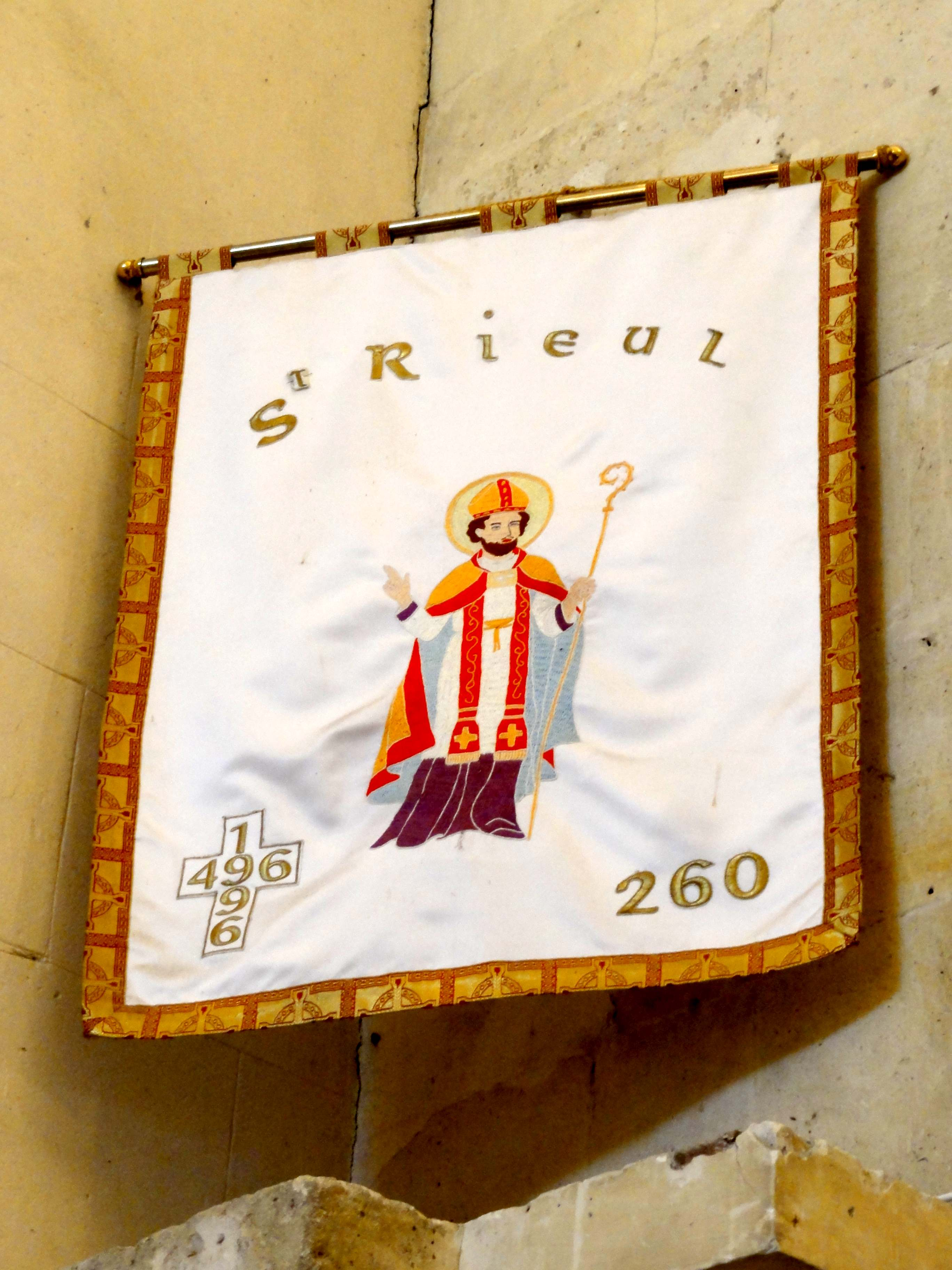
Bannière de procession - saint Rieul.

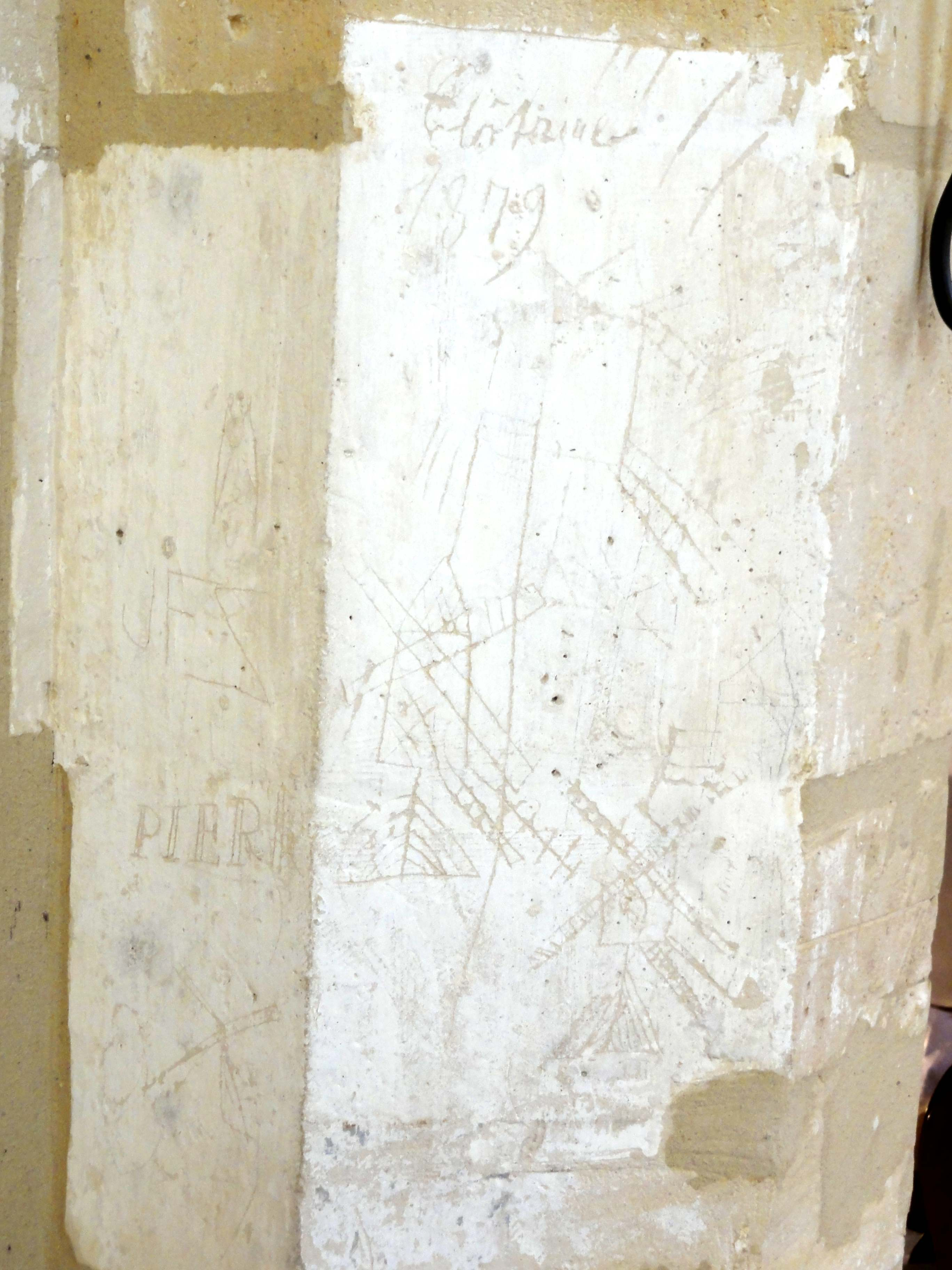
Graffiti de 1879 - moulins à vent.

Au XVIIIe siècle, le mauvais état de la nef, des bas-côtés, de la croisée du transept et du clocher motive leur reconstruction totale à partir de 1780, dans le style classique. Il n'y a curieusement aucune ressemblance avec la nef de Monceaux, qui date de 1784. Conformément à l'usage général, les paroissiens doivent se cotiser pour payer la nouvelle nef et les bas-côtés. Le marquis de La Grange donne vingt livres. Le prieuré de Saint-Leu-d'Esserent doit prendre en charge la croisée du transept et le clocher, et les adaptations nécessaires dans les parties orientales. Les supports des voûtes du croisillon nord et de la chapelle du Rosaire sont remplacés par des piliers polygonaux non moulurés, où les nervures retombent directement sur des tailloirs frustes. Le faisceau de colonnettes de l'arc-doubleau longitudinal du chœur-halle est également remplacé par un pilier polygonal, mais conserve son tailloir et ses chapiteaux du XIVe siècle. La nef est reliée par des murs aux piles occidentales du clocher, ce qui signifie pour les paroissiens que des différends sur la limite entre la nef et le chœur sont susceptibles de surgir dans l'avenir.
En date du 12 mai 1789, l'abbé Pierre-Alexandre de Langlade, prieur commendataire de Saint-Leu-d'Esserent, passe donc un acte devant Brutat, notaire au Grand Châtelet de Paris, qui stipule « que le dit clocher demeure toujours comme auparavant à la charge des décimateurs de la dite paroisse ». Dans une réunion plénière le 29 mai, les habitants de Brenouille et du hameau des Ageux se déclarent satisfaits de cette démarche, et demandent trois copies de l'acte notarié, soit une pour le coffre de la fabrique, une pour le greffe de la justice et une pour les archives du seigneur. Ils exigent en plus qu'une plaque de marbre ou de cuivre soit posée dans l'église, aux frais du gros décimateur. Ce sera chose faite. On trouve la plaque à droite de l'arc triomphal. Difficilement lisible, elle porte l'inscription : « C'est ici la séparation de la nef avec le chœur, en vertu d'un arrangement fait avec le gros décimateur et les habitants dont l'acte a été passé chez Me Martin, notaire à Pont-Sainte-Maxence en 1789 ». L'on ignore le cours que prend la Révolution française à Brenouille. L'un des rares documents qui en témoignent est un récépissé pour le dépôt au canton de Liancourt des argenteries et lingeries « cervant au culte du fanatisme et de la superstition ». Selon Lucien Charton, l'église reste ouverte au culte au-delà du 2 septembre 1794 (16 fructidor an II), comme à Liancourt, Rosoy et Verderonne. Les messes peuvent être célébrées les quintidi, décadi et les fêtes nationales.
Avec le concordat de 1801, le diocèse de Beauvais est supprimé, et les paroisses du département de l'Oise sont provisoirement rattachées au diocèse d'Amiens, situation qui dure jusqu'au rétablissement du siège épiscopal de Beauvais en 1822. Depuis cette date, le diocèse de Beauvais recouvre l'ensemble du territoire de l'Oise. Sous la monarchie de juillet, le curé de Brenouille dessert aussi les églises d'Angicourt et Rieux. L'église est inscrite aux monuments historiques par arrêté du 2 avril 1927. Son état nécessite alors une restauration, qui est entreprise en 1962. Les parties orientales bénéficient d'une autre restauration au début du XXIe siècle, qui permet de dégager les peintures murales anciennes. Aujourd'hui, Brenouille n'est plus une paroisse indépendante, et est intégrée dans la paroisse Sainte-Maxence de Pont-Sainte-Maxence. Pendant la période de l'avent jusqu'à fin décembre, l'association locale « Patrimoine, Art & Traditions » organisait une importante exposition de crèches de Noël dans l'église. Les recettes étaient employées pour la restauration de l'église.
En 2021, des travaux de restauration lancés sans autorisation entraînent de graves dommages sur les dalles du chœur.

## Description

### Aperçu général

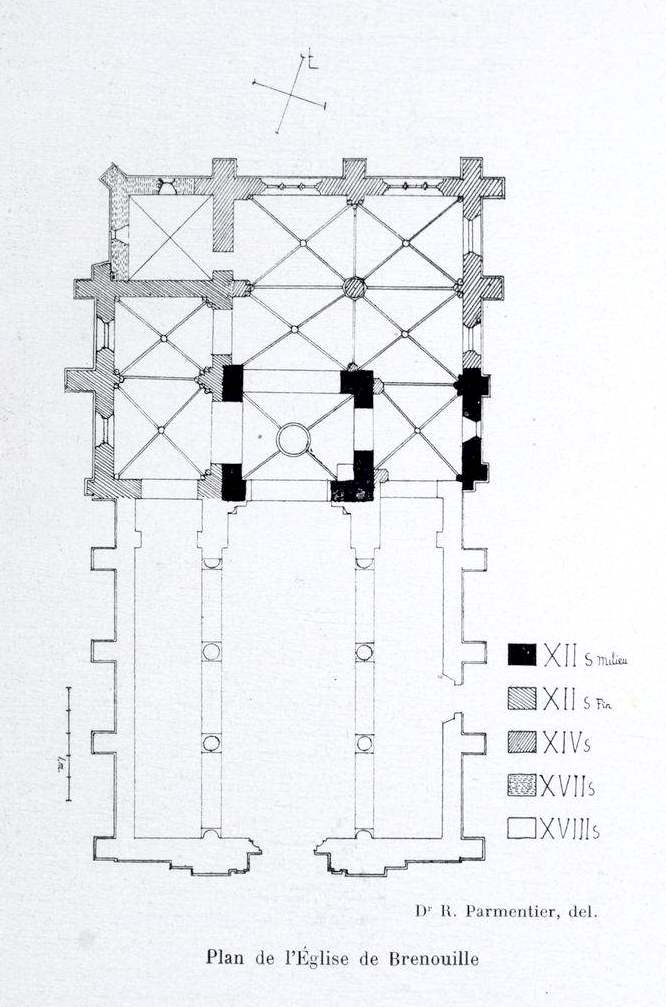
Plan de l'église.

Orientée un peu irrégulièrement, avec une déviation de l'axe de l'édifice de 18° vers le nord-est du côté du chevet, l'église répond à un plan cruciforme rendu dissymétrique par le premier agrandissement à la fin du XIIe siècle. Elle se compose d'une nef de trois travées accompagnée de deux bas-côtés ; d'un transept réduit à la croisée du transept, qui sert de base au clocher, et au croisillon nord ; d'une chapelle de deux travées au nord de la base du clocher et de la première travée du chœur ; et d'un chœur-halle de deux fois deux travées à l'est de la base du clocher et du croisillon nord. Une sacristie occupe l'angle nord-est, entre la chapelle latérale nord et la seconde travée du chœur. On peut distinguer entre le vaisseau central du chœur, qui abrite le chœur liturgique, et la chapelle du Rosaire au sud, mais cet espace est tout à fait homogène. La nef est voûtée en berceau en plein cintre. Les bas-côtés sont simplement plafonnés. Les parties orientales sont voûtées d'ogives. Le chœur-halle est voûté à la même hauteur que la base du clocher. La chapelle latérale nord est légèrement plus basse, et le croisillon sud est nettement plus bas, soit 6,00 m en dessous du sommet de la voûte. Toutes les parties ne comportent qu'un unique niveau d'élévation. L'on accède à l'église par le large portail occidental de la nef, qui est rarement utilisé, ou par le portail latéral dans la seconde travée du bas-côté sud. La structure des toitures est assez complexe. La nef et les bas-côtés sont recouverts ensemble par une toiture unique à deux rampants. Le toit en bâtière du croisillon sud est devenu un toit à croupe par l'adjonction du toit en bâtière de la chapelle latérale sud, dans le sens longitudinal. Le vaisseau central du chœur possède un toit en bâtière parallèle à ce dernier : deux pignons se jouxtent au chevet. La sacristie est pourvue d'un toit à croupes, et la chapelle latérale nord présente un toit unique à deux rampants, avec pignon vers le nord.

### Intérieur

#### Nef et bas-côtés

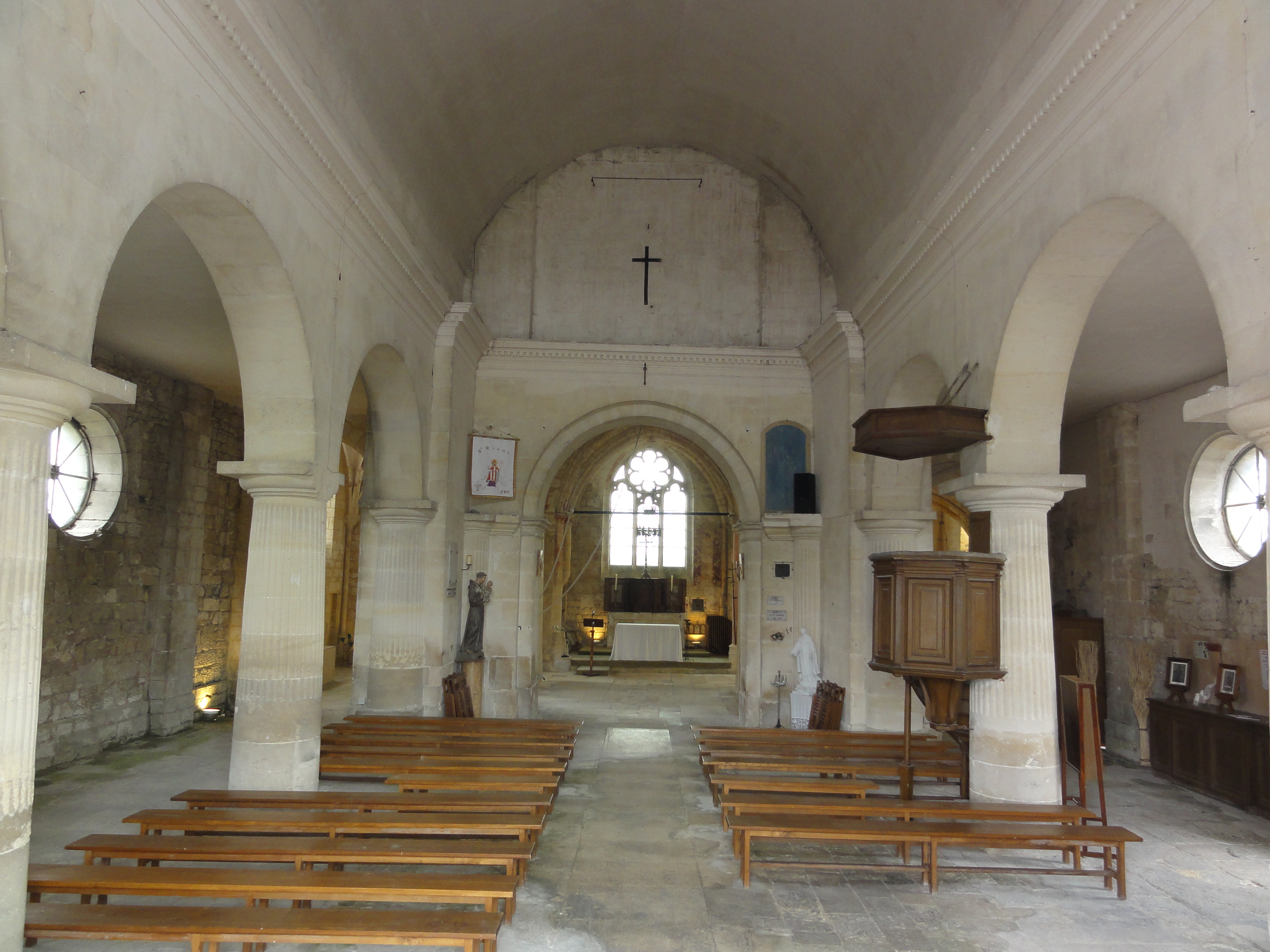
Nef, vue vers l'est.

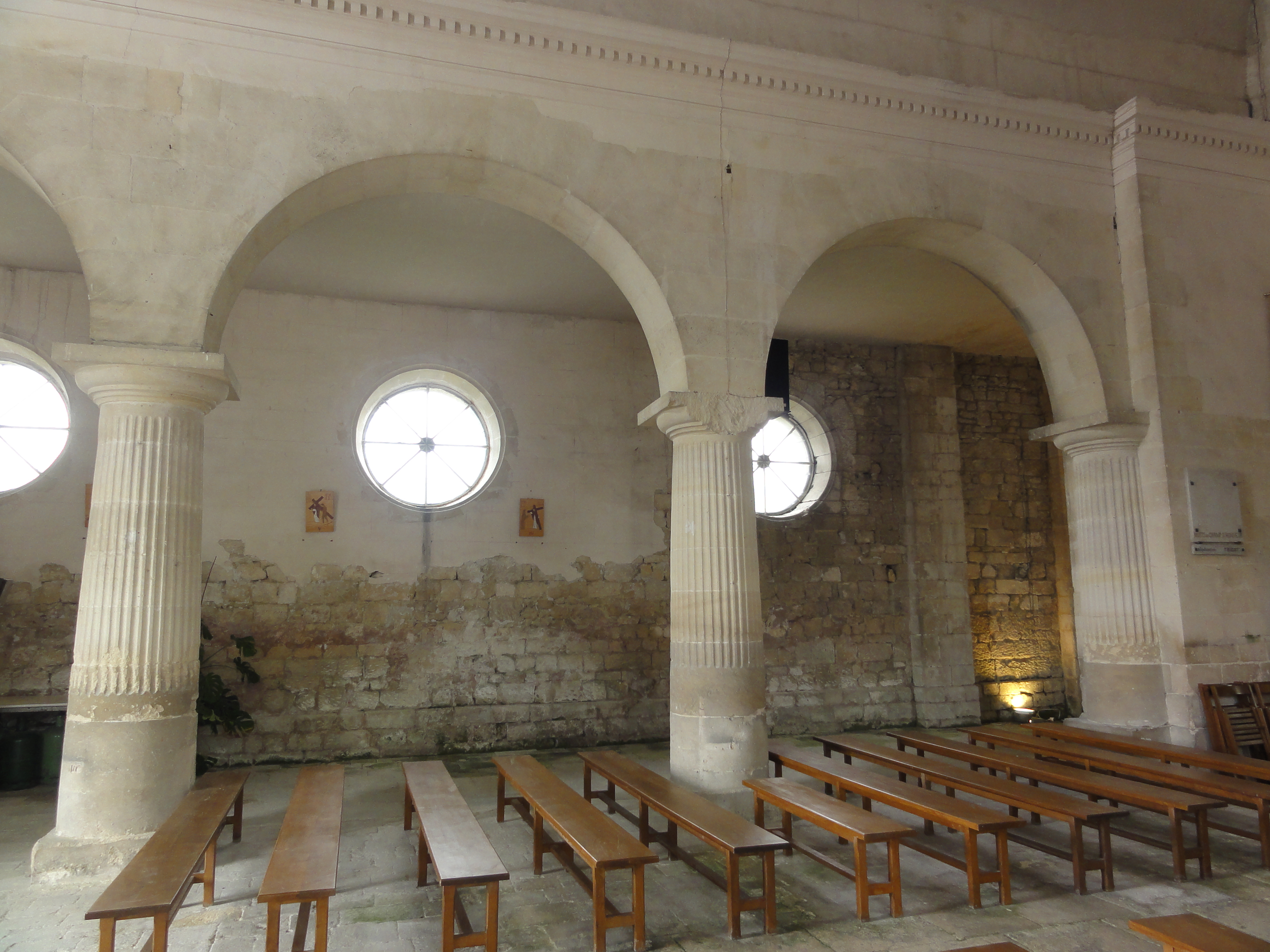
Grandes arcades du nord.

La nef est d'un style lourd, solennel mais sans grâce. Elle vaut surtout pour la rareté des voûtes en berceau de la période classique dans les églises de la région. La nef de Monceaux est voûtée d'arêtes ; l'église Notre-Dame-de-l'Assomption de Chantilly présente la combinaison d'une voûte en berceau longitudinal avec des voûtes perpendiculaires. L'architecture ne fait pas preuve de recherche stylistique, et est assez banale. La hauteur ne dépasse pas la largeur. L'éclairage par la lumière naturelle est insuffisante, car le jour n'entre que par la demi-lune de la façade occidentale, et indirectement par les bas-côtés, dont seulement les murs gouttereaux sont percés de fenêtres. Ce sont de gros oculi circulaires. Les trois grandes arcades au nord et au sud sont en plein cintre, et presque aussi élevées que les murs. Elles ne sont pas moulurées, et reposent sur les tailloirs carrés d'épais piliers cannelés appareillés en tambour, inspirés de l'ordre toscan. Leur diamètre augmente du haut vers le bas. Les bases font défaut, et les socles sont de simples blocs cubiques. Au début et à la fin des grandes arcades, les piliers sont engagés.
Le raccordement avec la base du clocher, pourtant reprise au moment de la construction de la nef, est quelque peu maladroite. Les grandes arcades n'atteignent pas les piles du clocher, et cèdent la place à des murs, ce qui enlève toute visibilité sur les croisillons et les chapelles latérales. Devant ces murs, les deux contreforts occidentaux du clocher font légèrement saillie. Les tailloirs des deux piliers cannelés engagés dans les angles orientaux de la nef restent sans emploi. Ils se poursuivent jusqu'aux piédroits de l'arc triomphal, où ils sont supportés par des consoles moulurées à l'instar des chapiteaux. À droite, une faible niche en haut de la pile sud-ouest du clocher contient un tableau, où le bedeau pouvait inscrire les chants prévus pour la messe du jour. Tout autour de la nef, les murs se terminent par plusieurs moulures et une corniche à denticules. Au revers de la façade, la lunette de la voûte en berceau est ajourée de la grande demi-lune déjà mentionnée. Au-dessus de l'arc triomphal, on voit deux contreforts plats du clocher et un mur nu, où est accroché un crucifix qui portait jadis un Christ en croix. Les bas-côtés n'appellent aucune remarque, car totalement dépourvus de caractère. Les extrémités orientales forment de courts couloirs sans fenêtres, qui aboutissent sur le croisillon sud et la chapelle latérale nord. Une arcade en plein cintre est plaquée devant le doubleau gothique du croisillon sud.

#### Croisée du transept

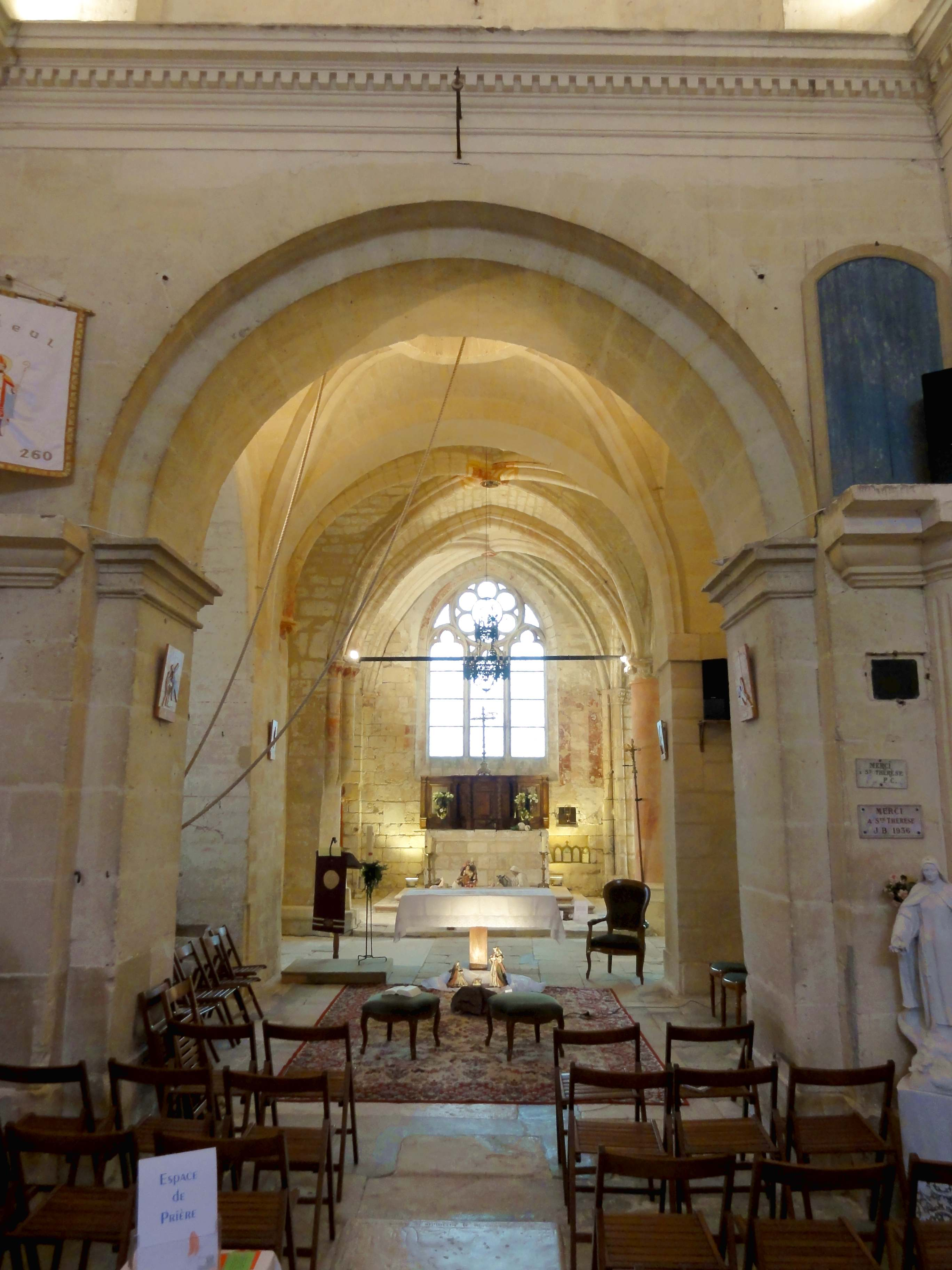
Arc triomphal.

La croisée du transept, en même temps base de clocher, n'est pas symétrique, et loin d'être homogène. Elle est plus large que profonde. Sa voûte est plus élevée que l'arc triomphal, qui est pourtant surmonté d'une portion de mur nu du côté de la nef, ce qui aurait permis d'augmenter sa hauteur. L'arc triomphal est en plein cintre et non mouluré. Il retombe sur deux impostes moulurées. Ce n'est pas le cas des trois autres arcades. L'arcade vers le croisillon sud est basse et étroite, et hésite entre un tracé en tiers-point et un tracé un cintre surhaussé. Elle est précédée d'un épais arc de décharge en plein cintre, qui repose sur un pilier carré adossé à la pile sud-ouest du clocher d'un côté, et se fond directement dans la pile sud-est de l'autre côté. Cette disposition rend l'élévation méridionale dissymétrique. Elle permet également à l'une des ogives de retomber sur un cul-de-lampe fruste dans l'angle sud-ouest, alors que par manque de place, les ogives pénètrent directement dans les piles du côté nord. La pile sud-est du clocher ne possède pas de tailloir à proprement parler, mais l'assise au niveau des impostes fait légèrement saillie. L'ogive rejoint ce semblant de tailloir. À l'est, l'arcade vers le chœur est la plus élevée, et atteint presque la lunette de la voûte. Elle est en plein cintre, et retombe au nord sur une grosse pile carrée, ce qui rend l'élévation orientale également dissymétrique. La pile carrée mentionnée est plus ancienne que les autres, et conserve un décor peint en faux-appareil. Le piédroit oriental de l'arcade vers la chapelle latérale nord arbore une peinture murale sommaire, qui représente un personnage en buste (la partie inférieure étant probablement effacée). Le caractère caricatural de ce dessin pourrait résulter de la maladresse de l'exécutant. Quant à l'arcade vers la chapelle latérale nord, c'est la seule qui est en tiers-point. Elle est plus large que son homologue au sud, et dépasse légèrement en hauteur l'arc triomphal. Pour venir à la voûte, elle n'est pas datée par le Dr Parmentier. Elle est en plein cintre et dépourvue de formerets. Les ogives affectent un profil chanfreiné, tel que souvent utilisé dans l'architecture profane. Au milieu, la voûte comporte un trou circulaire pour la descente et la remontée des cloches.

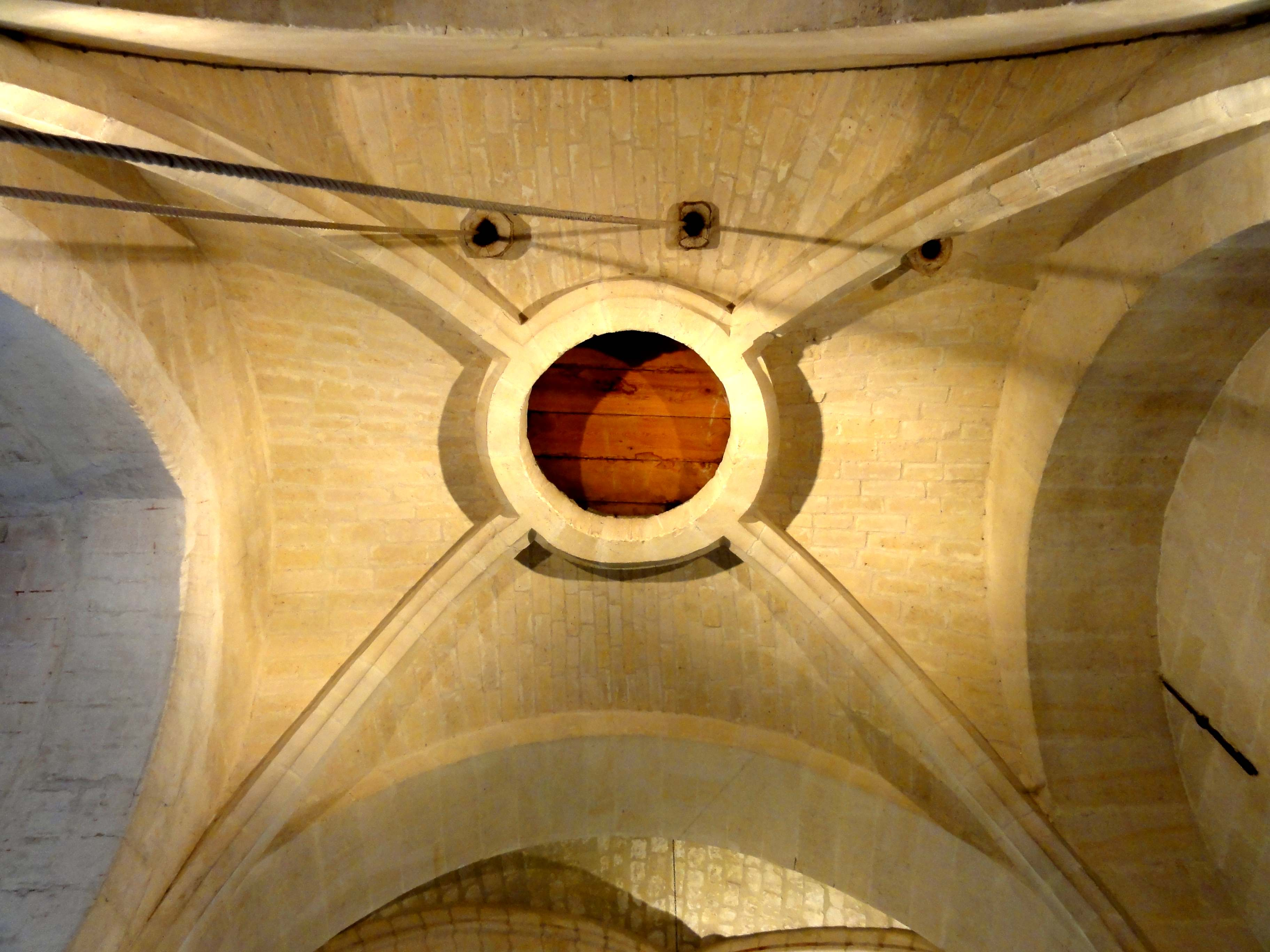
Voûte sous le clocher.
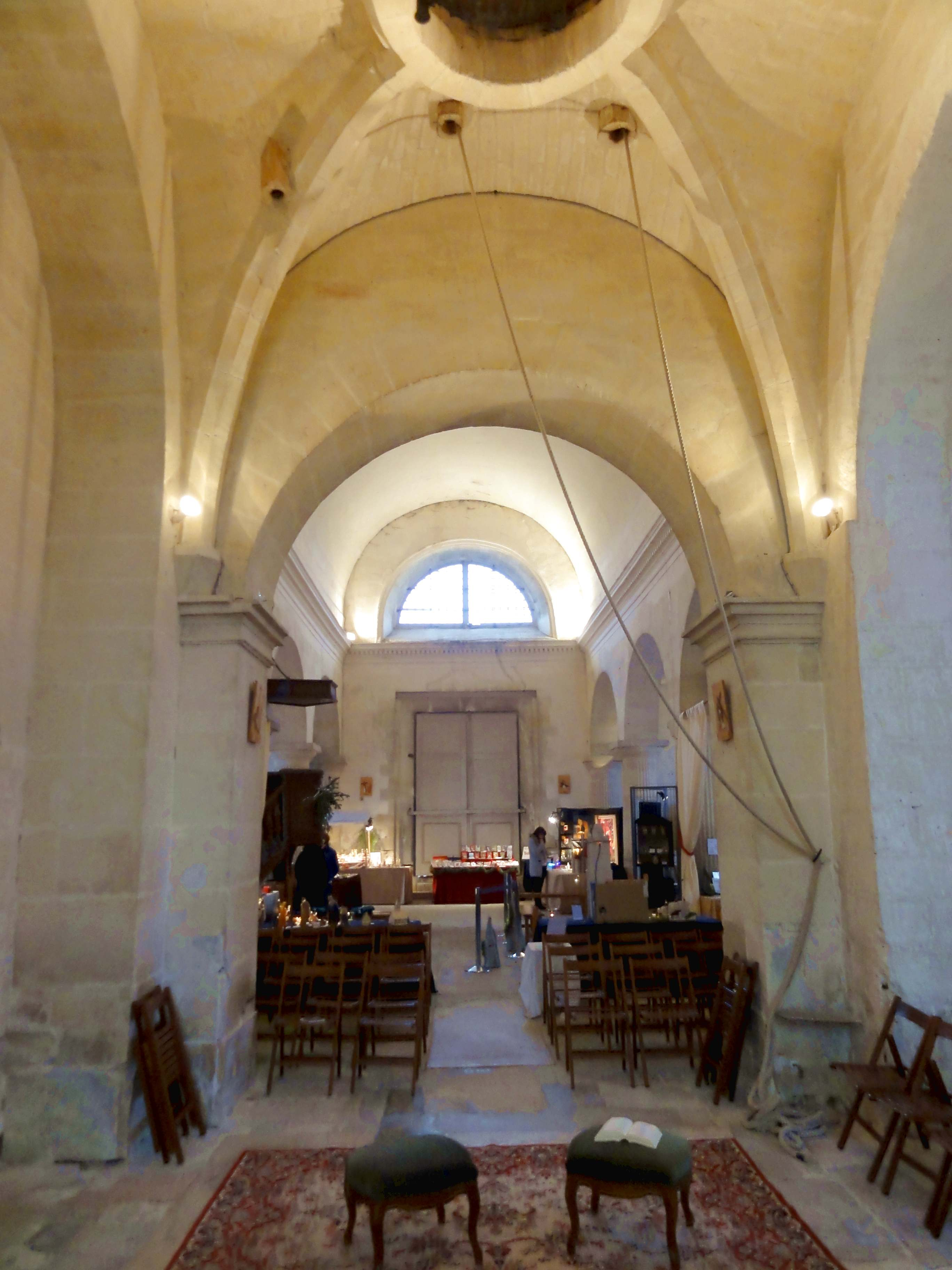
Vue vers l'ouest dans la nef.
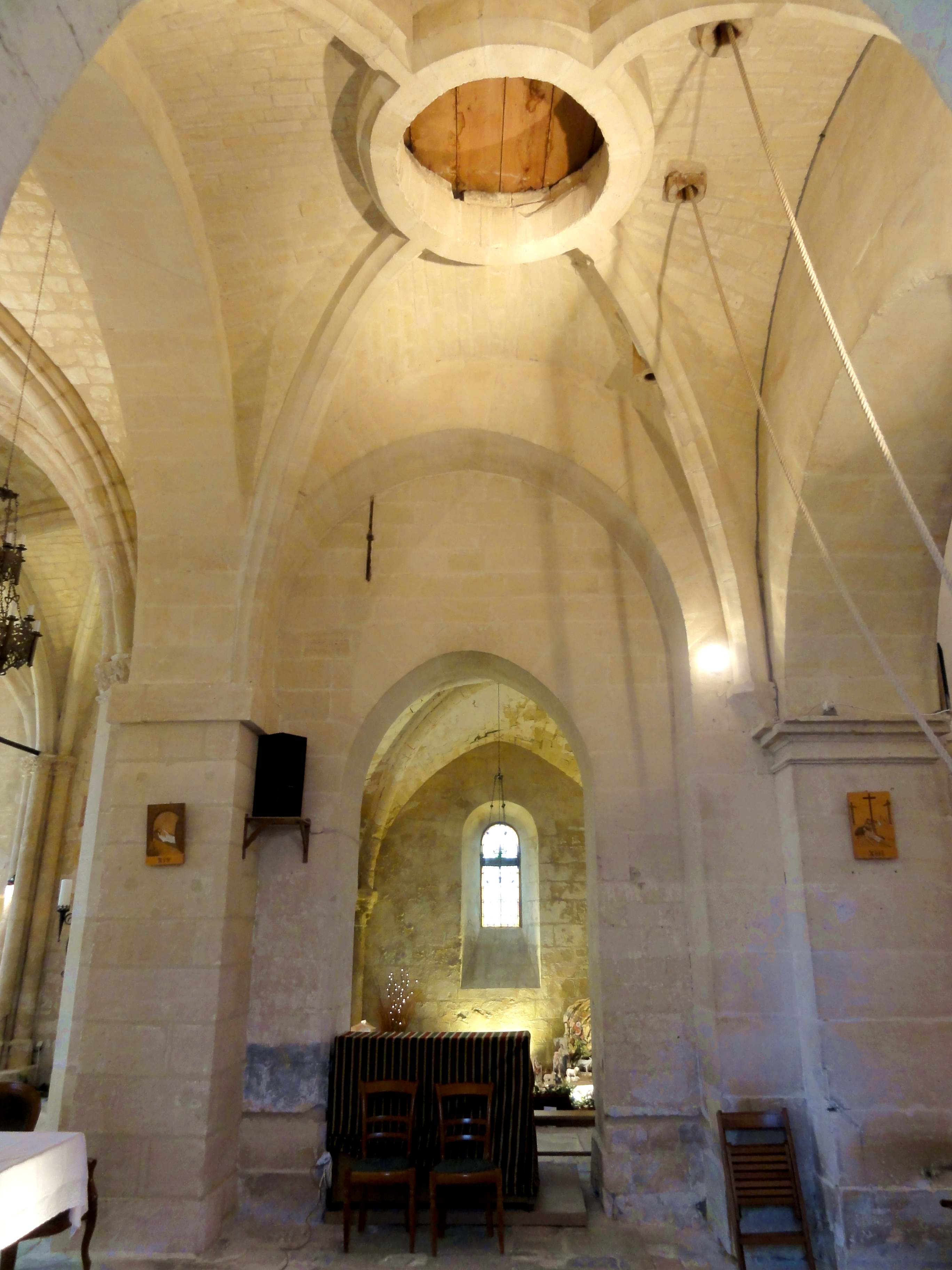
Vue vers la sud dans le croisillon.
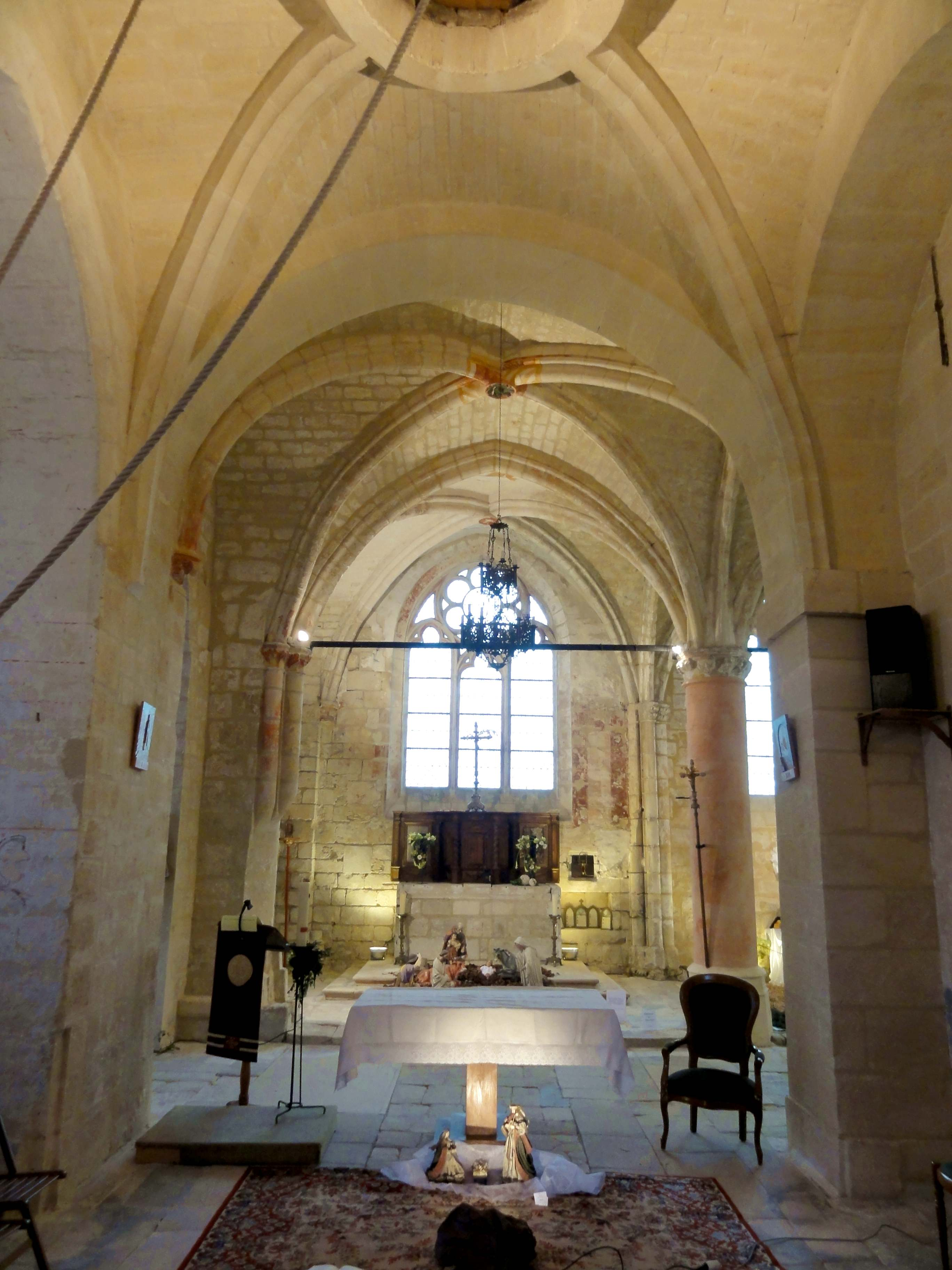
Vue vers l'est dans le chœur.
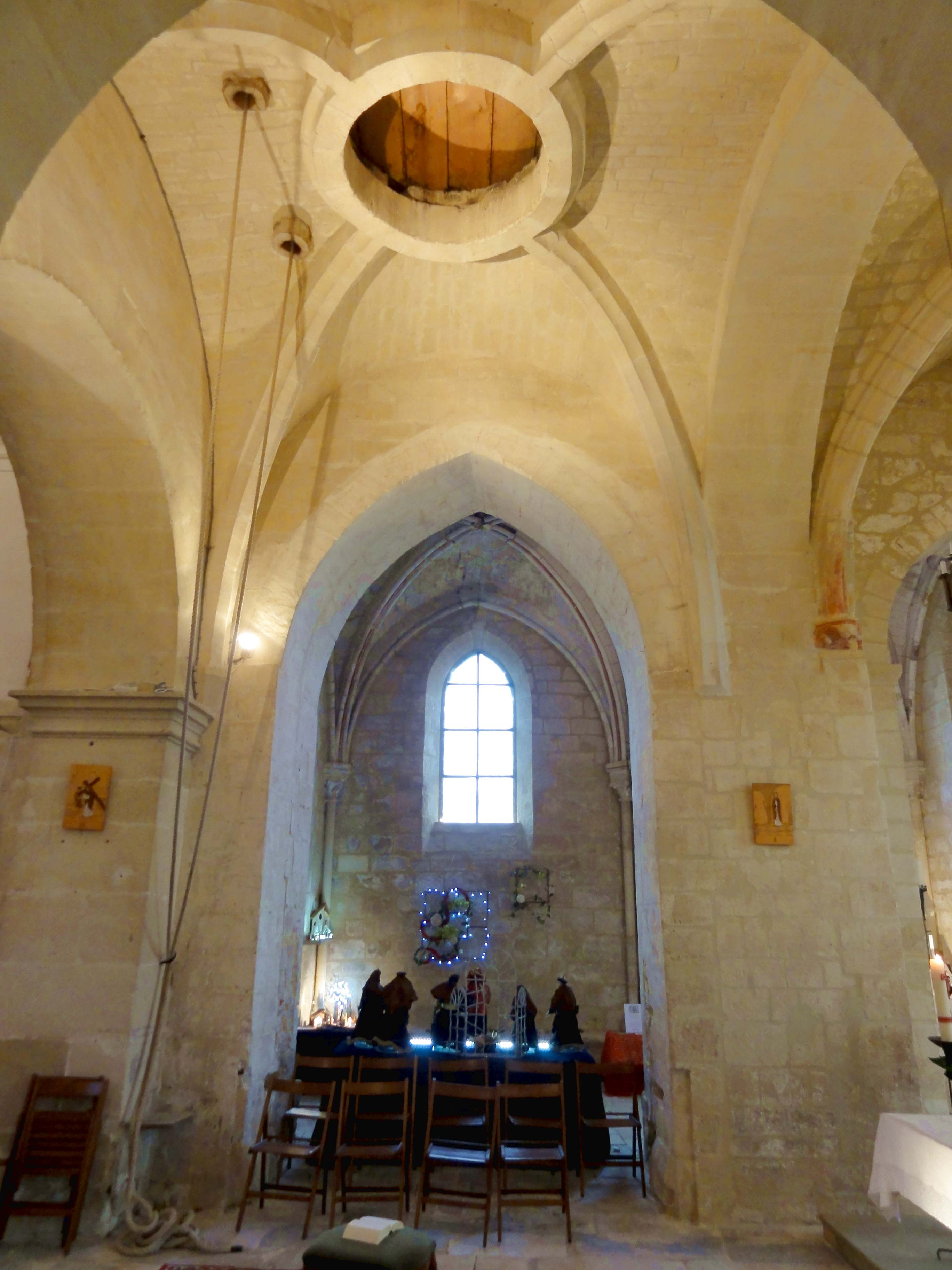
Vue vers le nord dans la chapelle latérale nord.
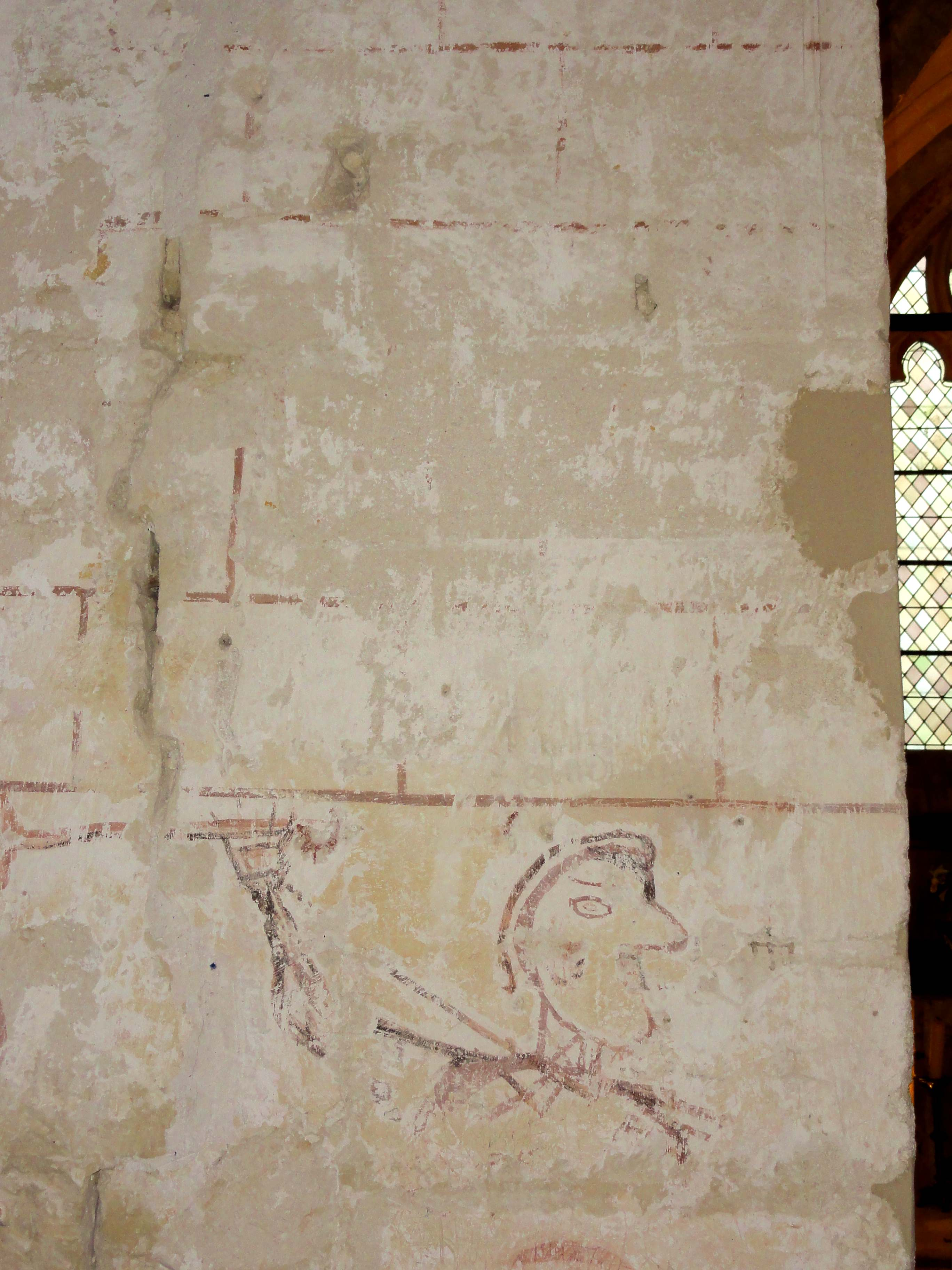
Peinture murale de facture caricaturale.

#### Croisillon sud

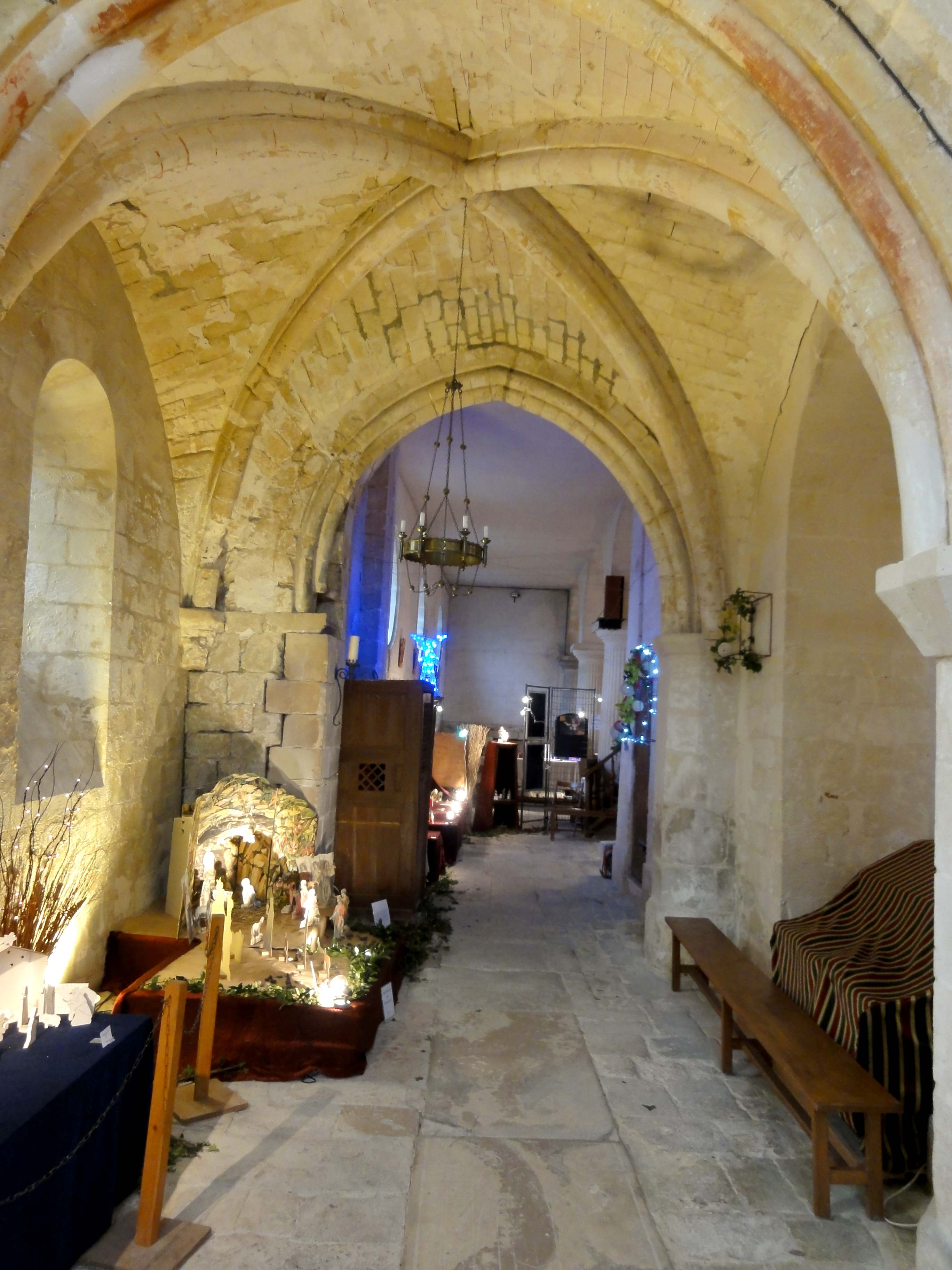
Croisillon sud.

Le croisillon sud représente la dernière partie de l'église du milieu du XIIe siècle, qui est conservée en l'état avec peu de modifications. Il est de plan carré, et éclairé au sud par une baie en plein cintre largement ébrasée. La communication avec la nef s'établit par une arcade brisée moulurée de trois tores en forme d'amande, dont celui au centre est proéminent. Au nord, l'arcade retombe sur un pilier polygonal de la campagne de 1780-1789, qui est engagé dans la pile sud-ouest du clocher. Au sud, les supports d'origine ont été sacrifiés lors d'une autre reprise en sous-œuvre, et remplacés par des pierres de taille, qui ne paraissent pas solidaires avec l'appareil du XIIe siècle du fait de la désagrégation des joints. Comme le souligne le Dr Parmentier, l'existence de l'arcade prouve que l'ancienne nef était bien munie de bas-côtés. Elle date en effet d'origine, et l'arcade vers la chapelle du Rosaire est analogue. En revanche, elle conserve au sud son faisceau de trois colonnettes appareillées, aux chapiteaux de crochets. La colonnette médiane est plus forte que les deux autres, et supporte seule l'arcade. Les deux autres sont destinées aux ogives du croisillon et de l'ancienne absidiole. Puisque celle-ci a disparu, la colonnette de gauche ne sert plus. Une disposition identique devait exister au sud de l'arcade vers le bas-côté sud. Seul le tailloir et le chapiteau réservés à l'ogive subsistent. Ils sont rongés par l'humidité, ce qui explique la suppression de la colonnette et la reprise en sous-œuvre du piédroit de l'arcade. Du côté de la base du clocher, tout a été refait au cours des années 1780. À propos du croisillon, mais en-dehors de celui-ci, l'on peut encore signaler sa corniche orientale, qui est visible dans la chapelle du Rosaire, et est formée par une simple tablette portée par des modillons frustes.
Les tailloirs du milieu du XIIe siècle se composent d'un bandeau, d'un filet, d'un tore et d'un cavet, et sont assez hauts. Les chapiteaux présentent deux rangs de crochets stylisés ou de feuilles lancéolées. Les bases sont flanquées de griffes, et comprennent une gorge entre deux boudins, dont l'inférieur est très saillant. En ce qui concerne la voûte, elle est en arc brisé, aux lignes de faîte horizontales, appareillée régulièrement perpendiculairement aux murs, mais dépourvue de formerets. Les ogives sont au profil d'un tore unique en forme d'amande placé sur un bandeau, et la clé de voûte est une petite rosace inférieure au diamètre des ogives. Des traces de la polychromie architecturale ancienne subsistent notamment près de l'angle nord-est. Les voûtains sont peints en faux-appareil. L'ogive est flanquée de deux filets en ocre, et présente une alternance de sections en ocre jaune et rouge. L'échine au-dessus de l'arcade vers la chapelle du Rosaire est peinte de rinceaux. Les tores de l'arcade sont accompagnés d'un filet en ocre rouge, et peints en faux-appareil sur fond blanc, avec des fleurettes noires réalisées au pochoir. Sous le sommet de la voûte, l'on trouve aussi le faux-appareil sur fond blanc, ainsi que des cercles subdivisés en quatre segments partiellement remplis d'ocre, le reste de la surface étant parsemée de petits points.

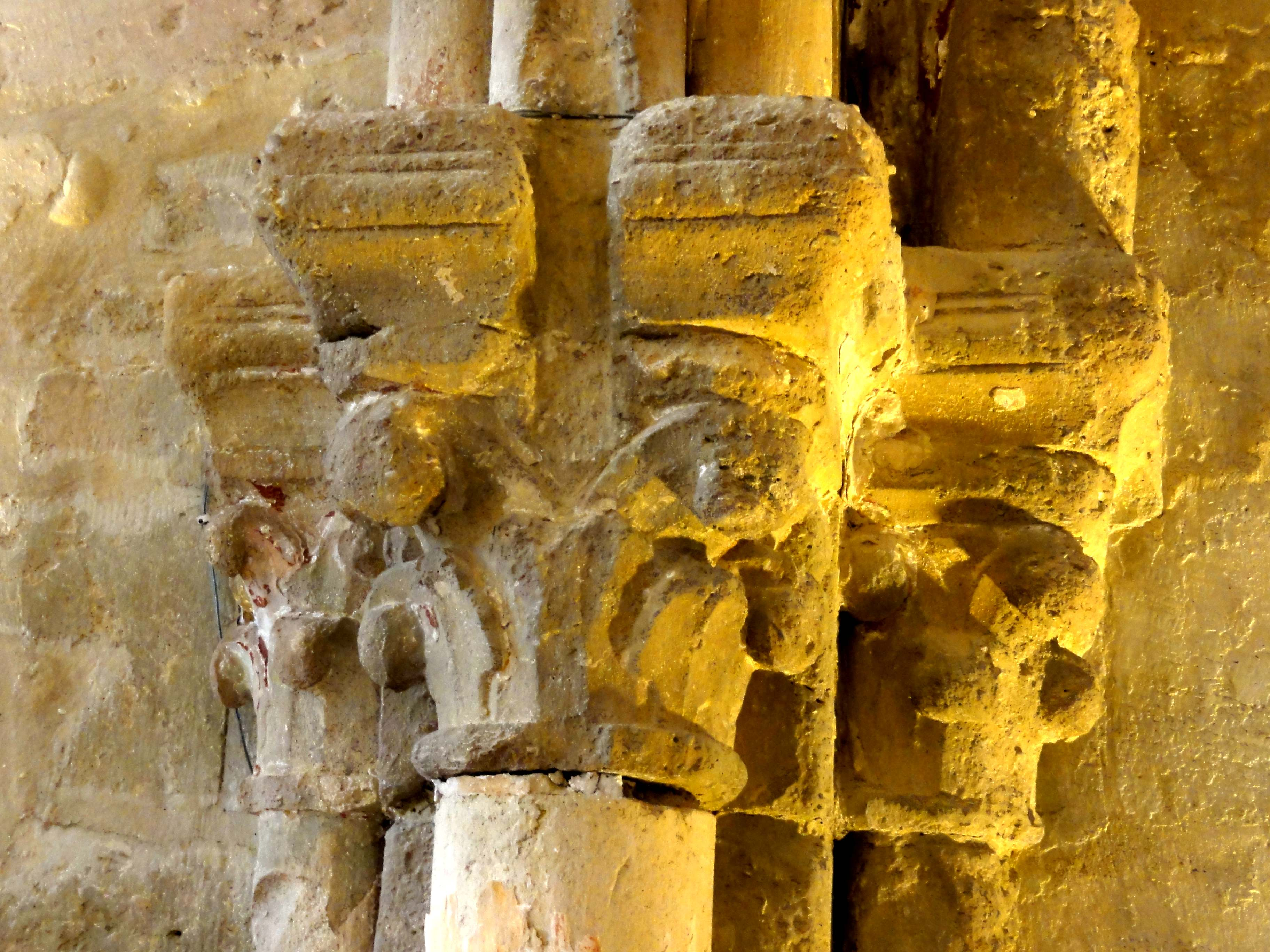
Chapiteaux au sud de l'arcade orientale.
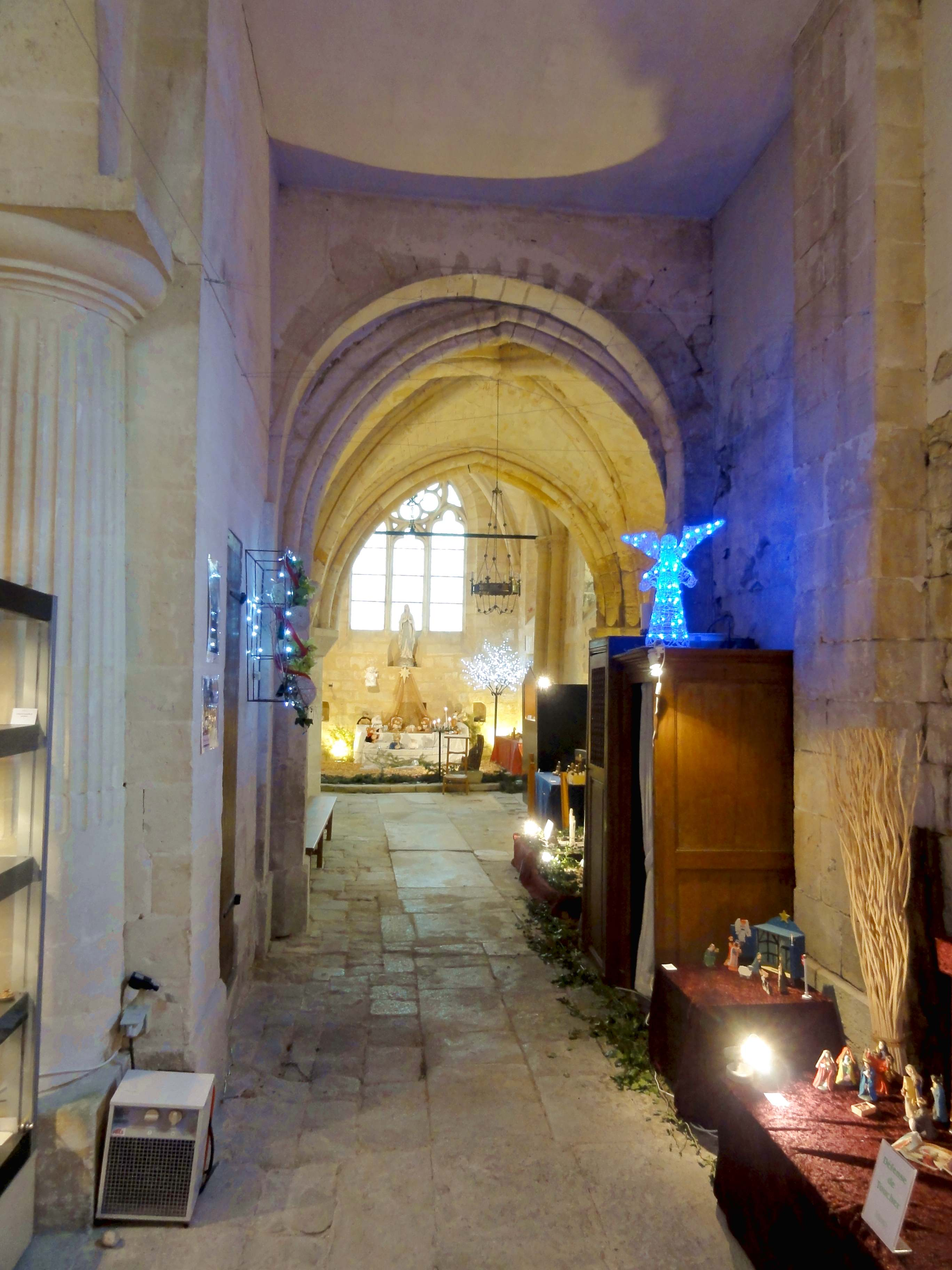
Vue depuis le bas-côté sud.
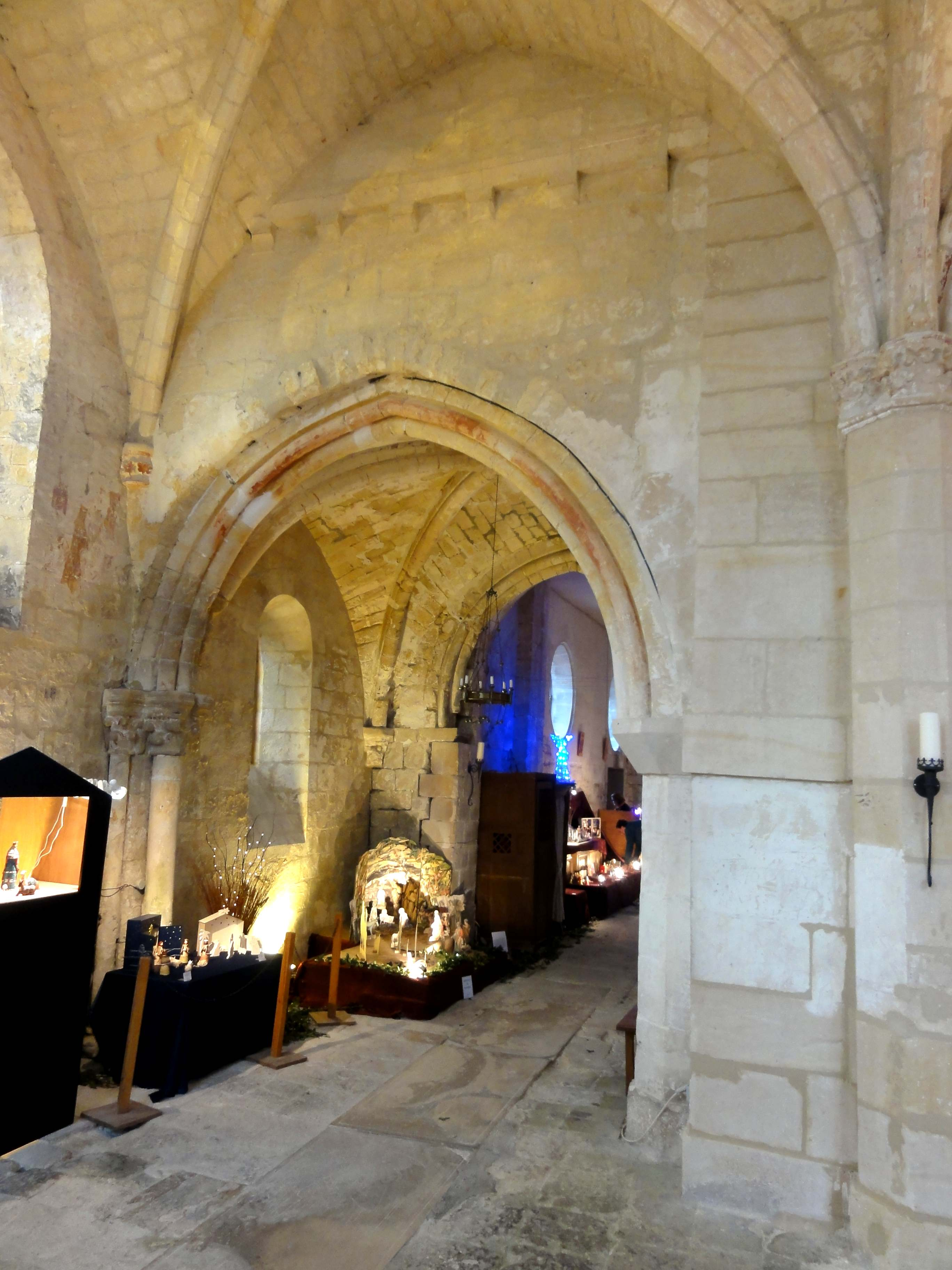
Vue depuis la chapelle du Rosaire.
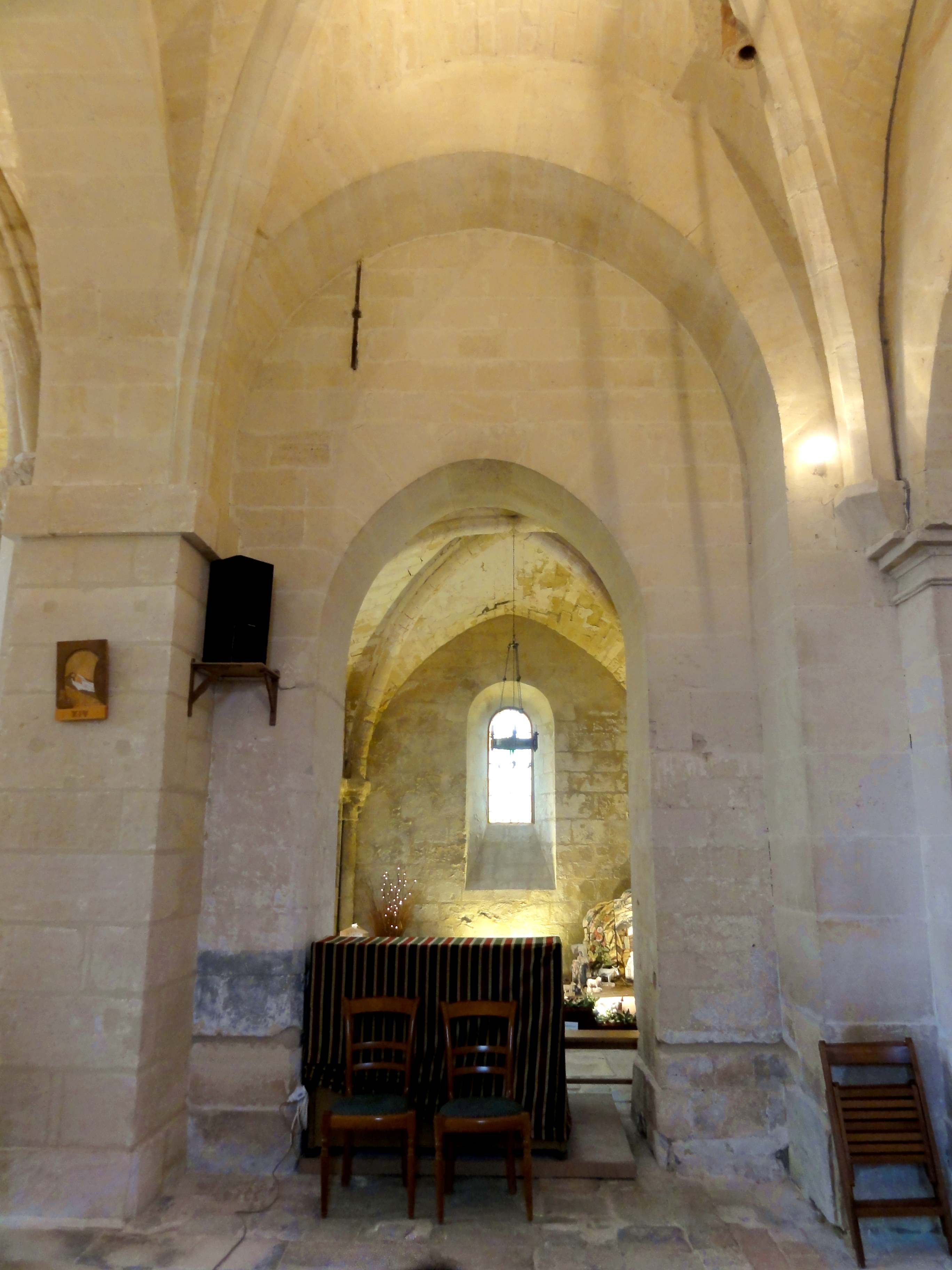
Vue depuis la base du clocher.
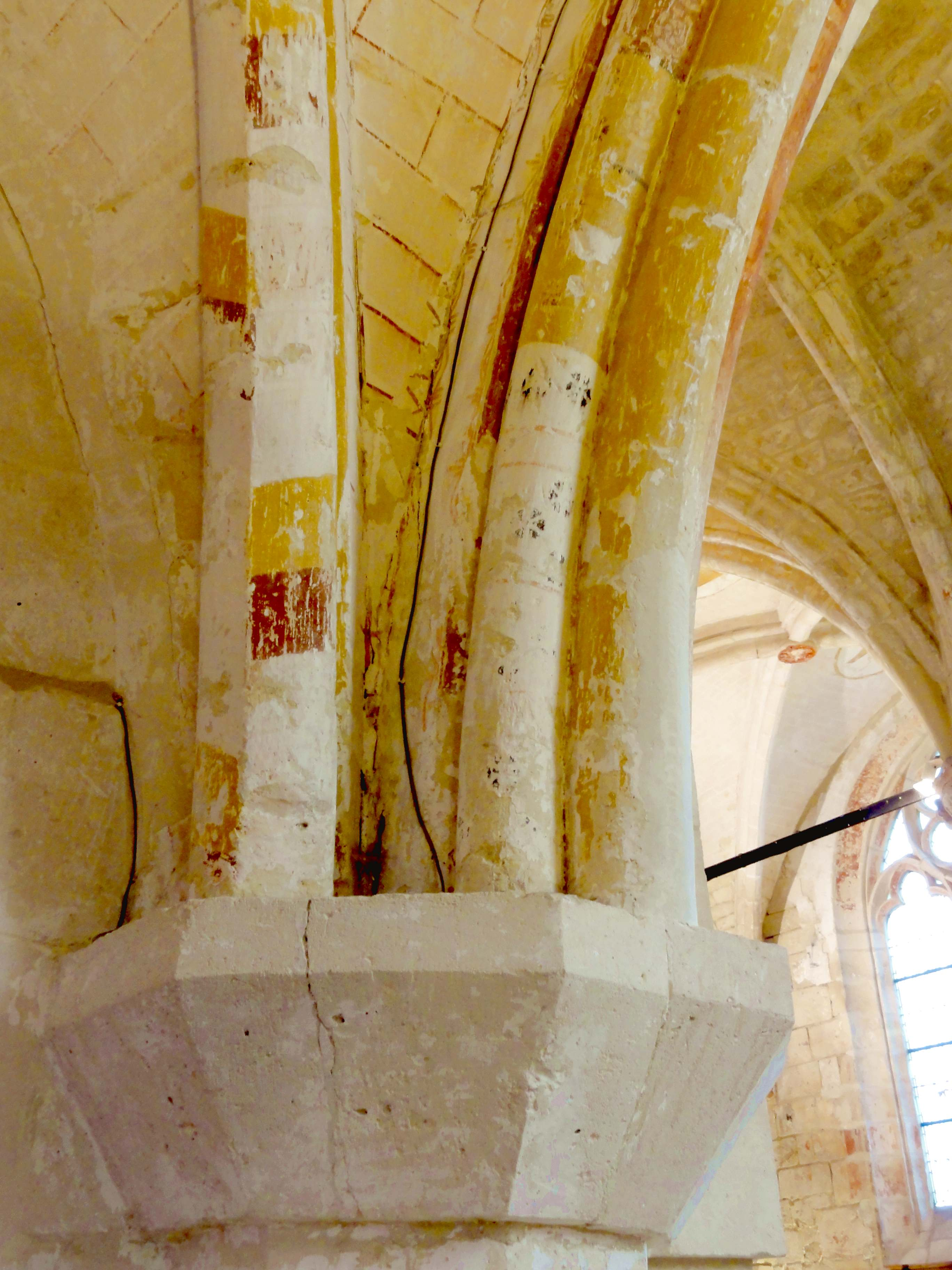
Polychromie architecturale dans l'angle nord-est.
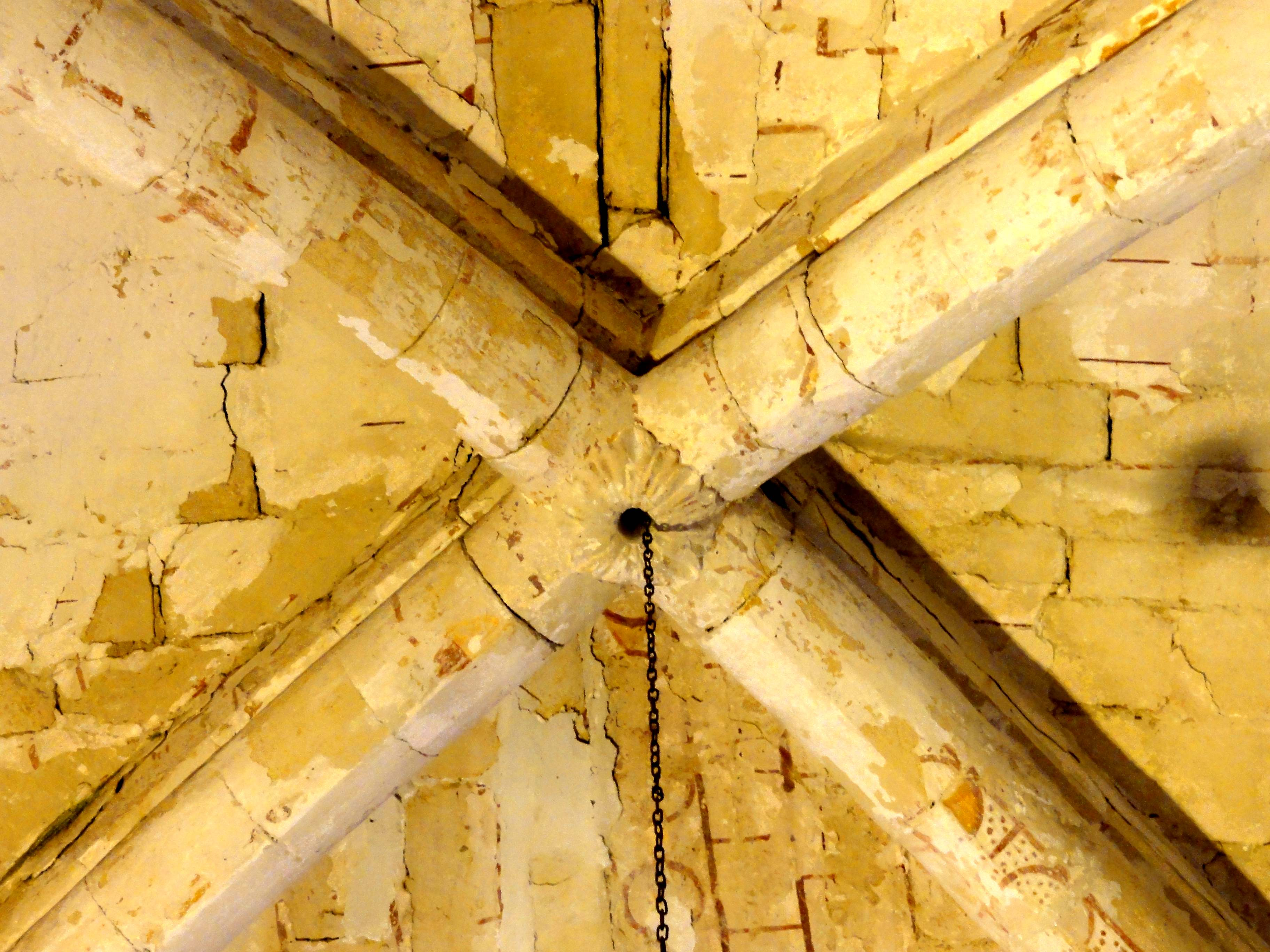
Clé de voûte.

#### Chœur-halle

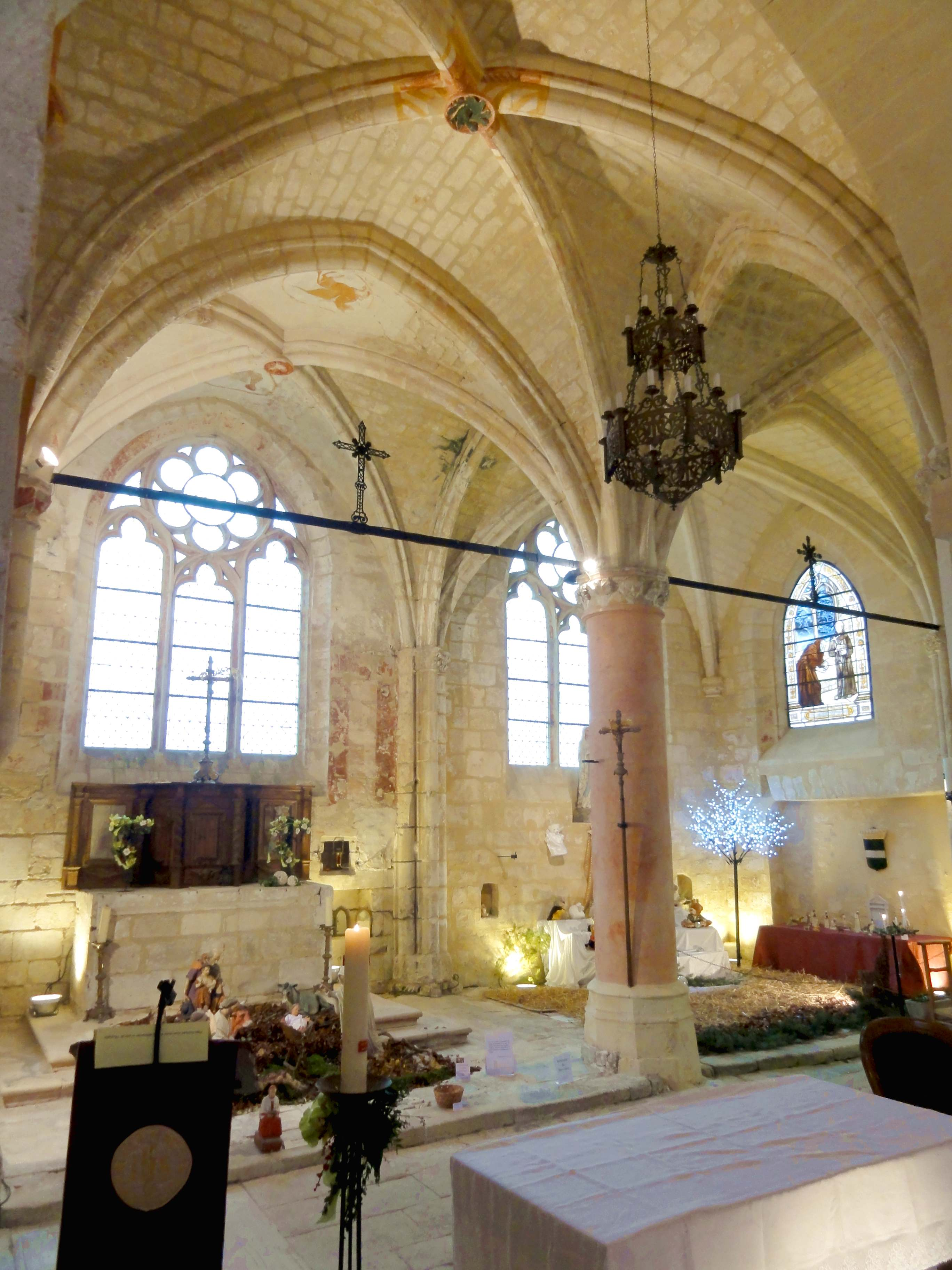
Chœur liturgique, vue diagonale vers le sud-est.

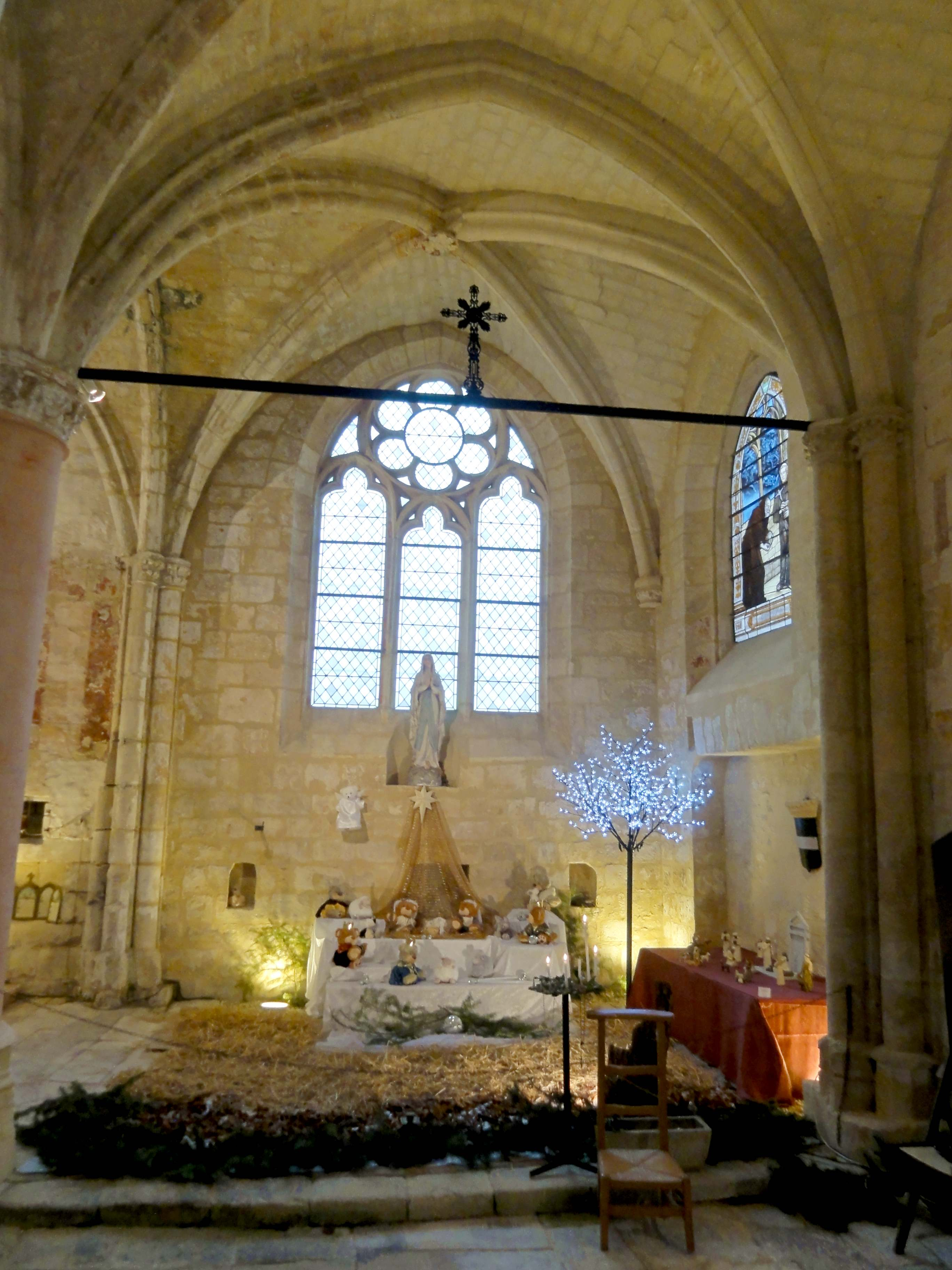
Chapelle du Rosaire, vue vers l'est.

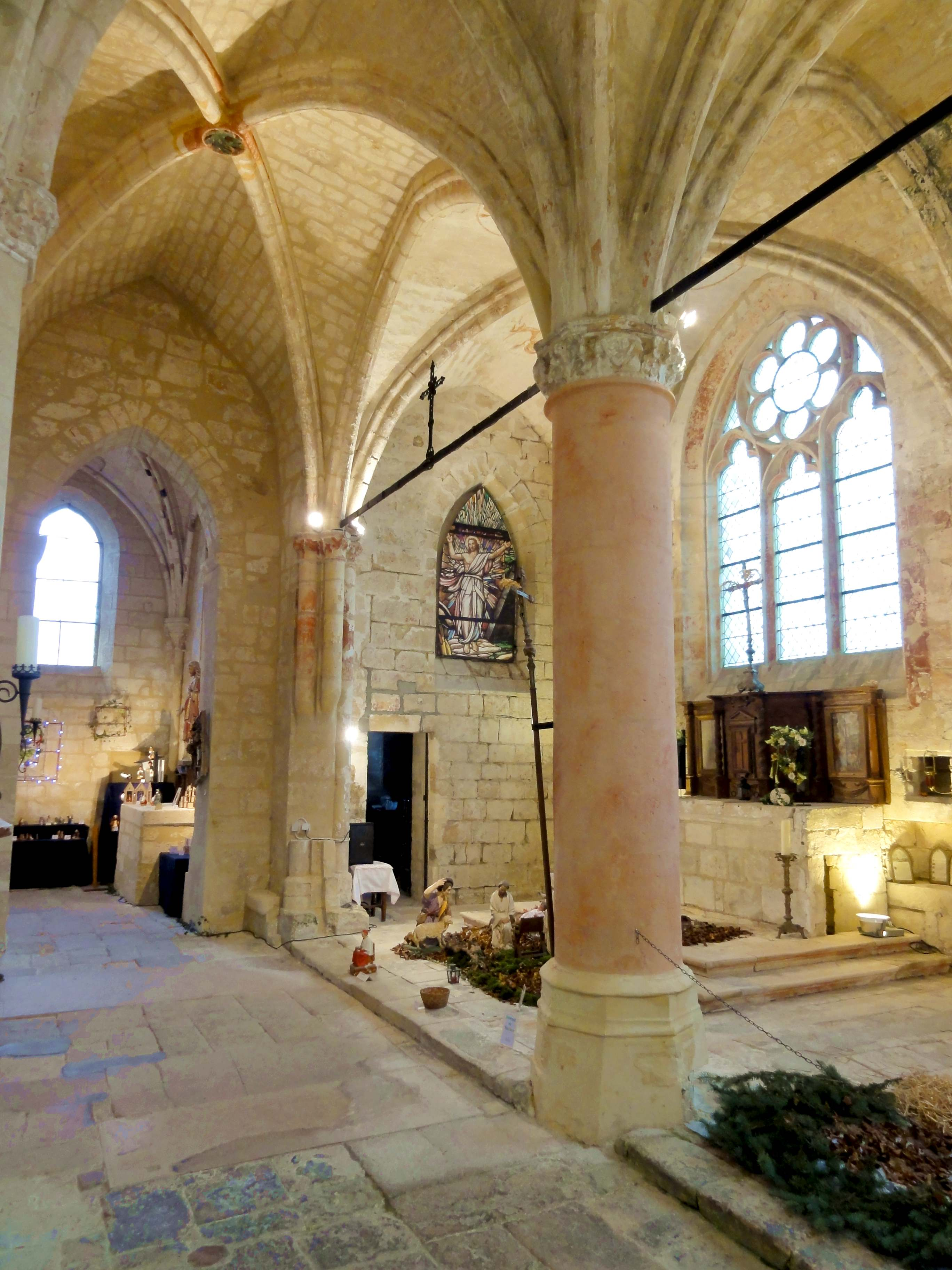
Chapelle du Rosaire, vue diagonale vers le nord-est.

Non visible depuis la nef, le chœur-halle, formé par les deux courts vaisseaux parallèles de la chapelle du Rosaire et du chœur liturgique, est un espace carré assez spacieux, généreusement éclairé par deux larges fenêtres au chevet et deux lancettes simples en tiers-point au sud. Les chœurs-halle, terme dérivé d'église-halle, sont une particularité de la moyenne vallée de l'Oise et de ses environs. Ailleurs, ils sont plus rares ; dans le Val-d'Oise, il n'y a par exemple que l'église Saint-Pierre de Genainville qui en possède un. Ils se caractérisent par un chevet plat (ce qui n'empêche pas une petite abside comme à Villers-Saint-Paul) et la fusion du chœur avec ses chapelles latérales, l'ensemble étant voûté à la même hauteur ou presque. Le transept, s'il existe, se trouve généralement intégré dans le chœur-halle. Les exemples les plus connus sont Nogent-sur-Oise, Plailly et Villers-Saint-Paul ; d'autres exemples étant Laigneville, Neuilly-sous-Clermont, Rieux, Rousseloy et Saint-Félix. L'exemple de Brenouille adopte la composition minimale de deux fois deux travées, les premières travées étant légèrement plus courtes que les suivantes. Le principal caractéristique du chœur-halle de Brenouille est la retombée des quatre voûtes sur un pilier monocylindrique isolé au centre, comme à Nogent-sur-Oise et Rousseloy, et dans la vaste chapelle sud de Pontpoint. Ailleurs, la composition des piliers est tout au moins réduite par rapport à la configuration habituelle, comme à Neuilly-sous-Clermont et au sud du chœur de Villers-Saint-Paul. Par son architecture de style rayonnant tardif du XIVe siècle, les ressemblances avec Pontpoint et Rousseloy sont les plus évidentes. Les crochets des chapiteaux sont à la fois maigres et bien fouillés. Les corbeilles des chapiteaux isolés sont de faible hauteur. Au droit des murs, les faisceaux de colonnettes à l'intersection des travées ne présentent pas de différence de diamètre des fûts en fonction des éléments à supporter. La mouluration des meneaux des fenêtres du chevet est chanfreinée, et ils reposent sur des bases polygonales.
L'absence de remplage des fenêtres du sud traduit un souci d'économie, mais la mise en valeur particulière des fenêtres du chevet est en même temps usuelle. Ces fenêtres présentent un réseau de trois lancettes aux têtes trilobées, comme encore à la fin du XVe siècle à Duvy. Celle au centre est moins élevée que les deux autres, afin de laisser la place à un oculus hexalobe sur la partie haute de la baie. Les meneaux sont fins, et tous les écoinçons sont ajourés. Il y avait également une fenêtre au nord de la seconde travée du chœur. Ce fut aussi une lancette simple. Elle a été bouchée lors de la construction de la sacristie au XVIIe siècle, et est aujourd'hui agrémentée d'un vitrail sans rétroéclairage, qui représente la Résurrection du Christ. Comme particularité, le mur autour de cette fenêtre est placé en retrait par rapport aux supports de la voûte, ce qui donne une faible niche, comme parfois au chevet des chapelles latérales. La première travée du chœur liturgique n'a jamais possédé de fenêtre, car la chapelle latérale nord est plus ancienne. L'intercommunication est assurée par une arcade en tiers-point non moulurée, tout à fait semblable à celle au nord de la base du clocher, qui donne sur la même chapelle. Les deux arcades ouvrant sur le chœur-halle depuis la base du clocher et le croisillon sud ont déjà été décrites dans le contexte de ces travées. Les ogives sont au profil d'un tore garni d'un mince filet, qui est flanqué de deux gorges, délimités par des boudins visibles seulement latéralement. Les doubleaux sont analogues.
Les voûtes se caractérisent par l'absence de formerets, par des arcs d'inscription en arc brisé, et des ogives en cintre surbaissé. Avec les doubleaux, elles retombent sur des faisceaux de trois colonnettes appareillées à l'intersection entre les travées, et sur des culs-de-lampe semblables aux corbeilles des chapiteaux dans les angles, sauf dans l'angle nord-ouest, au sud de la pile nord-est du clocher qui est vraisemblablement médiévale : ici, le cul-de-lampe représente un homme accroupi, évoquant un atlante. Sa robe est peinte en ocre rouge, et les moulures du tailloir, polygonal comme les autres, sont alternativement peintes en jaune et rouge. Les traces de polychromie architecturale sont nombreuses dans le chœur. Les tambours du pilier central sont peints en rose. Sur le gros chapiteau, une tête humaine se profile par ailleurs entre les feuillages. Sur la clé de voûte de la première travée, qui est un disque orné de feuillages comme les trois autres, une autre couleur apparaît : le vert foncé. Il existe également des peintures murales proprement dites. Comme à Cambronne-lès-Clermont, Mogneville et Osny, la voûte de la seconde travée du chœur arbore des animaux ailés mystiques, mais contrairement aux exemples précités, il n'est pas évident s'ils représentent le tétramorphe, c'est-à-dire, les symboles des quatre Évangélistes : l'aigle de saint Jean est plus proche d'une poule ou d'un faisan. Le taureau ailé de saint Luc est bien reconnaissable. Contrairement au lion ailé de saint Marc, sa tête n'est pas humaine. L'homme ailé, qui pouvait se trouver sous le voûtain occidental vierge de toute peinture, manque. D'autres peintures, plutôt des tableaux, existent sur la face orientale de la pile nord-est du clocher ; à droite de la baie du chevet ; et dans la chapelle du Rosaire, à gauche et à droite de la baie de la première travée. On reconnaît une personne couronnée vêtue d'un long manteau qui cache ses pieds, des fleurs de lys noires réalisées au pochoir, et deux colonnettes à chapiteaux servant d'encadrement. Le Dr Parmentier n'évoque pas ces peintures, qui en partie ont été redécouvertes en 2012 seulement.

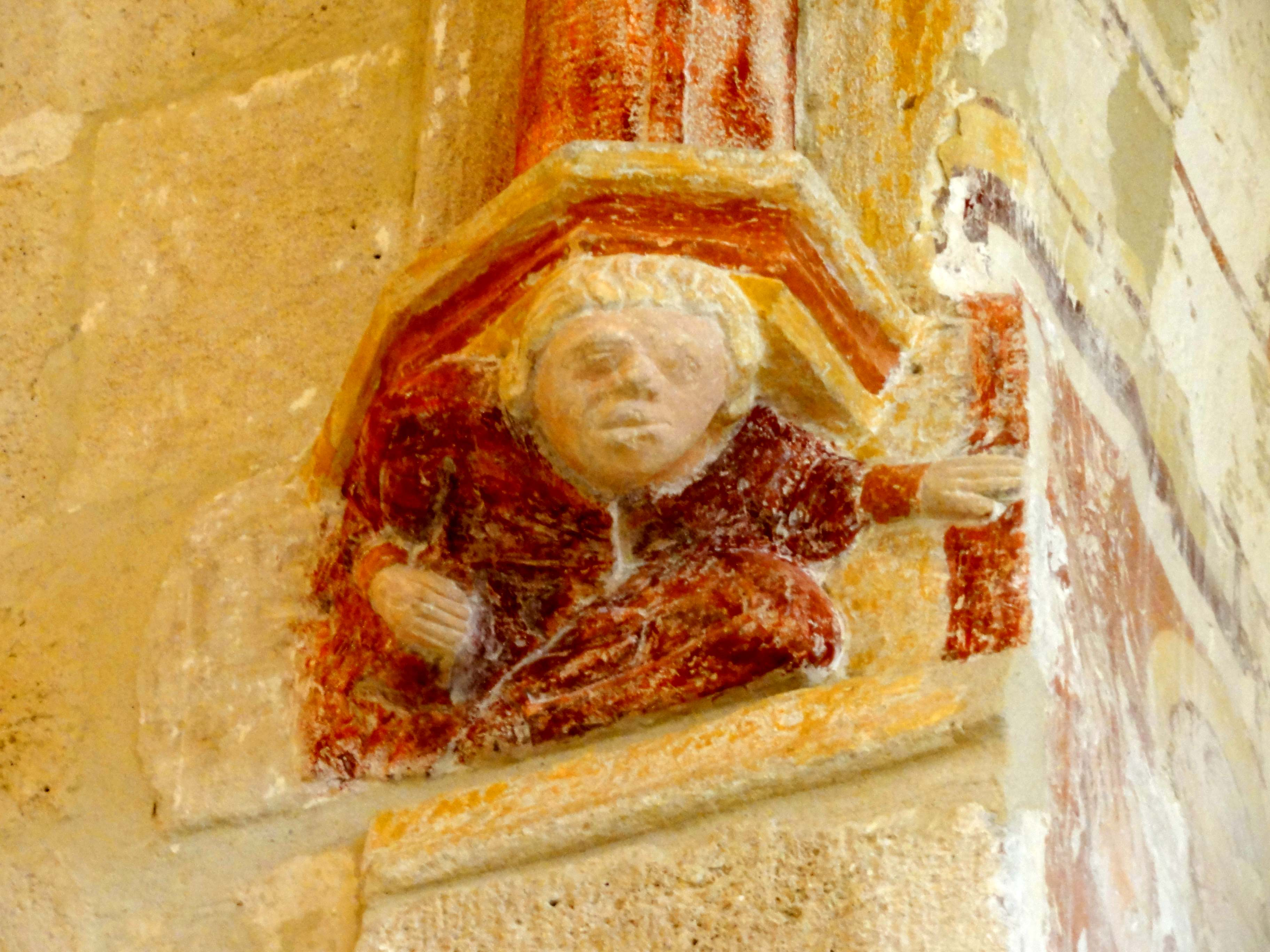
Cul-de-lampe dans l'angle nord-ouest.
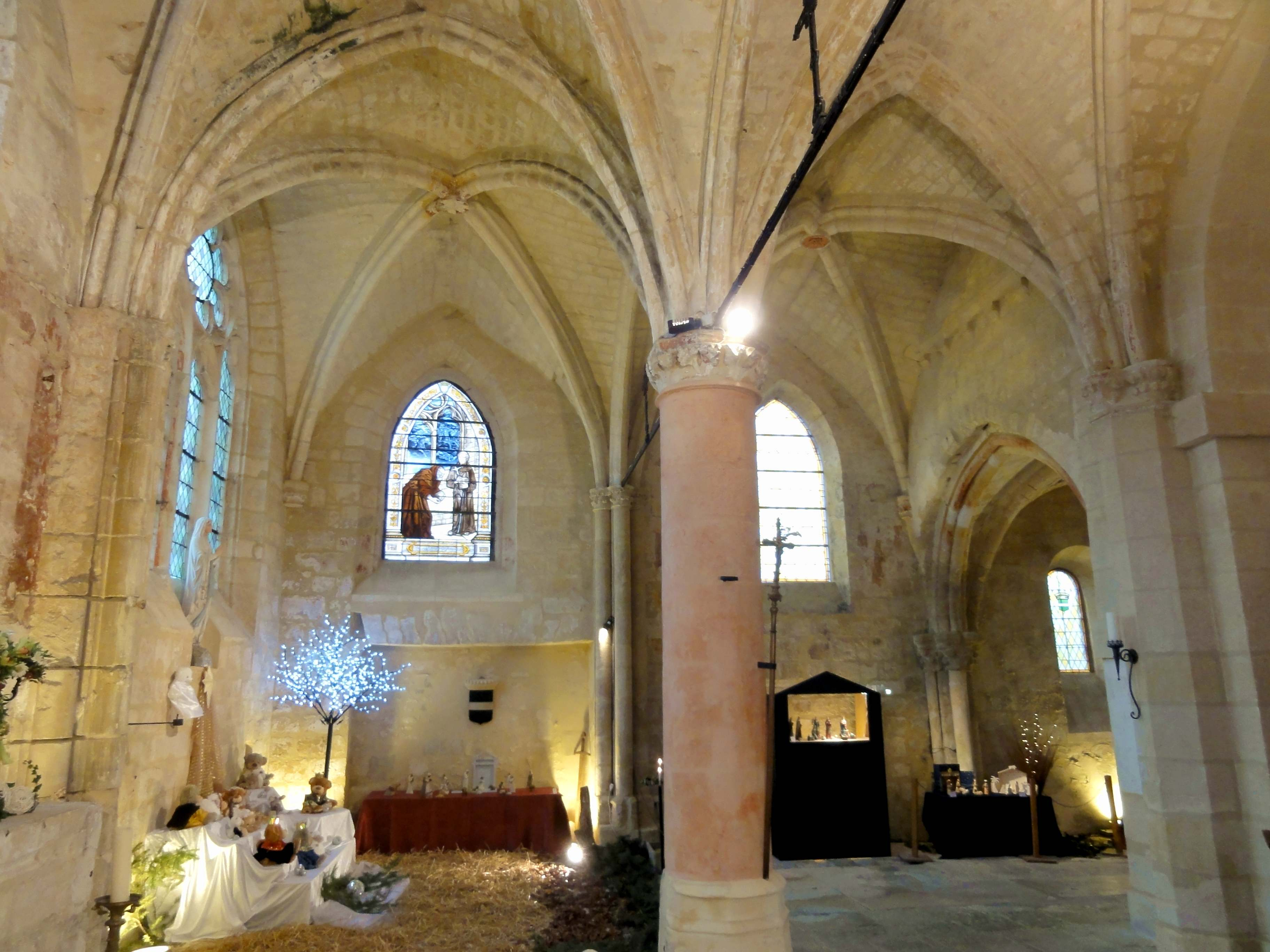
Chœur liturgique, vue vers le sud.
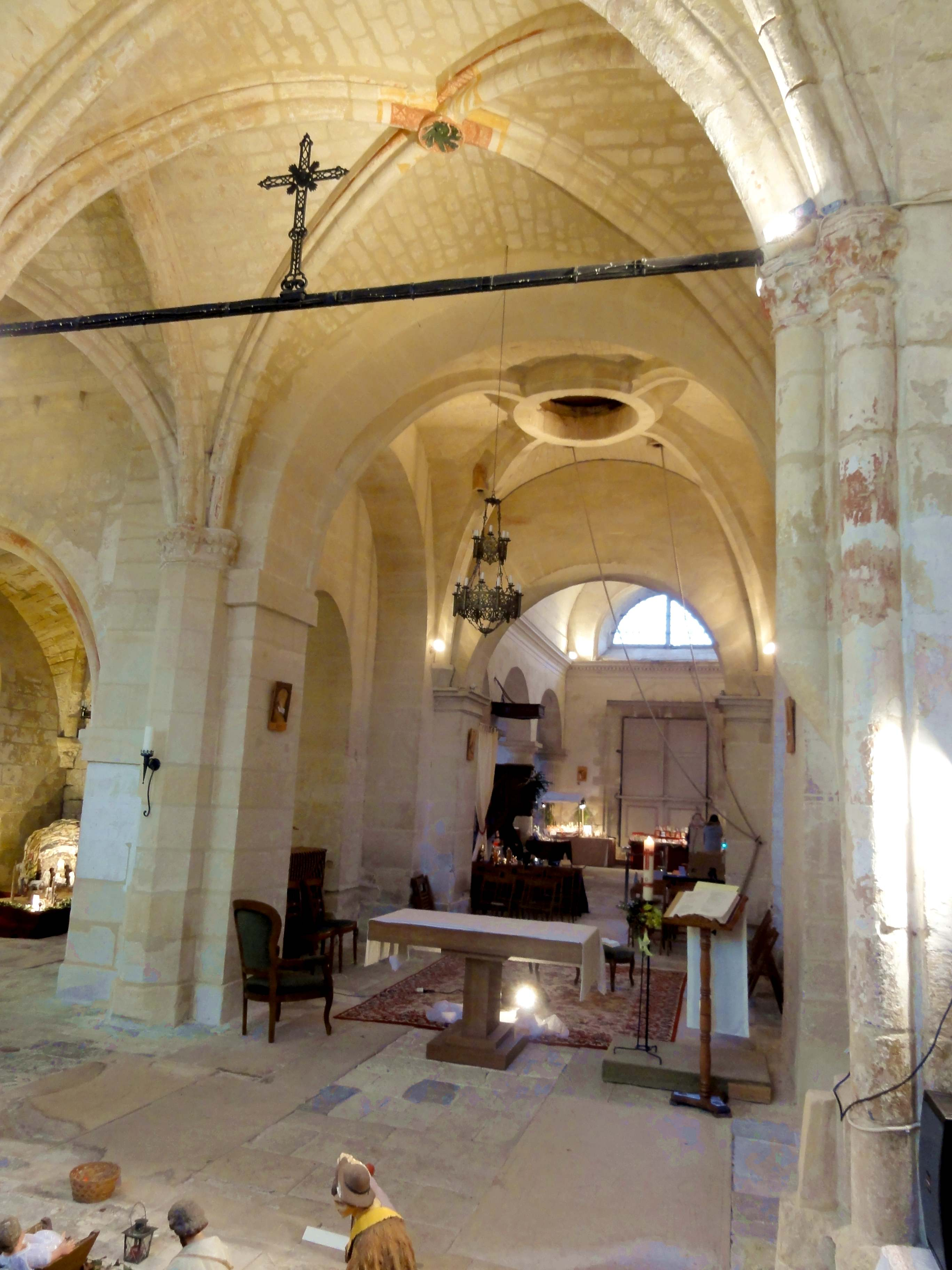
Chœur liturgique, vue diagonale vers le sud-ouest.
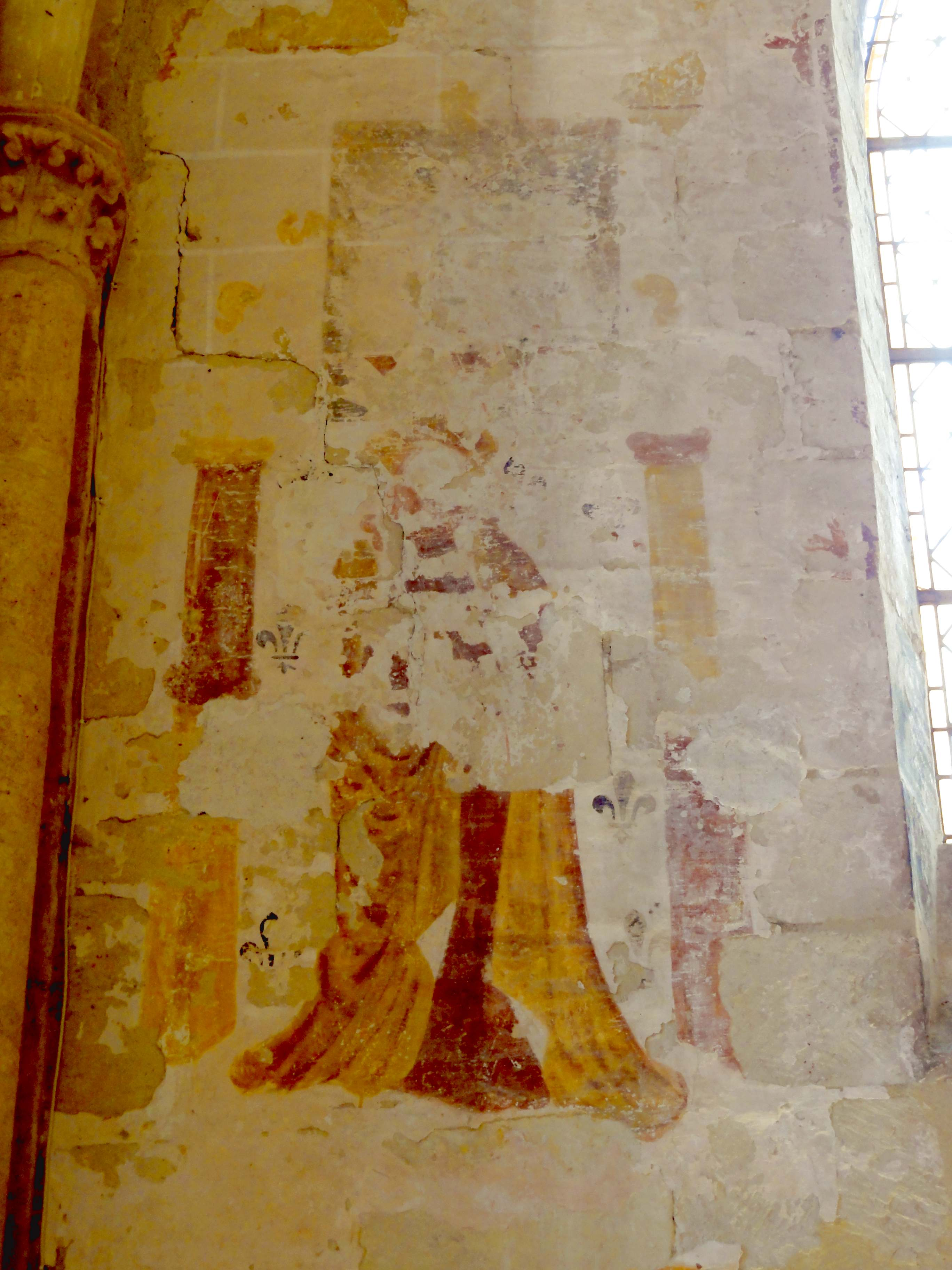
Peinture murale dans la 1re travée de la chapelle du Rosaire.
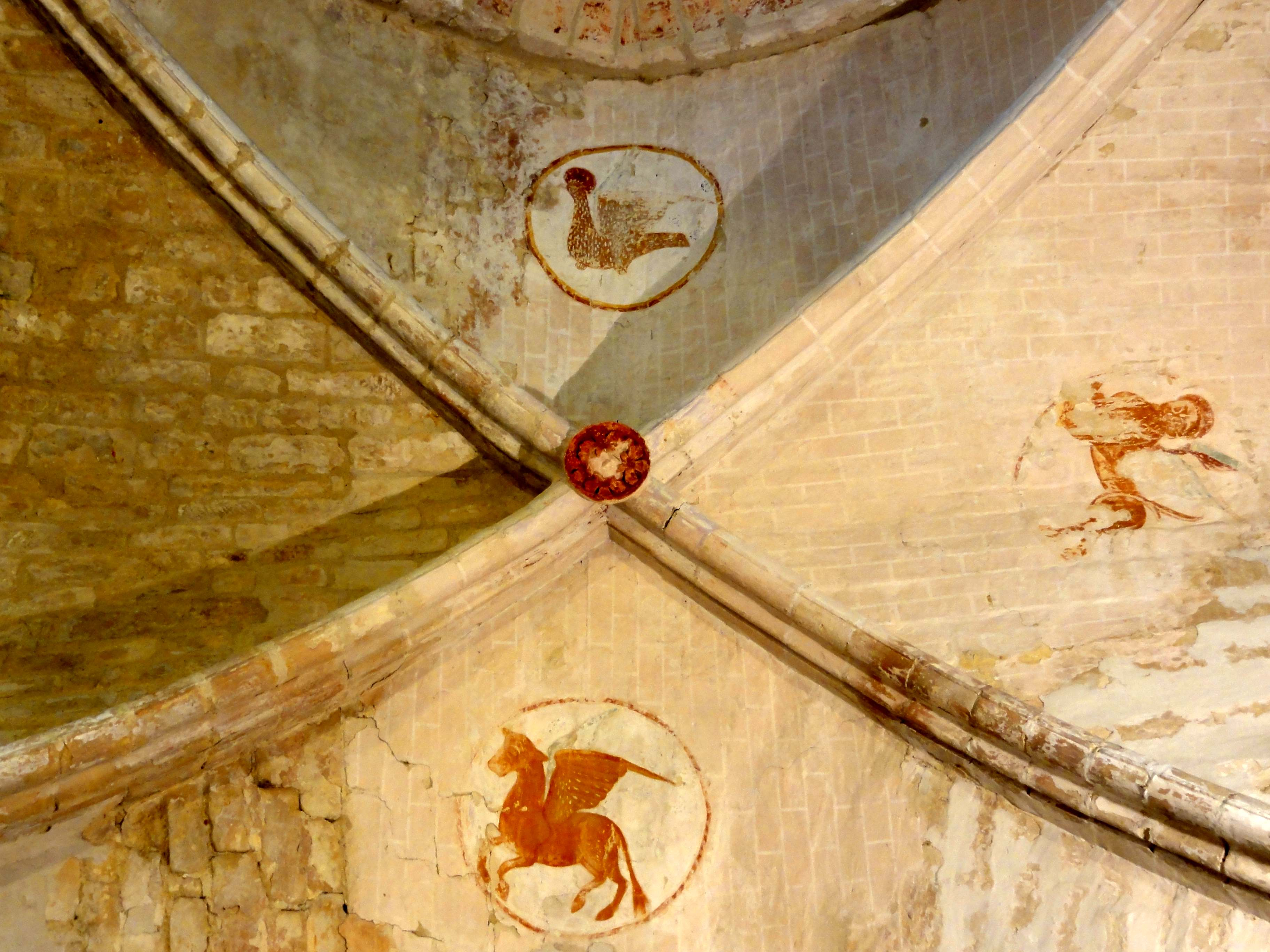
Peintures murales sous la voûte de la 2e travée du chœur.
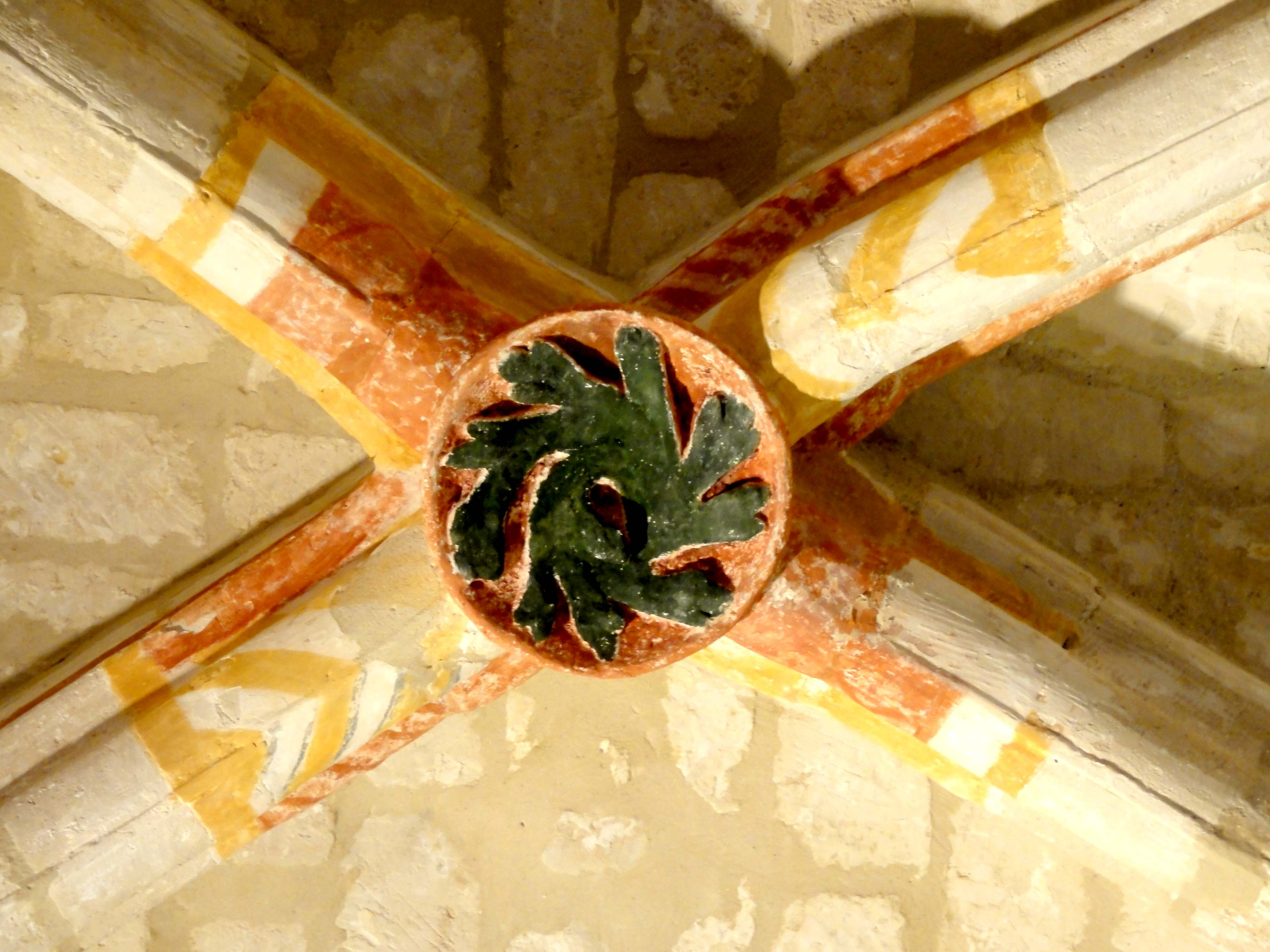
Clé de voûte de la 1re travée du chœur liturgique.

#### Chapelle latérale nord

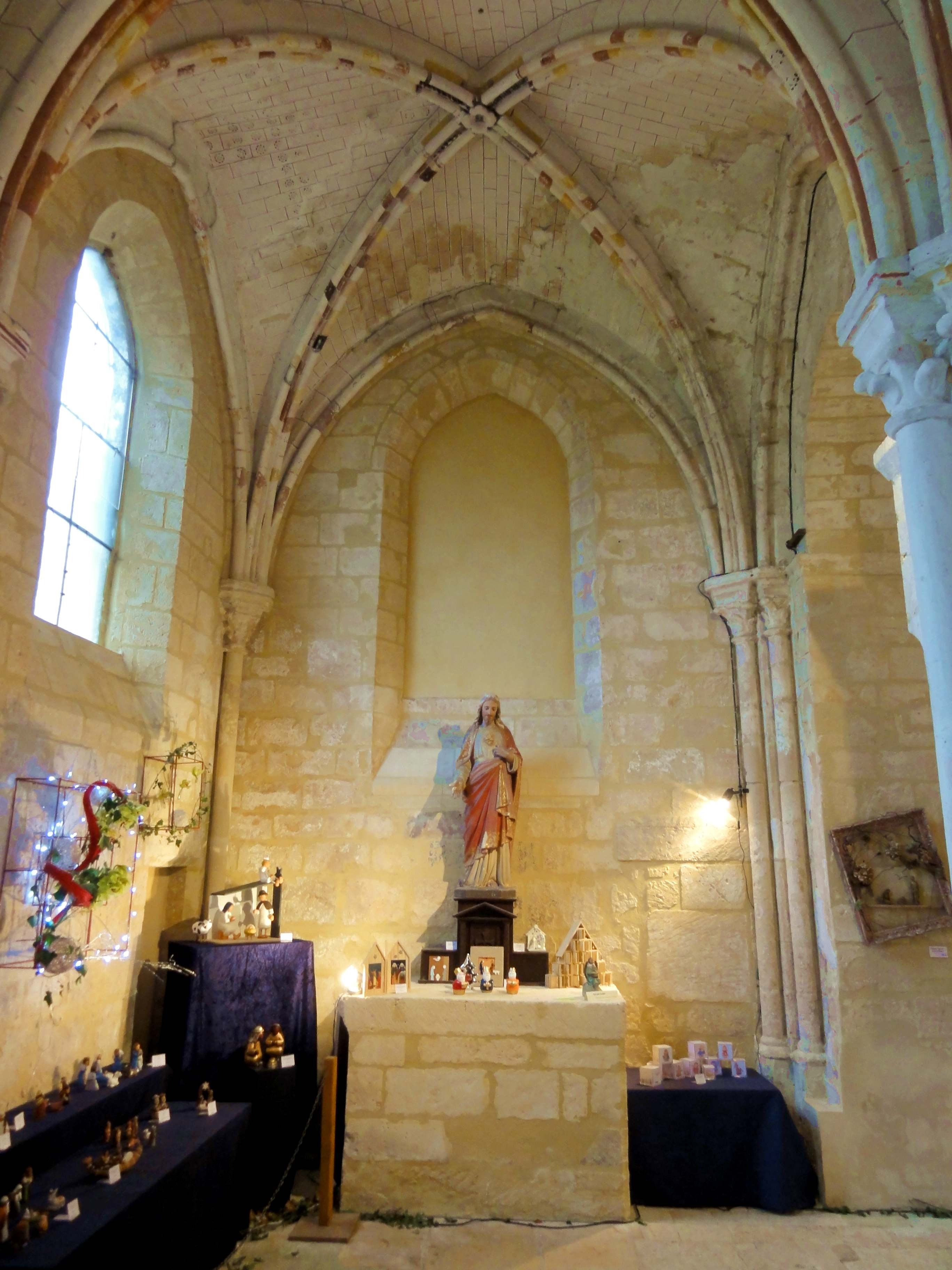
Chevet de la chapelle nord.

La chapelle latérale nord, aujourd'hui dédiée au Sacré-Cœur de Jésus, se compose de deux travées barlongues dans le sens longitudinal, et reflète l'architecture gothique primitive à son apogée. La construction est très soignée, et les voûtes disposent de formerets, ce qui n'est pas le cas ailleurs dans l'église. Des doubleaux sont plaquées devant les deux épaisses arcades brisées, non moulurées, qui relient la chapelle à la croisée du transept et au chœur. L'arcade vers le bas-côté nord de la nef reste toutefois nue. Le profil des doubleaux plaqués est monotorique, comme celui des formerets. Le doubleau intermédiaire présente un large filet entre deux tores, et les ogives se composent d'une fine arête entre deux tores. Ce sont des profils très courants pendant une longue période. La polychromie architecturale des nervures des voûtes rappelle le croisillon sud. Les clés de voûte sont de petites rosaces, dont l'une est « tournante » (suggérant un mouvement de rotation). Une particularité est la disposition des supports, qui paraît irrégulière, mais répond en fait à sa propre logique. Bien que les doubleaux déjà signalés assument en réalité la mission de formerets, ils disposent de supports dédiés. Comme fréquemment, ce n'est pas le cas des formerets. On trouve donc des colonnettes uniques supportant trois nervures à la fois (une ogive et deux formerets) dans les angles nord-est et nord-ouest. En face dans les angles sud-est au sud-ouest, des faisceaux de trois colonnettes ont été prévues, tout comme par ailleurs au nord du doubleau intermédiaire entre les deux travées. Enfin, au sud de ce même doubleau, le faisceau comporte cinq colonnettes. Les tailloirs sont encore plus hauts que dans le croisillon sud, ce qui apparaît comme un archaïsme. L'on note des différences de profil d'un endroit à l'autre. Les corbeilles des chapiteaux sont sculptées de crochets gras stylisés en deux rangs, ou de crochets aux angles et de feuilles polylobées appliquées au milieu des faces. Les chapiteaux correspondant aux ogives sont plantés de biais, afin de faire face à celles-ci. Les fûts sont appareillés et très minces. Ils ont pour base un petit boudin angulaire et un gros boudin aplati, qui déborde sur le socle cubique, individuel à chaque fût, et repose sur un gros socle polygonal, commune à l'ensemble des fûts. Pour venir aux fenêtres, deux au nord et une au chevet, elles ressemblent aux baies méridionales de la chapelle du Rosaire. Du fait de l'adjonction de la sacristie, la baie du chevet est bouchée.

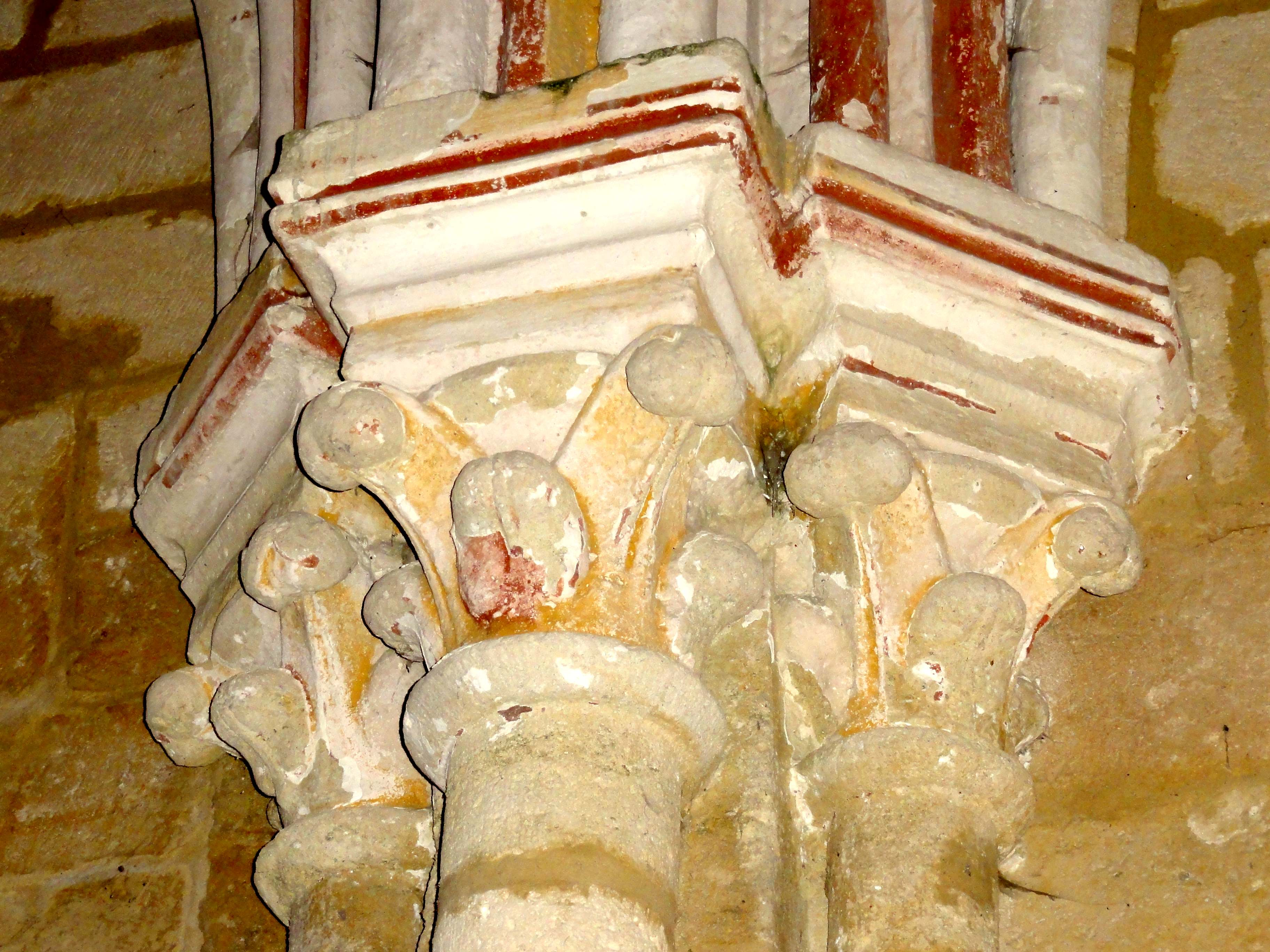
Chapiteaux côté nord.
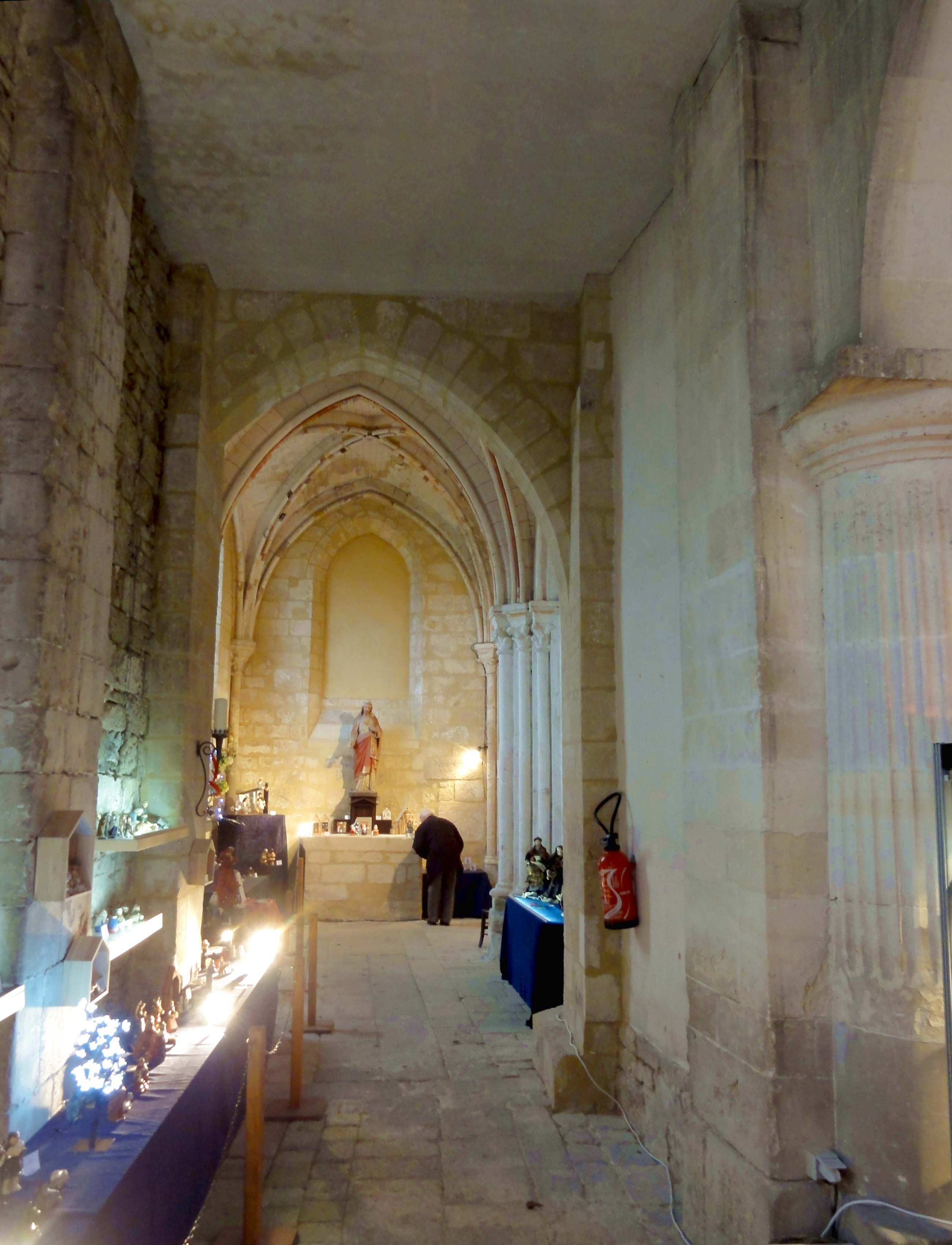
Vue depuis le bas-côté nord.
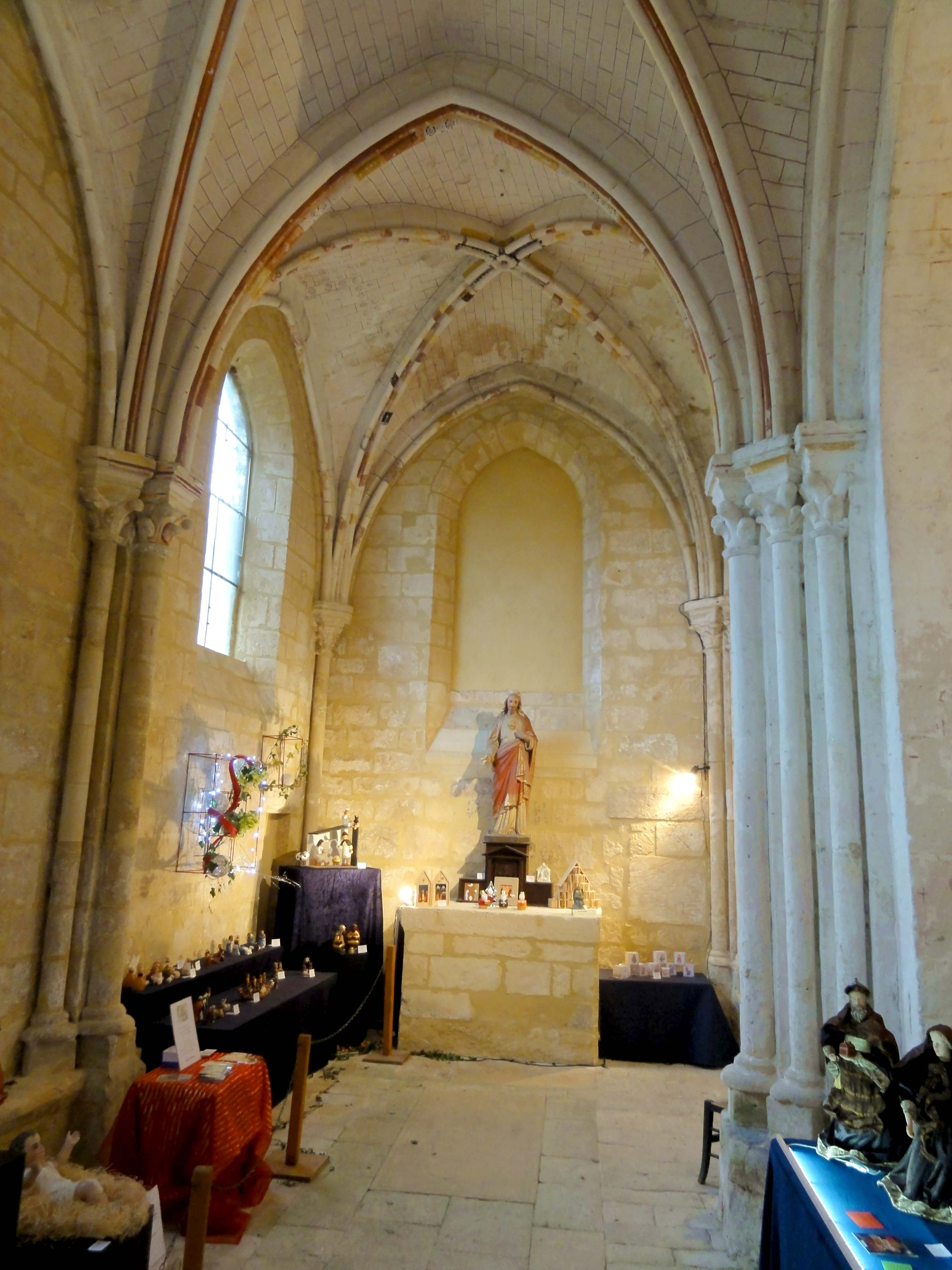
Vue vers l'est.
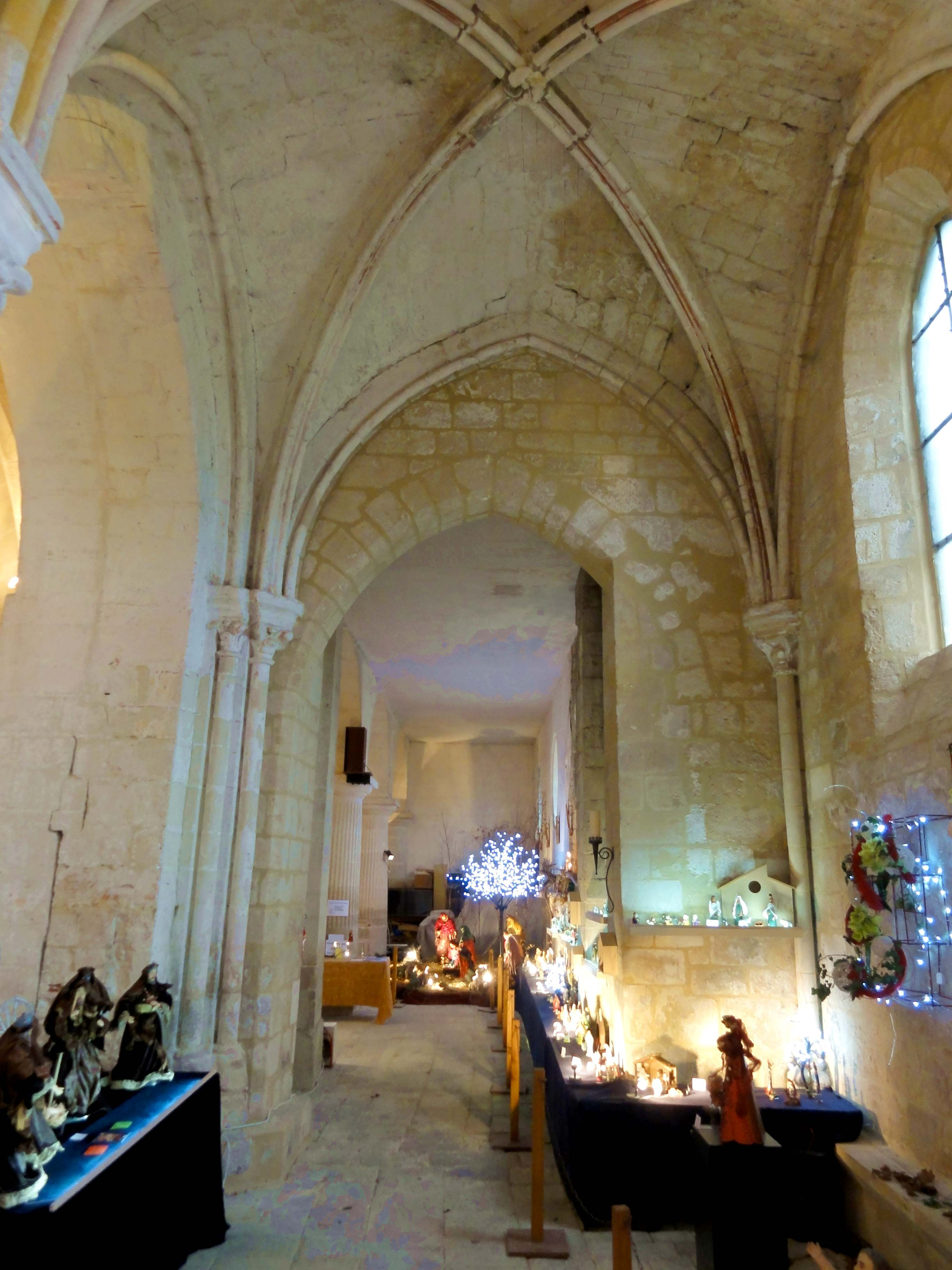
Vue vers l'ouest.
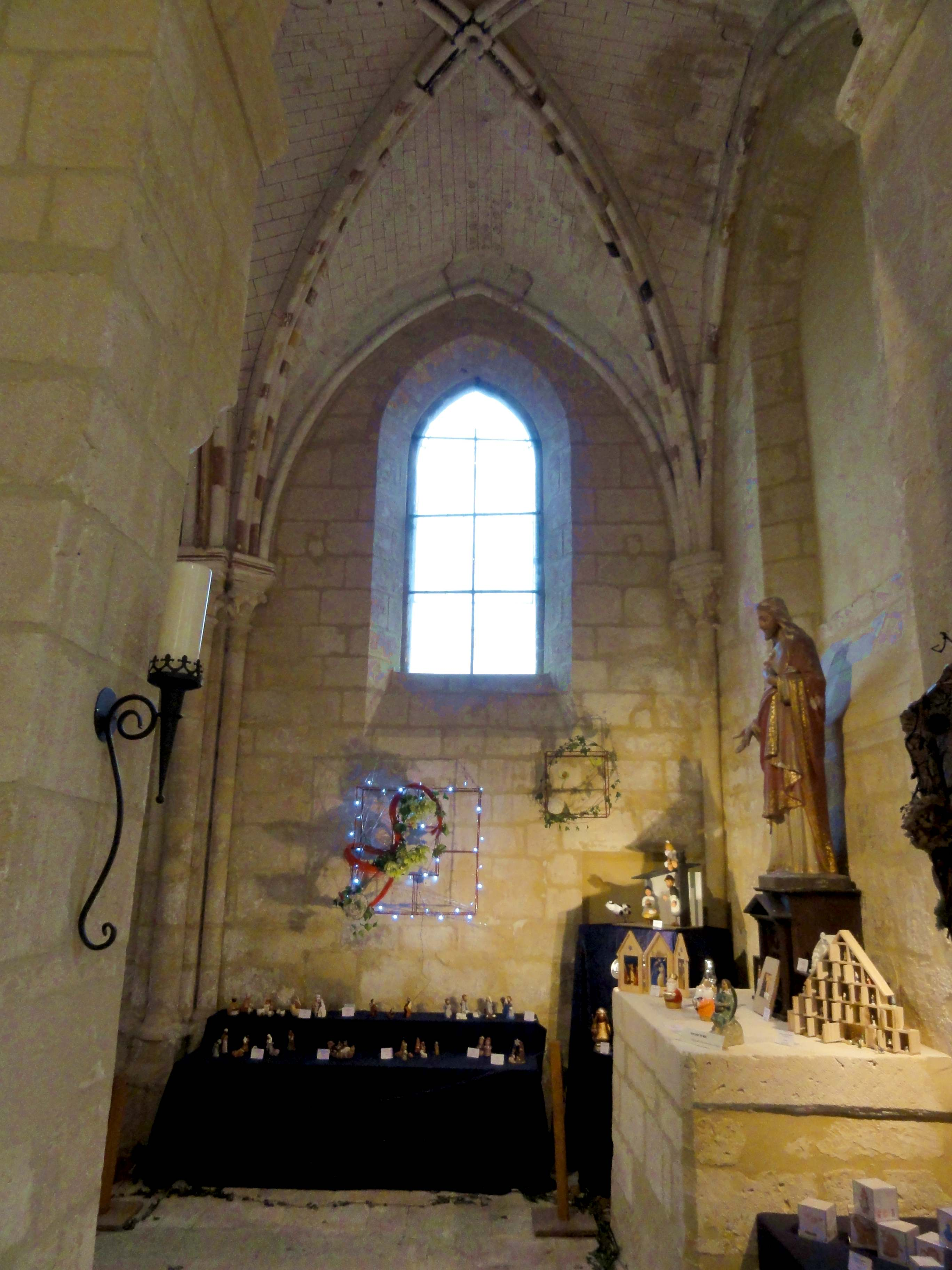
2e travée, vue vers le nord.
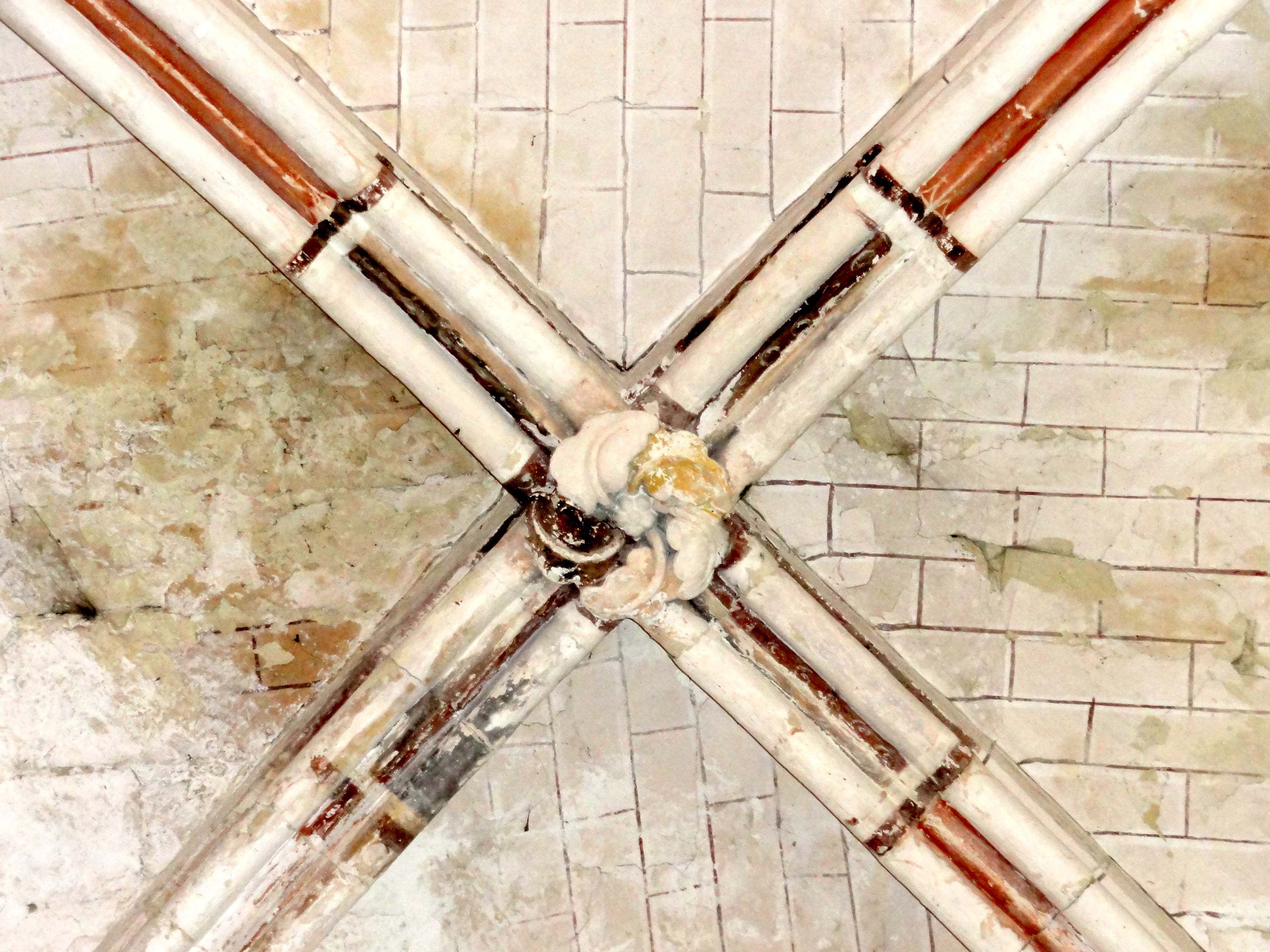
1re travée, clé de voûte.

### Extérieur

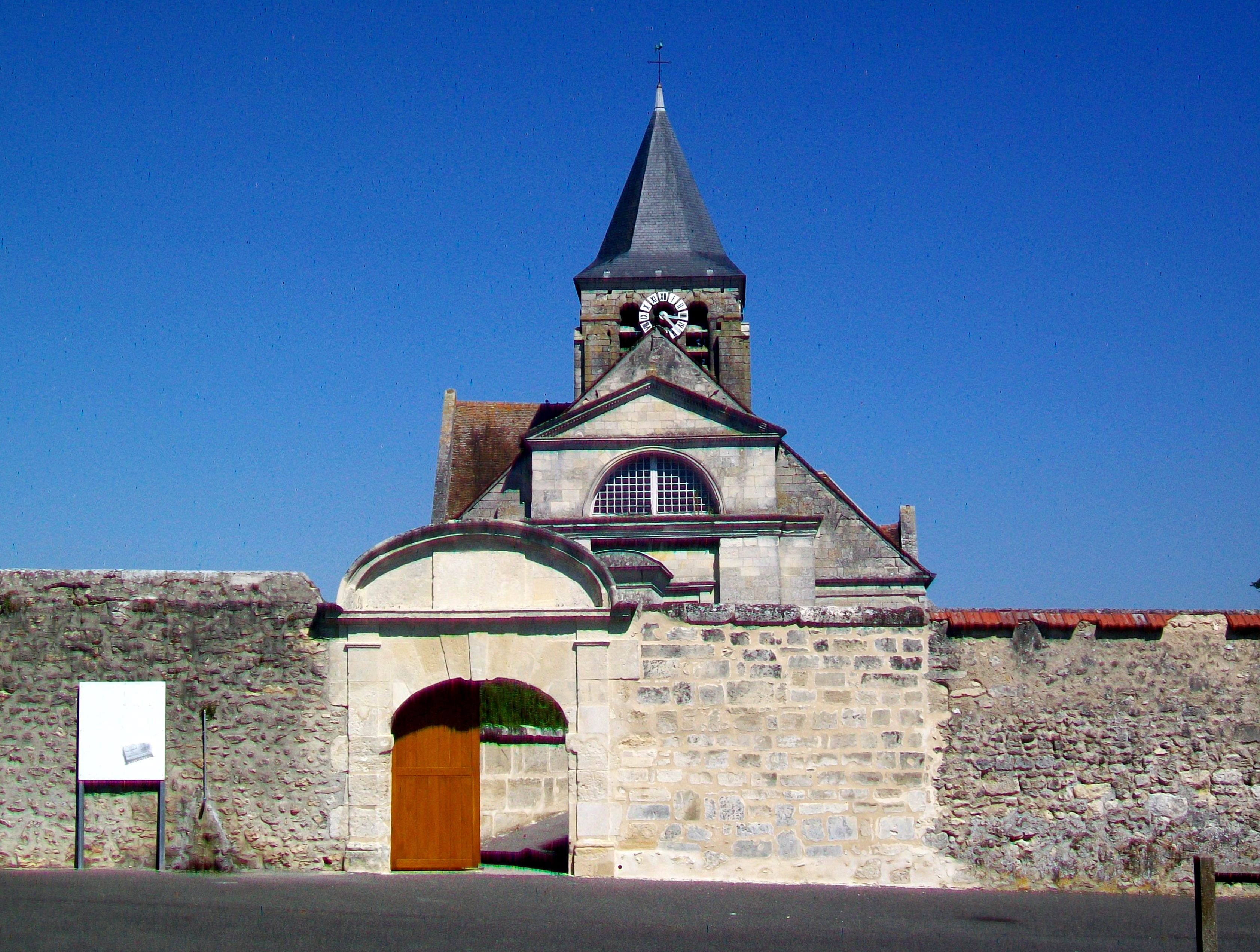
Vue depuis l'ouest, avec au premier plan, le mur du cimetière du XVIIe siècle.

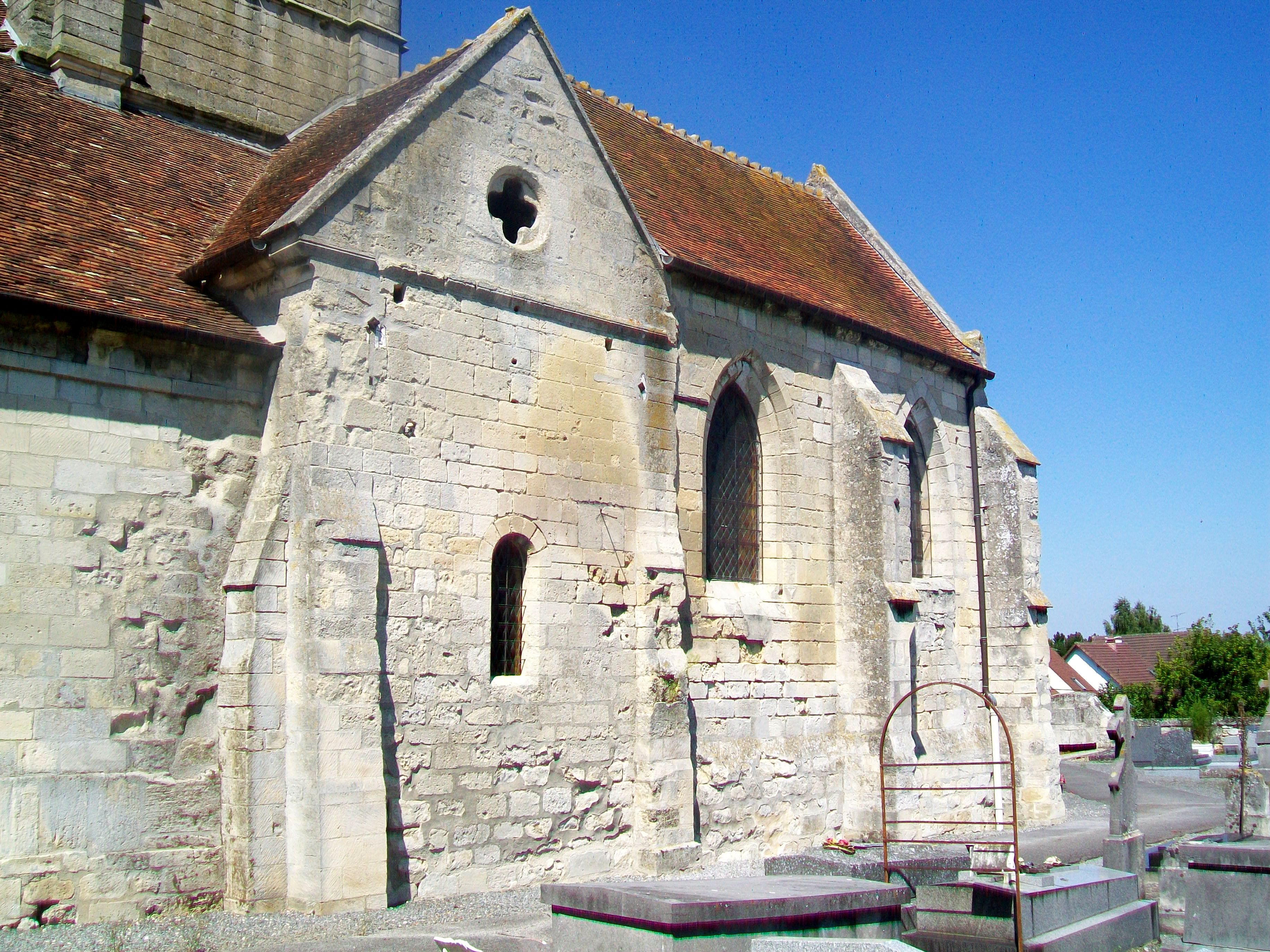
Croisillon et chapelle sud.

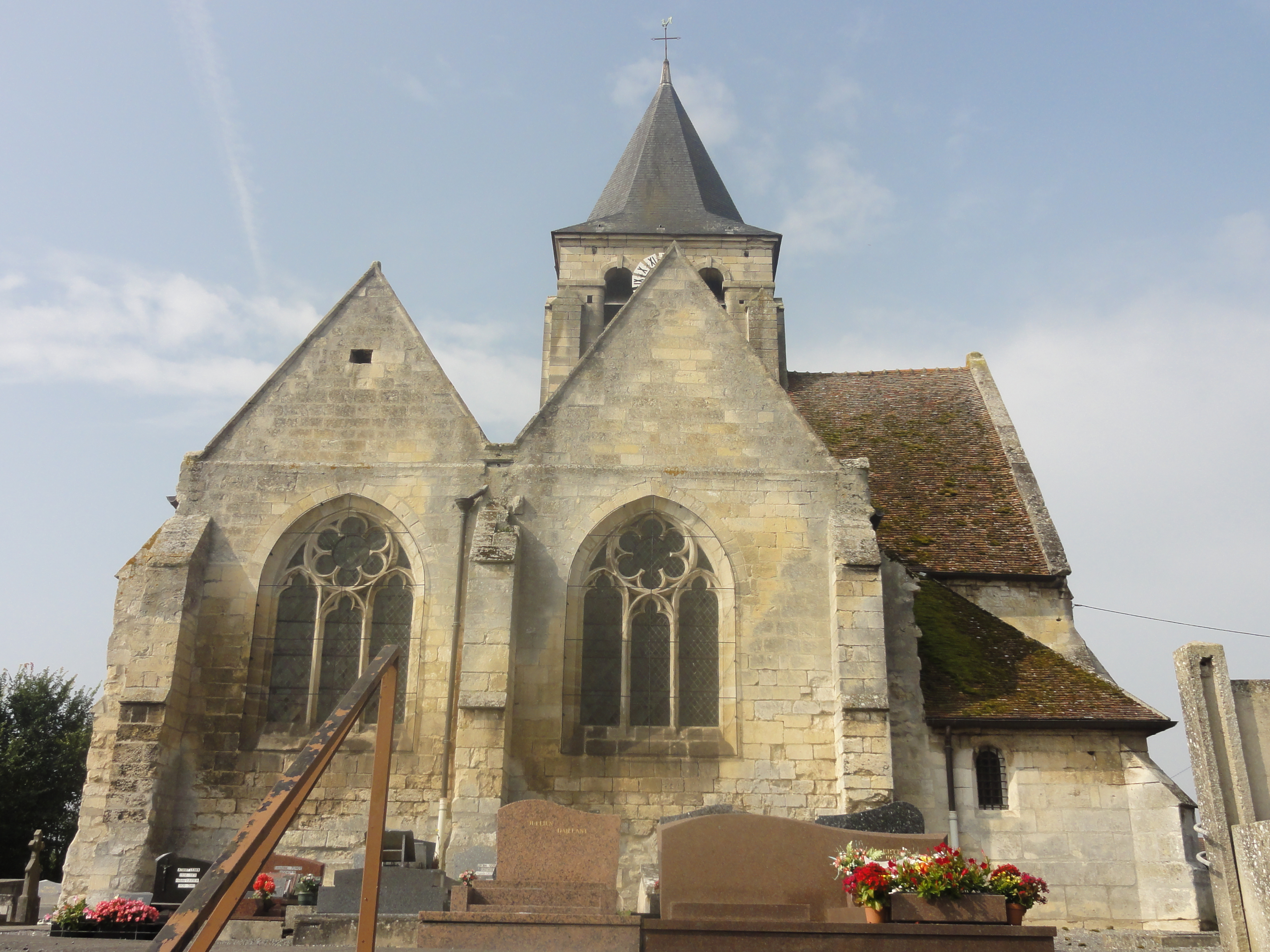
Chevet.

La façade occidentale est dominée par le portail surdimensionné, d'un style classique froid et présomptueux. Il forme un avant-corps qui est flanqué de deux larges pilastres nus jusqu'à la corniche intermédiaire, située au niveau du sommet des murs gouttereaux. La porte rectangulaire à double vantail est nettement plus basse que l'espace disponible sous la corniche, et surmontée d'un bandeau mouluré saillant ainsi que d'un entablement ébauché. Au-delà de la corniche, l'avant-corps ne présente plus aucun élément de scansion verticale. Il est ajouré d'une grande baie en demi-lune, qui est munie d'un vitrage à petits carreaux carrés, et non de vitraux. Enfin, un fronton triangulaire couronne l'ensemble. Sa base et ses rampants sont décorés de cordons de denticules. L'on ne trouve pas le moindre décor sculpté, ni même des inscriptions ou emblèmes héraldiques. Le pignon proprement dit dépasse le fronton, et déborde aussi à gauche et à droite. Les rampants descendent assez bas, et la silhouette de la nef avec ses bas-côtés est plutôt trapue, et contraste ainsi avec le caractère distingué du portail. Aucun dialogue ne s'établit entre celui-ci et les façades et murs latéraux des bas-côtés, et le corps central se trouve ainsi réduit à un décor de théâtre. Les murs des bas-côtés se terminent par une corniche formée d'une doucine, d'une plate-bande et d'un bandeau, qui se continue jusqu'à l'avant-corps du portail. Ils sont épaulés par des contreforts légèrement inclinés, qui s'amortissent par un glacis formant larmier, comme à la période gothique. Les oculi qui éclairent les bas-côtés ne sont pas entourés de moulures (contrairement à l'intérieur du bas-côté sud). Le petit portail latéral de la seconde travée du sud n'entame pas l'oculus situé au-dessus.
Le clocher reproduit certaines dispositions courantes à la période romane, bien que datant seulement de la fin de l'Ancien Régime, comme la nef et les bas-côtés. Le clocher de Trumilly bâti également immédiatement avant la Révolution présente la même particularité. Lucien Charton écrit à tort que clocher serait roman et aurait été remanié à la période gothique, alors que l'article du Dr Parmentier le désigne clairement comme datant des années 1780. Il comporte un étage intermédiaire aveugle, qui est de faible hauteur et structuré horizontalement par deux bandeaux de profil différent ; un étage de beffroi ; et une flèche octogonale en charpente, qui est couverte d'ardoise. Chaque angle du clocher est cantonné de deux contreforts plats orthogonaux, qui sont scandés par les deux bandeaux déjà signalés, et se terminent par un chaperon en bâtière un peu en dessous des impostes des baies de l'étage de beffroi. Celles-ci sont en plein cintre, et au nombre de trois par face. Les trumeaux sont précédés d'épaisses colonnettes appareillées, sans chapiteaux. Les tailloirs sont de simples tablettes non moulurées, et vont d'une baie à l'autre aux angles de l'étage, au-dessus des chaperons des contreforts. L'on note encore que les extrémités supérieures des clés d'arc des baies sont en crossette au sud et à l'est. Enfin, les murs se terminent par une corniche formée essentiellement par une doucine,.
Le croisillon sud a traversé les siècles sans grand changement à l'extérieur. Il est soigneusement appareillé en pierre de taille, tout comme les autres parties de l'église. Les deux contreforts plats qui épaulent les deux angles sont encore purement romans. Ils se retraitent une fois par un fruit, et s'achèvent par un long glacis très pentu, à peine mouluré, nettement en dessous du sommet des murs gouttereaux. Le contrefort oriental n'est plus visible, s'il a jamais existé (une absidiole occupait l'emplacement de la chapelle latérale sud du XIVe siècle). La fenêtre paraît petite, car l'ébrasement extérieur est faiblement prononcé, conformément à l'usage général. Alors que les murs se retraitent souvent à la naissance du pignon, le contraire est ici le cas. Un bandeau biseauté permet un léger encorbellement. Les rampants débordent au-dessus des murs gouttereaux, et reposent ici sur des consoles au niveau de la dernière assise. Le pignon est ajouré d'un quatre-feuilles, qui est taraudé dans deux dalles de pierre. D'après le Dr Parmentier, cette ouverture daterait de la construction du chœur-halle au XIVe siècle. À ce moment, la toiture a été transformée et prit sa physionomie actuelle. Le chœur-halle forme un beau volume avec ses deux pignons et ses deux grandes baies aux réseaux rayonnants au chevet, mais l'architecture de cette partie de l'église est très austère. Il n'y a pas de corniche. Les contreforts sont scandés par un larmier, et s'achèvent par un glacis formant larmier. Entre les deux pignons, un chéneau permet l'écoulement des eaux pluviales. L'emplacement d'une potentielle gargouille est aujourd'hui vide. Quant au pignon de la chapelle latérale nord, elle aurait également été construite au XIVe siècle, et ceci dans le but de ramener ses toitures au même niveau que les toits du chœur. Primitivement, deux pignons devaient se côtoyer au nord. Comme déjà signalé, le contrefort à l'angle nord-ouest subsiste de l'ancien croisillon, et l'on observe les restes d'une corniche analogue à celle que l'on voit à l'intérieur de la chapelle du Rosaire, sur le mur oriental du croisillon sud. Entre le contrefort médian et le contrefort à l'angle nord-est, se remarque un arc en anse de panier avec retours latéraux.

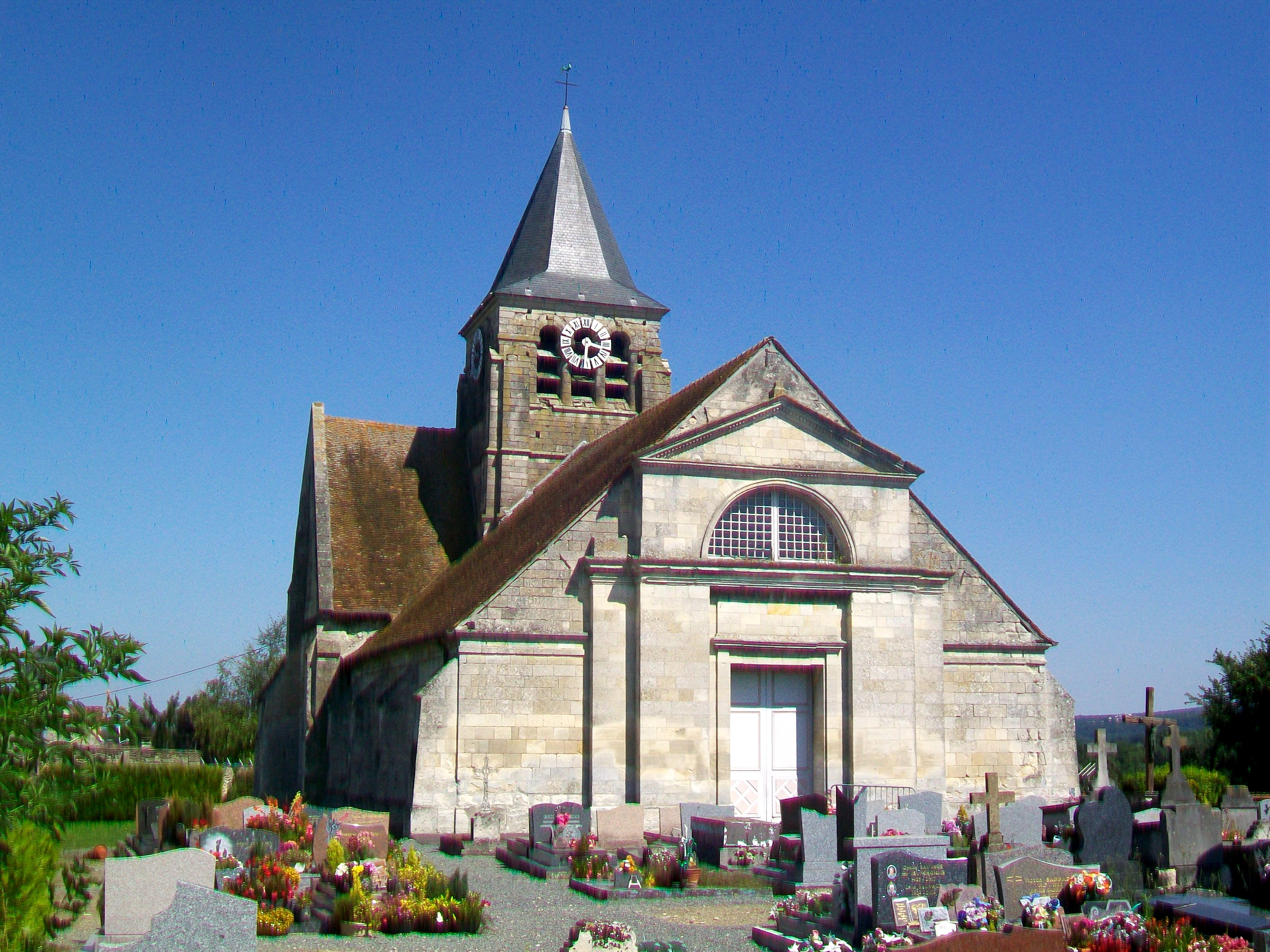
Vue depuis le nord-ouest.
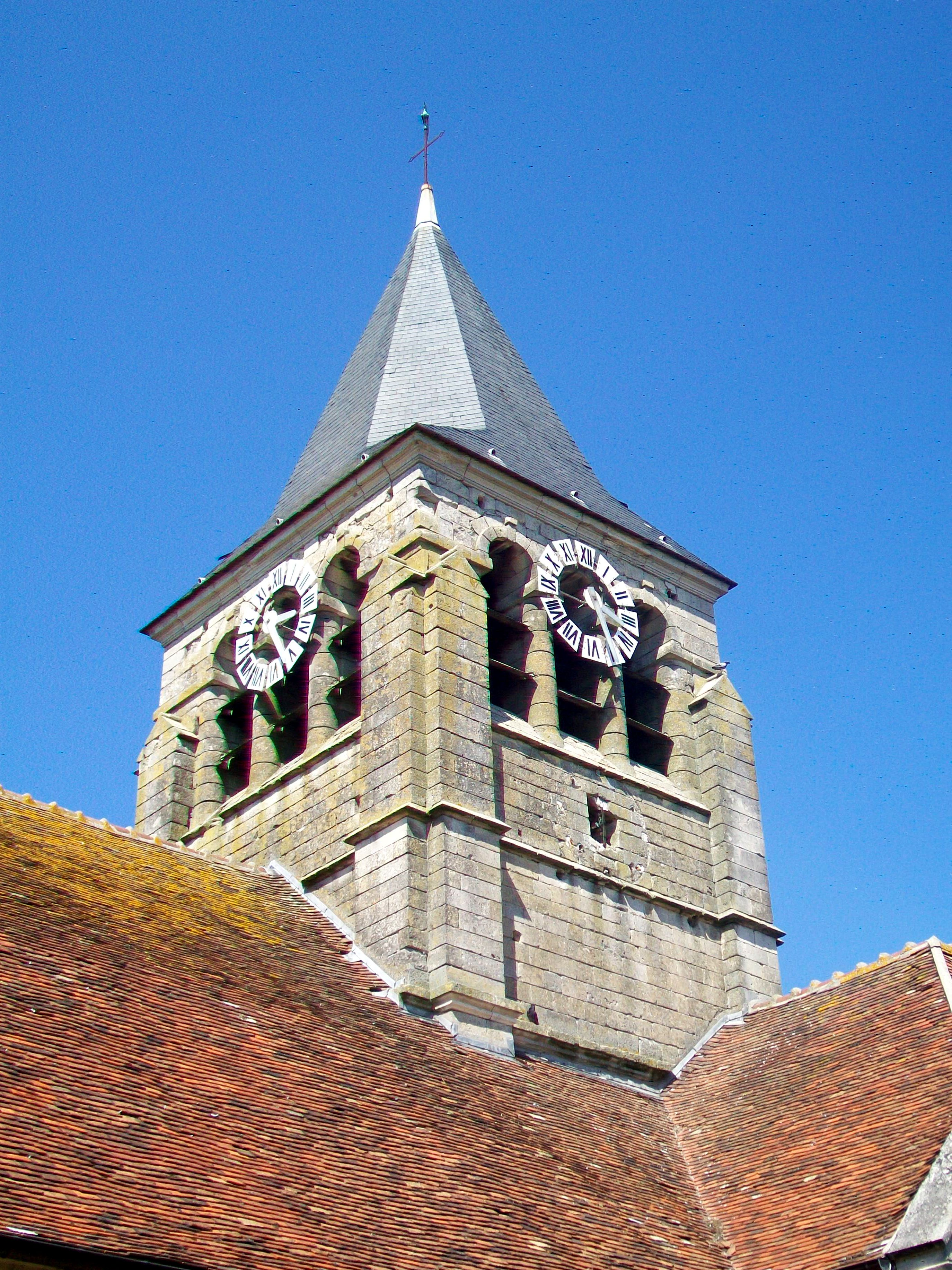
Clocher, côté sud-ouest.
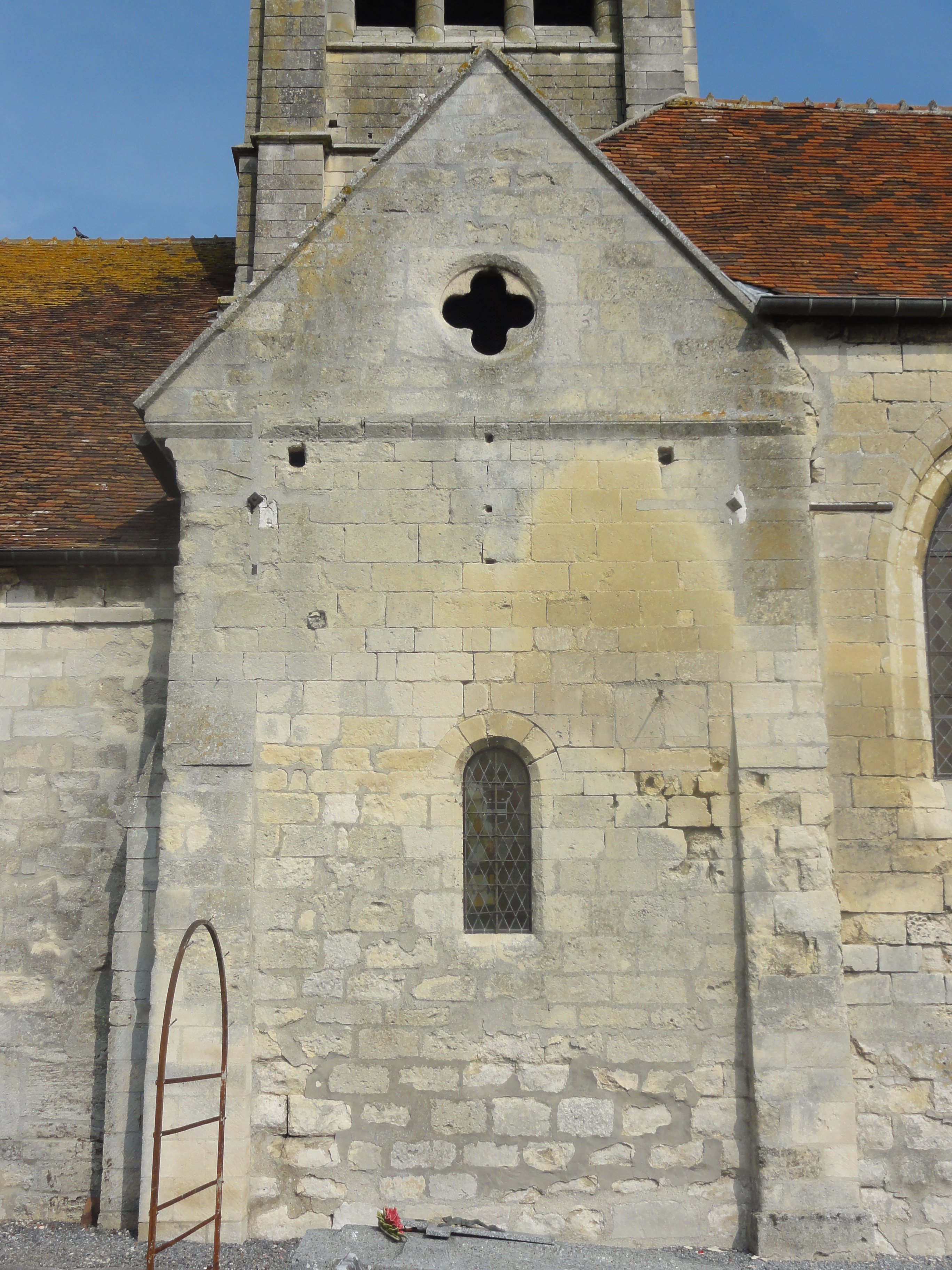
Croisillon sud.
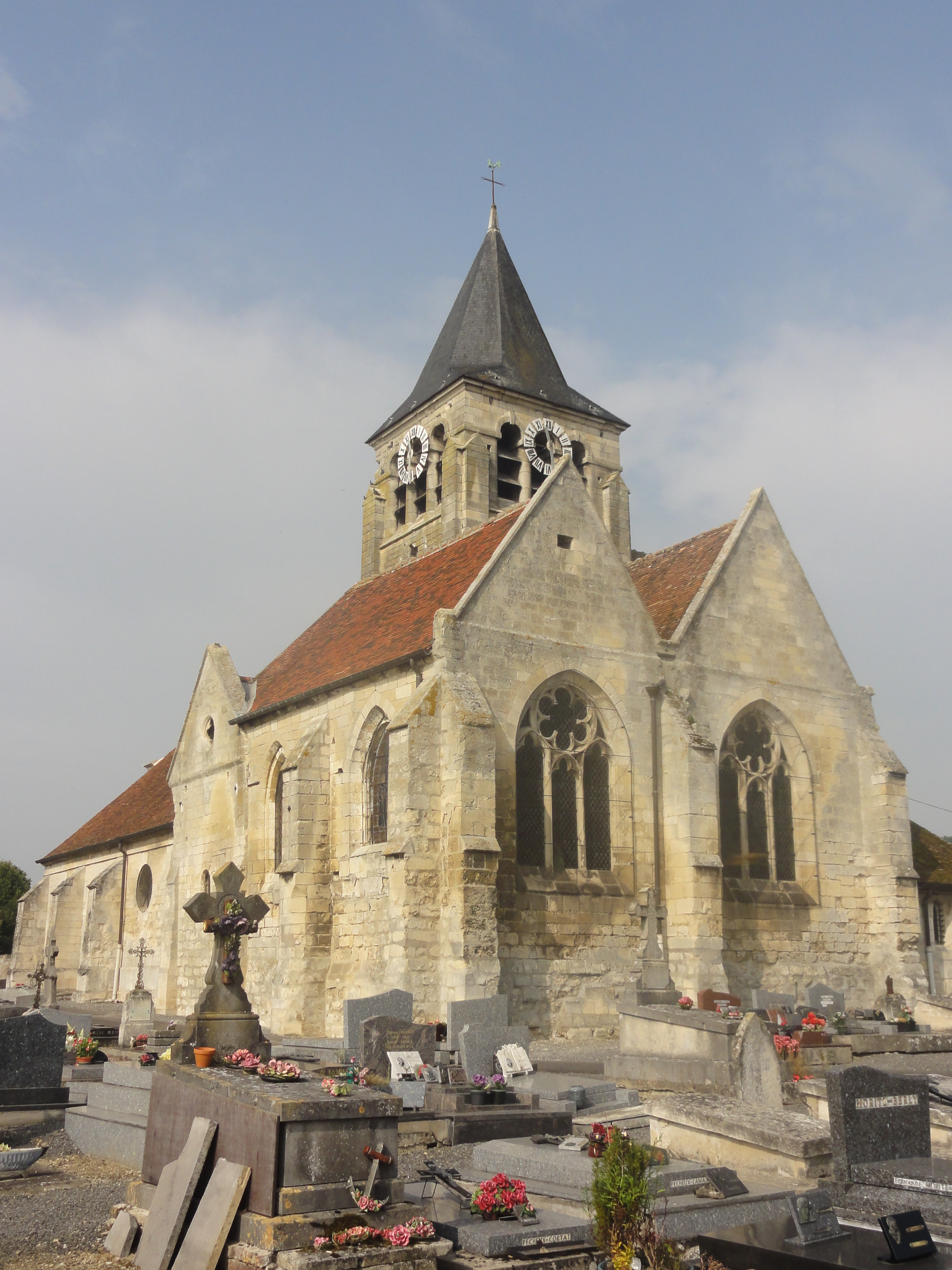
Vue depuis le sud-est.
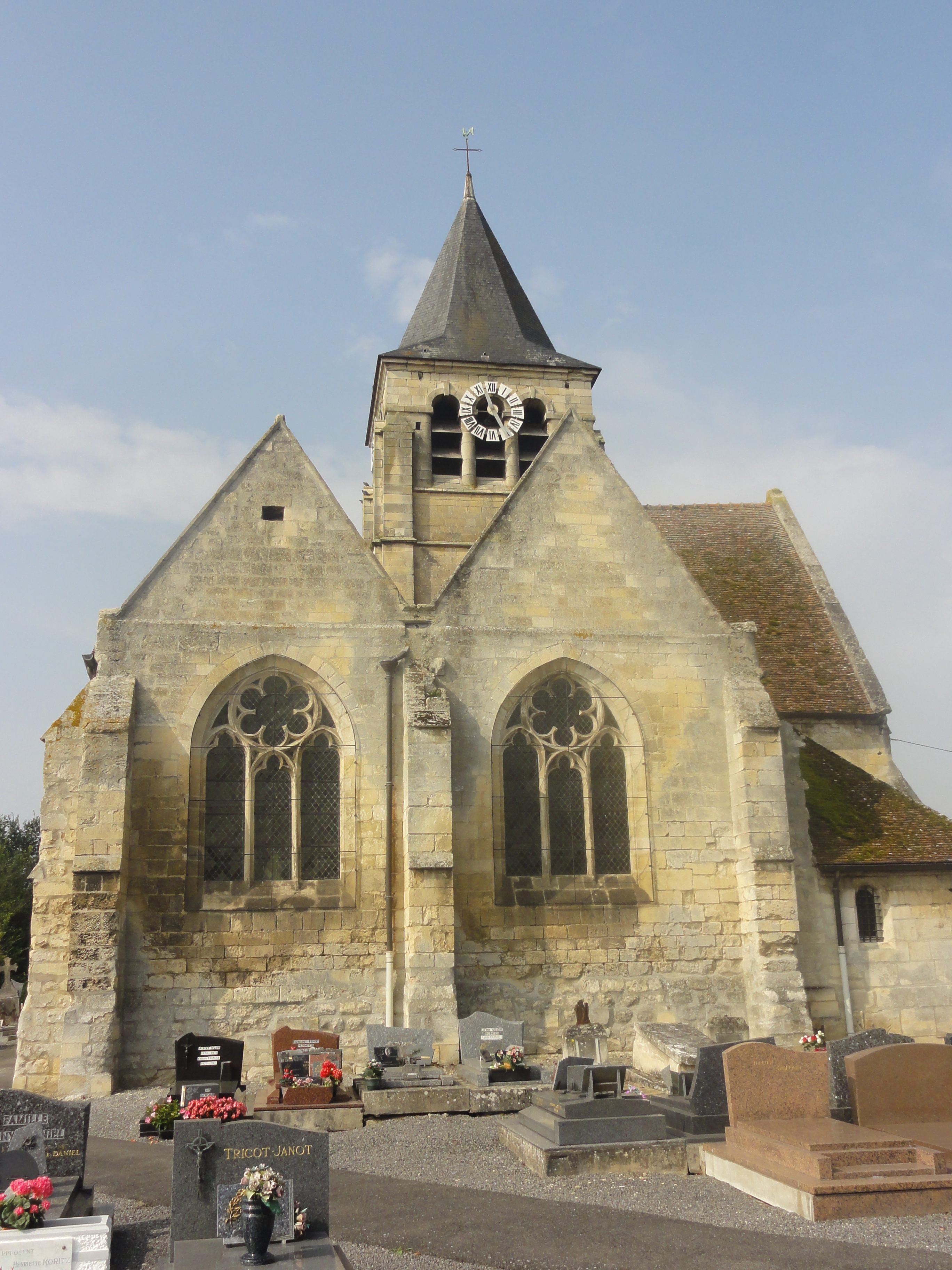
Vue depuis l'est.
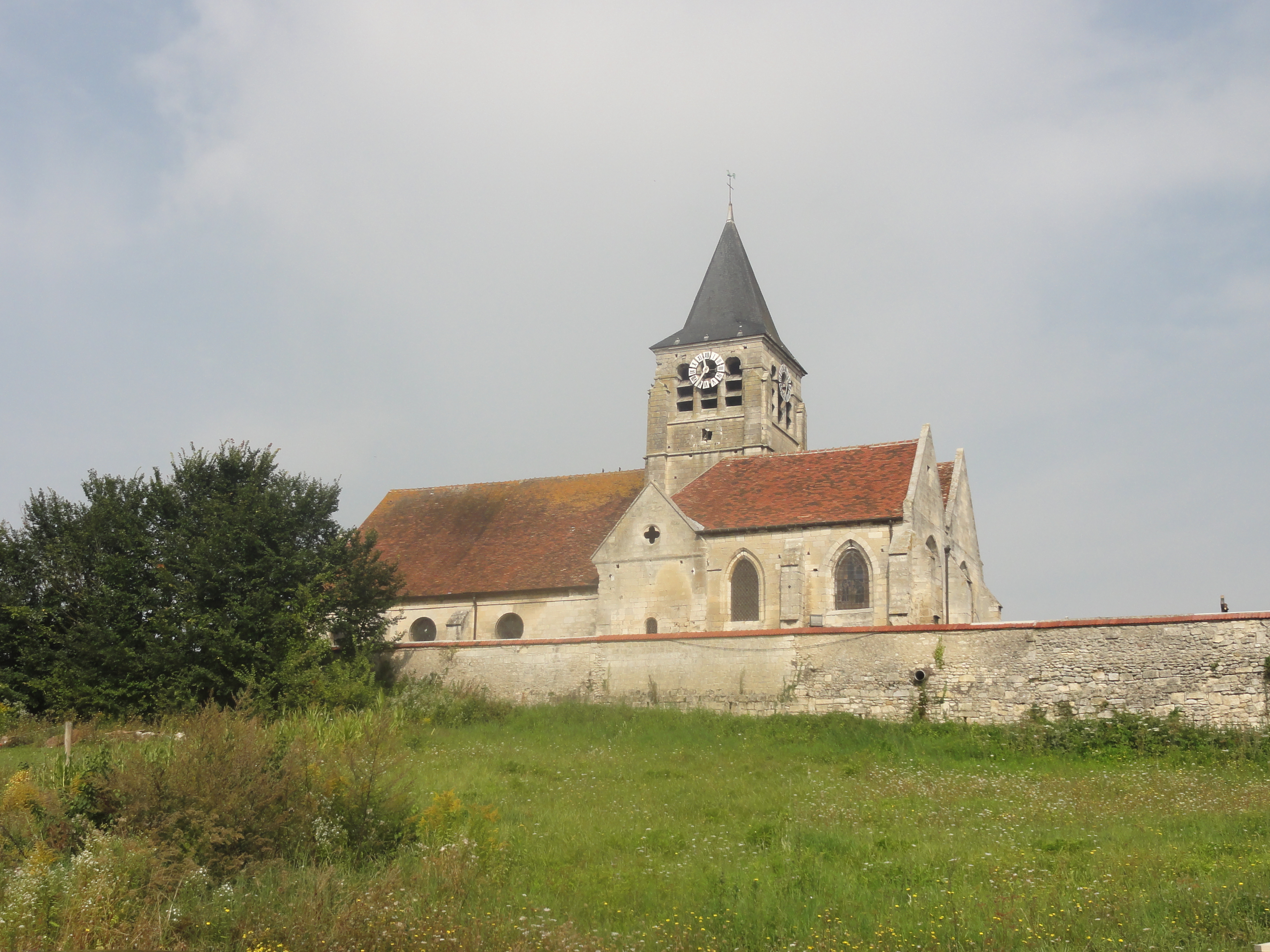
Vue depuis le sud.

## Mobilier

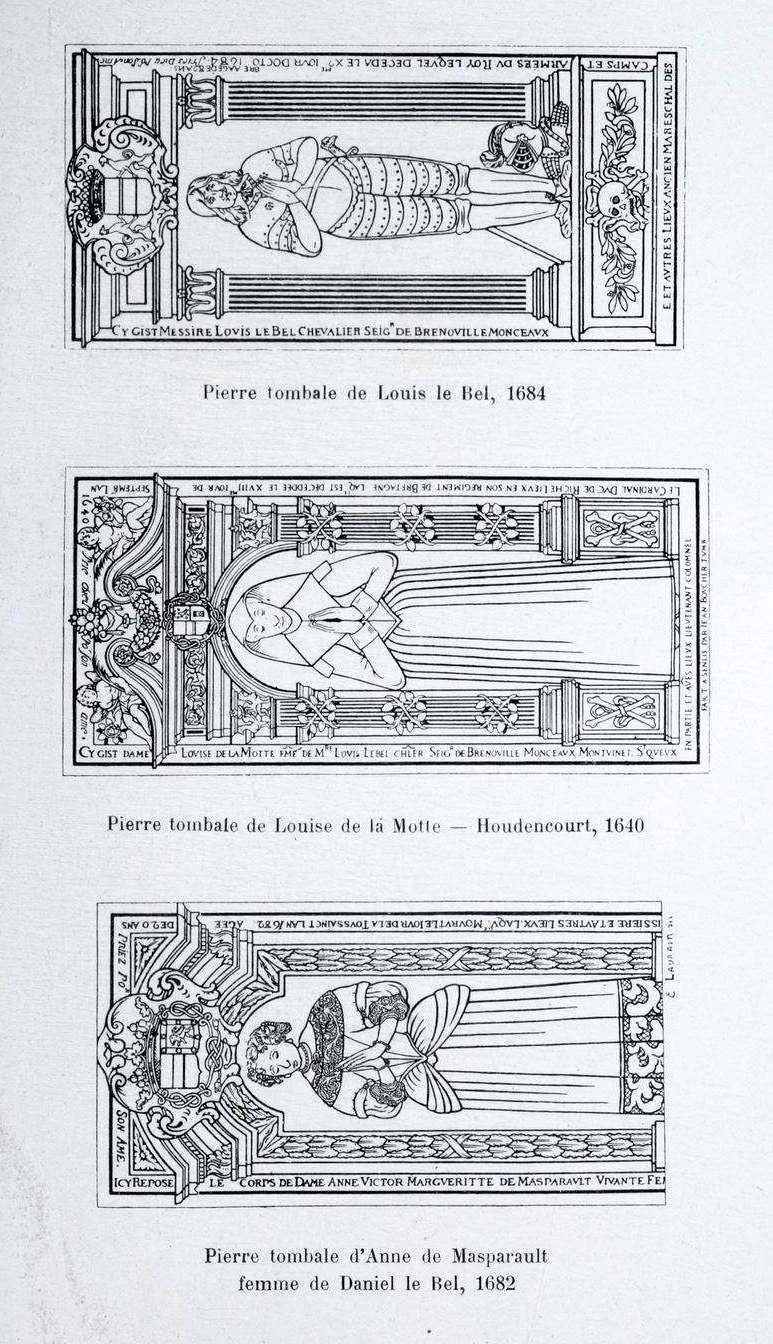
Dalles funéraires des membres de la famille Le Bel, XVIIe siècle.

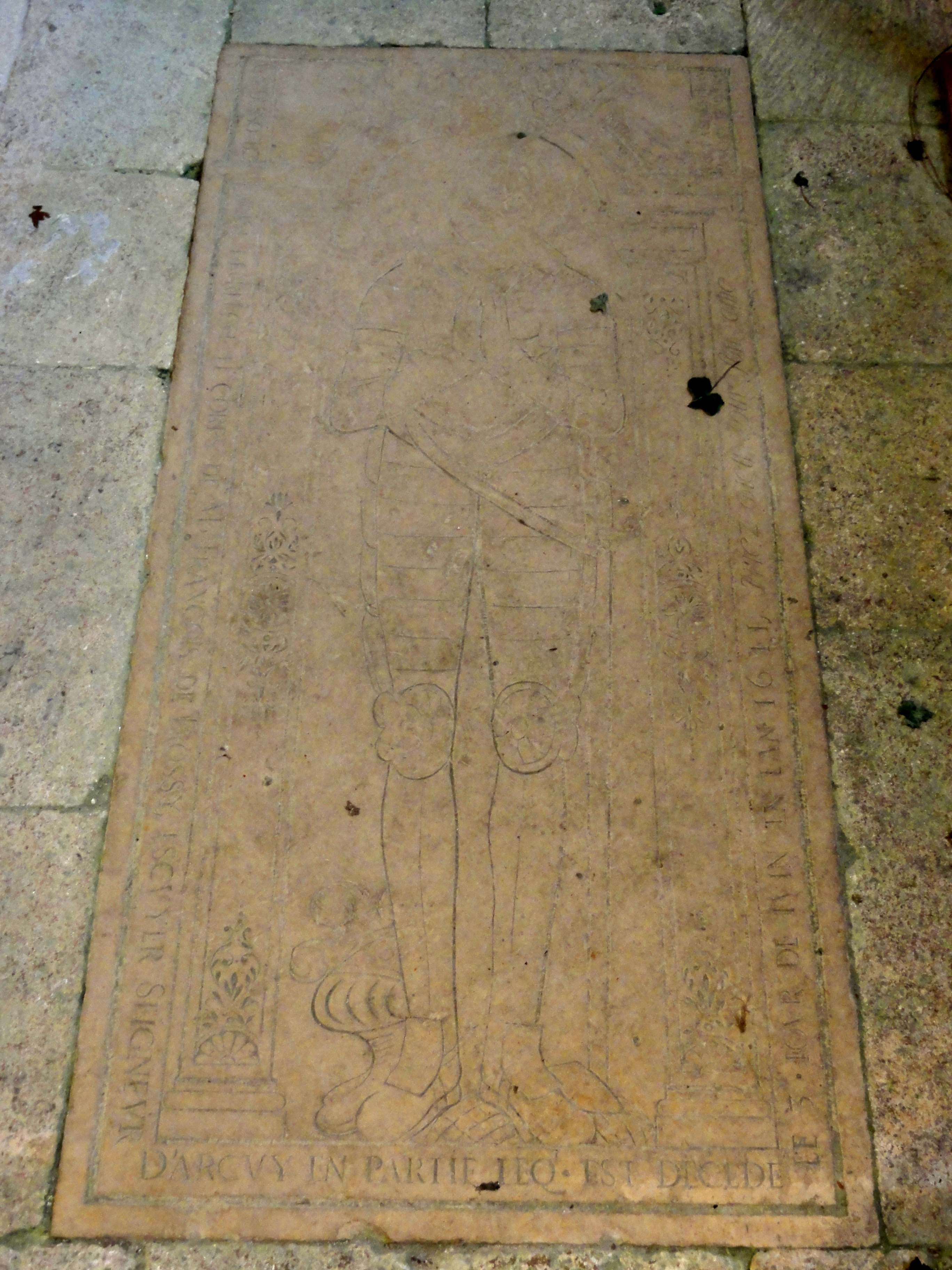
Dalle funéraire de François de Trossy, mort en 1641.

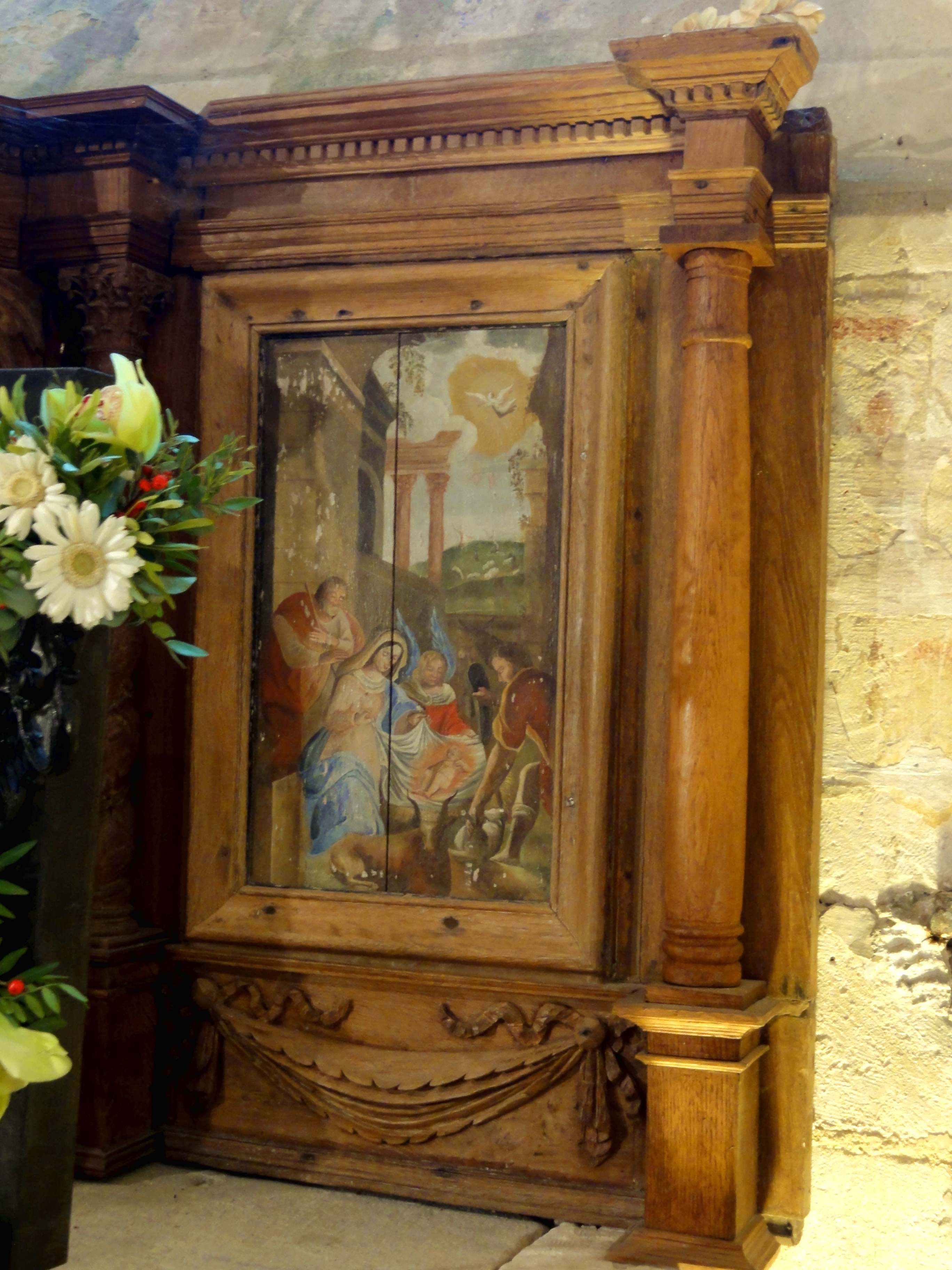
Tabernacle, aile droite - La Nativité du Christ.

Aucun élément du mobilier liturgique de l'église n'est classé monument historique au titre objet. Trois dalles funéraires devant l'autel de la chapelle du Rosaire, une autre dans la chapelle latérale nord, et l'une des deux cloches sont toutefois classées au titre objet. Pour les biographies des défunts et les détails concernant les dalles appartenant à des membres de la famille Le Bel, l'on pourra utilement consulter l'article très détaillé qu'Ernest Laurain, archiviste de la Mayenne, a consacré en 1911, un an avant le classement.
- La cloche en bronze datant de 1777 a un diamètre de 120 cm, et est de hauteur identique. Elle conserve encore ses battants d'origine, et porte l'inscription suivante en bas-relief : « L'AN 1777 J'AI ETE BENITE MRE FRANCOIS DUVIVIER CURE DE BRENOUILLE SUR L'OYSE ET NOMME GENEVIEVE PAR MRE ANTOINE HARDOUIN COMTE DE CHALONS ET ANNE LANAY DE [...] DITE MELLE COMTESSE D'ANDLAU. S. HERON N. ANTOINE F. GIRARD M'ONT FAICTE, NICOLAS NOEL GUERIN MARGUILLIER EN CHARGE ». Le classement remonte au 5 novembre 1912[21]. Le 10 mai 1987, au cours d'une messe, pendant la communion, les « oreilles » ou anses servant à la suspension de la cloche ont cédé, et elle a chuté dans le clocher. Elle est heureusement restée coincée dans la structure en charpente du beffroi, et a été descendue par la suite. L'année suivante, elle a été remplacée par une nouvelle cloche, qui a été baptisée au nom de « Gisèle-Martine » par Mgr Adolphe-Marie Hardy, évêque de Beauvais ; l'abbé Putfin, curé ; et M. Nollet, maire de Brenouille. Cette cloche a été montée au même emplacement que l'ancienne, qui est restée exposée dans la chapelle du Rosaire pendant douze ans. En 1999, ses anses ont été refaites, ce qui a permis son retour dans le beffroi et sa remise en service. Elle occupe son ancien emplacement, la nouvelle cloche ayant été déplacée d'une position. Avant la Révolution, il y avait une troisième cloche, comme en témoignent la disposition du beffroi et les trois trous pour le passage des cordes[22].
- La dalle funéraire à effigie gravée de dame Louise de la Motte, épouse de Daniel Le Bel, morte le 1er novembre 1640, mesure 200 cm de haut et 100 cm de large. Elle a été réalisée par Jean Boucher, tombier à Senlis[23],[24].
- La dalle funéraire à effigie gravée de François de Trossy, seigneur d'Arcy en partie, mort le 5 juin 1641, mesure 175 cm de haut et 90 cm de large. Elle se trouve dans la chapelle latérale nord, et a été réalisée par le même tombier de Senlis. L'épitaphe est la suivante : « Cy dessovbz gist et repose le corps de M François de Troissy escuyer seigneur d'Arcy en partie q[ui] est décédé le 5 iour de juin en l'an 1641, priez dieu pou son âme ». Le défunt est représenté en pied, en armure, les mains rejointes pour la prière, avec une épée à ses côtés et un blason porté par deux anges au-dessus de la tête, surmonté d'un heaume. Autour, le décor architecturé se compose de deux pilastres à chapiteaux supportant un arc en plein cintre. Les armoiries se blasonnent ainsi : au sautoir cantonné de quatre fleurs de lys et chargé de huit trèfles[25],[26].
- La dalle funéraire à effigie gravée de dame Marguerite de Masparault, épouse de Louis Le Bel, morte le 18 septembre 1682 à l'âge de vingt ans, mesure 200 cm de haut et 110 cm de large. Elle a été réalisée par un tombier de Senlis, dont le nom est aujourd'hui effacé. La dalle est en partie cachée par l'autel[27],[28].
- La dalle funéraire à effigie gravée de Louis Le Bel, seigneur de Brenouille et de Monceaux, mort le 10 octobre 1684 à l'âge de quatre-vingt ans, mesure 200 cm de haut et 110 cm de large. Elle a été réalisée par le même tombier de Senlis[29],[30].
- Au moins dix autres pierres tombales subsistent dans le dallage du sol de l'église, mais elles sont moins bien conservées que les précédentes. Trois sont à peu près illisibles (une dans la nef, une à l'angle sud-ouest du carré du transept, et une devant le maître-autel). Le Dr Parmentier note en outre les dalles suivantes : deux époux, date 1633, devant le maître-autel ; un personnage militaire, XVIIe siècle, à côté ; cœur de Philippe Le Bel, date 1664, dans la chapelle du Rosaire ; cœur de Daniel Le Bel, date 1677, en partie caché par l'autel de cette même chapelle ; une dame de Monceaux, morte au XVIIe siècle à l'âge de vingt ans, à côté ; Antoinette Tribou, nourrice de Louis Le Bel, morte le 23 janvier 1651, à côté ; Noël Payart, marchand, mort le 20 juillet 1611[31].
- Les fonts baptismaux en pierre calcaire, au début du bas-côté sud, se composent d'une vasque ovale et d'un support carré. Le décor sculpté fait défaut, mais la forme évoque le XVIIe siècle[32].
- La chaire devant le second pilier au sud de la nef date de la fin du  XVIIe siècle. Vers 1930, les bancs de la même époque subsistaient encore. Leurs dossiers étaient décorés de balustres[33].
- Les deux autels au chevet du chœur liturgique et de la chapelle latérale nord sont montés de pierres de taille, et pourvus d'une ouverture latérale permettant d'y placer des reliques. Le tabernacle du maître-autel est remarquable. C'est l'unique élément du mobilier liturgique à présenter un certain intérêt artistique. Il prend la forme d'un petit édicule baroque, avec un corps central en saillie, qui contient le tabernacle proprement dit. La porte arbore un crucifix, et est surmontée d'un fronton triangulaire. Une tête de chérubin entre deux ailes se détache sur la partie basse. Les faces latérales obliques du corps central sont cantonnées de colonnettes torsadées aux chapiteaux corinthiens, qui supportent un entablement, dont le segment central affiche un plastron. Les deux ailes latérales sont également munies d'un entablement, mais les colonnettes aux deux extrémités sont plus simples. L'aile de droite sert de cadre à un petit tableau peint à l'huile, qui représente la Nativité du Christ. Le soubassement est décoré de draperies en bas-relief. Le tableau de l'aile de gauche a disparu ; il représentait la Visitation de la Vierge Marie. Également disparu ont les statuettes de saint Pierre et saint Paul jadis placées au-dessus des ailes latérales, et le dais avec son dôme du corps central, dont le décor était particulièrement soigné. Le retable de la chapelle latérale nord, qui comportait un tableau illustrant l'Institution de saint Pierre entre deux pilastres cannelés supportant un fronton triangulaire, a également disparu[34].

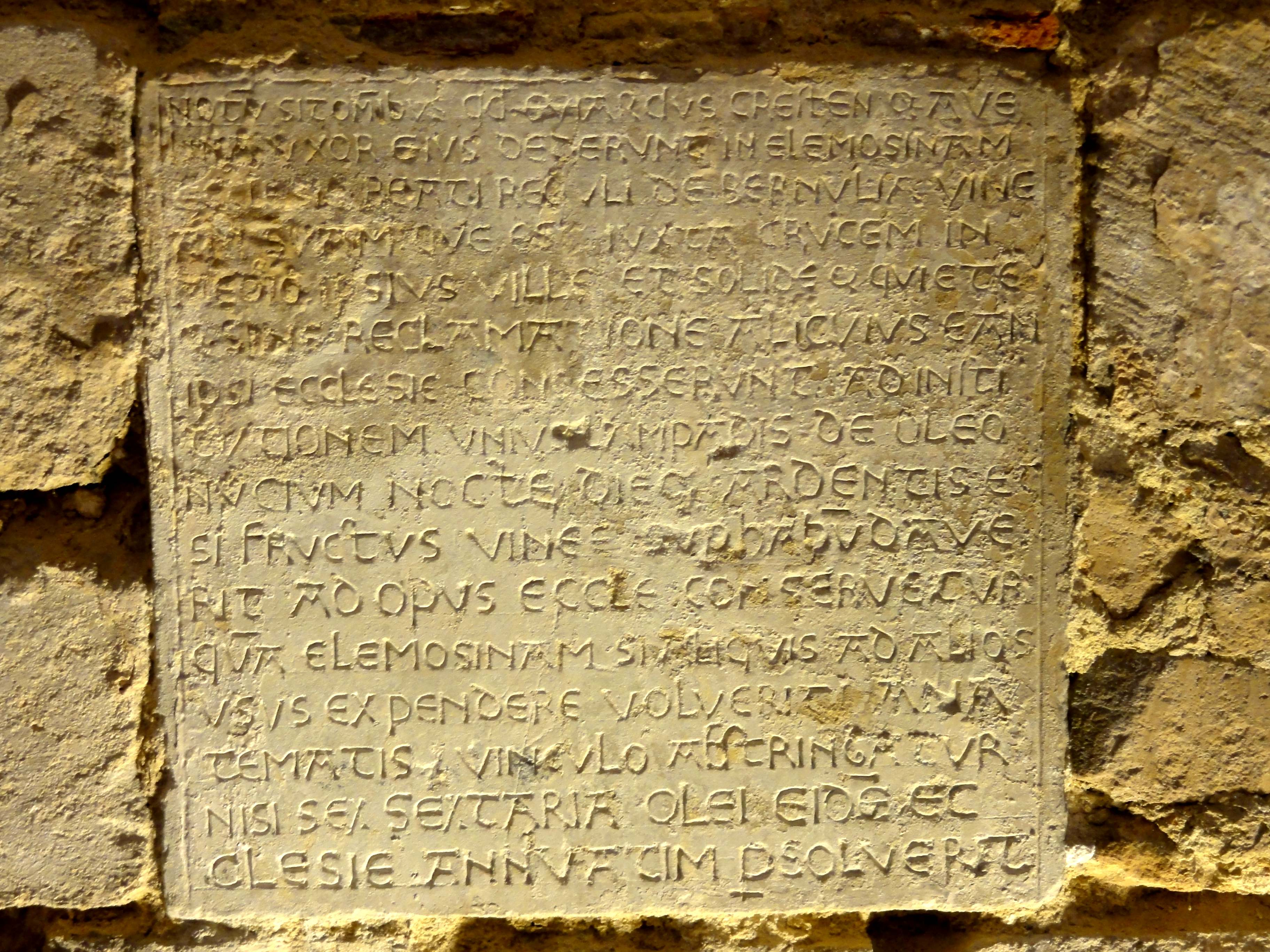
Plaque commémorative au chevet.
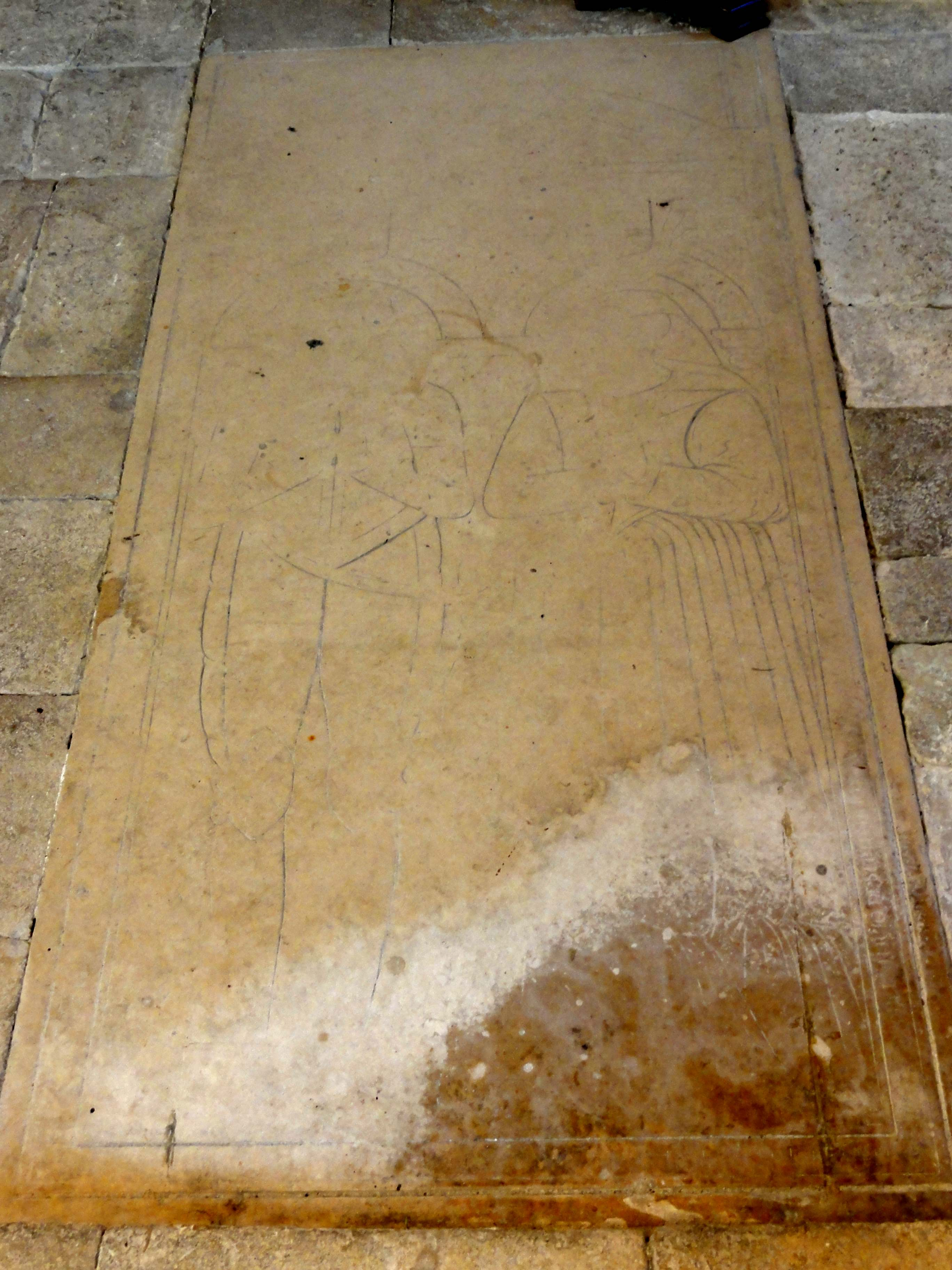
Dalle funéraire de deux époux non identifiés, 1633.
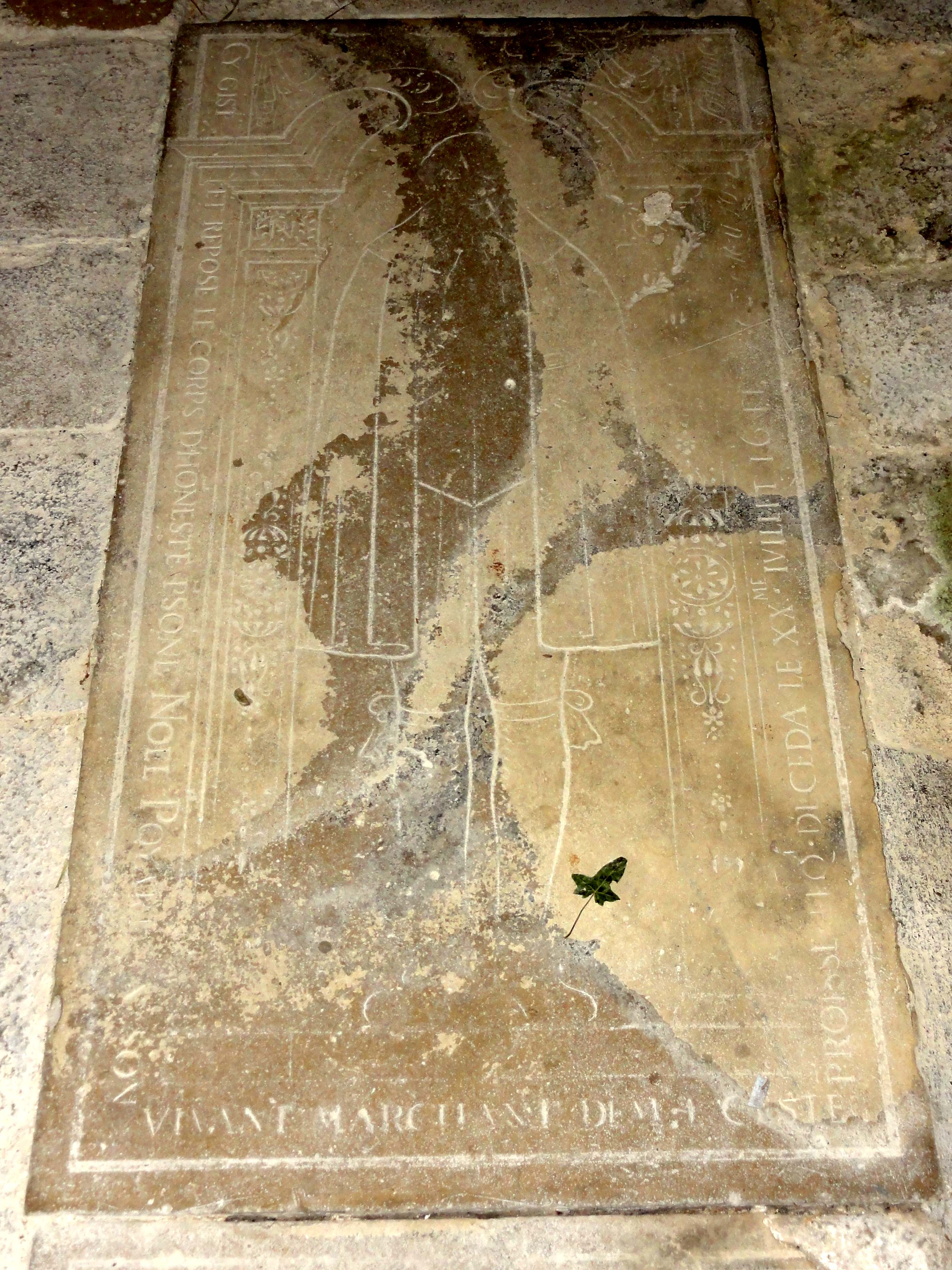
Dalle funéraire de Noël Payart, marchand, 1611.
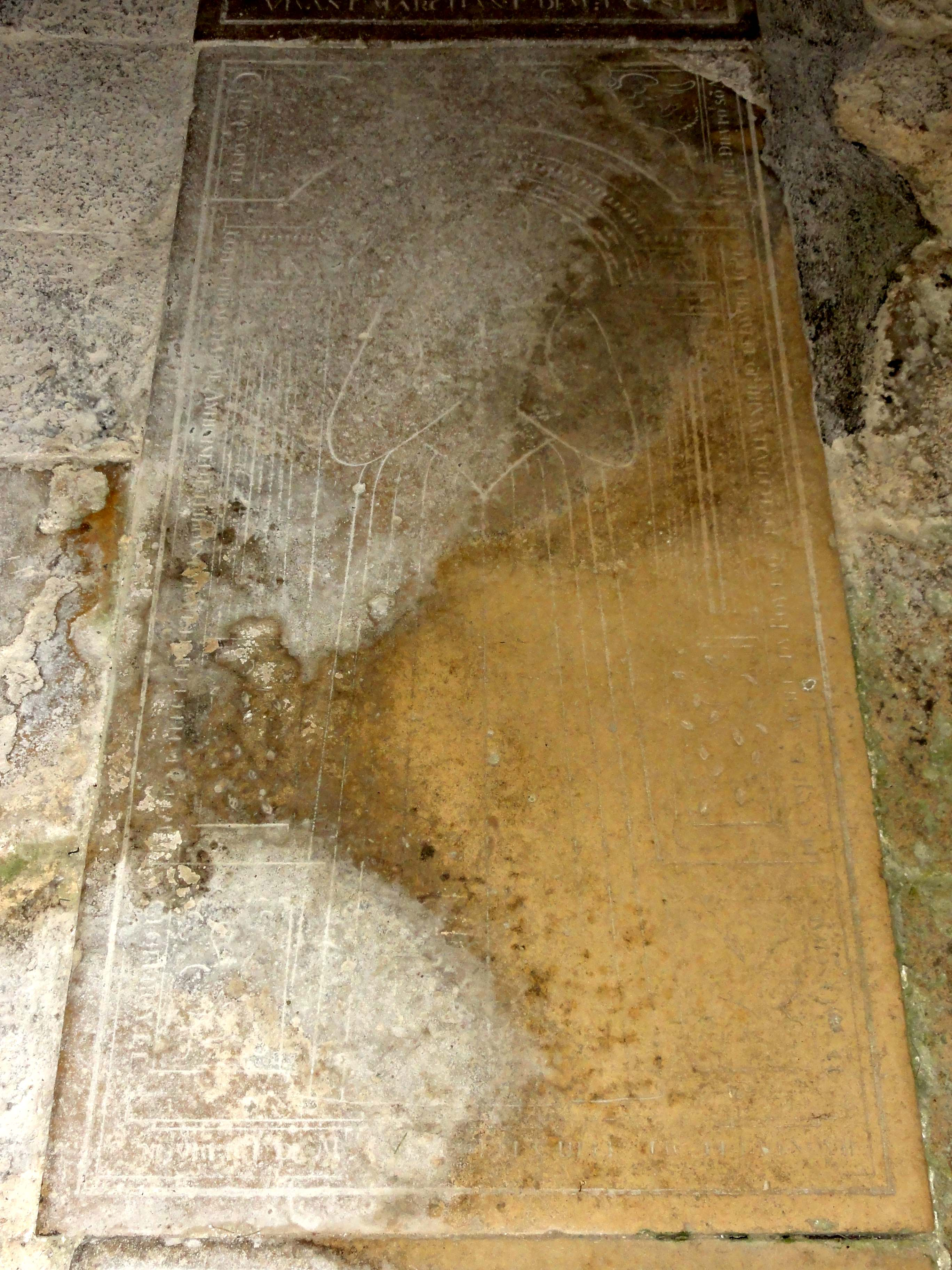
Dalle funéraire d'Antoinette Tribou, 1651.
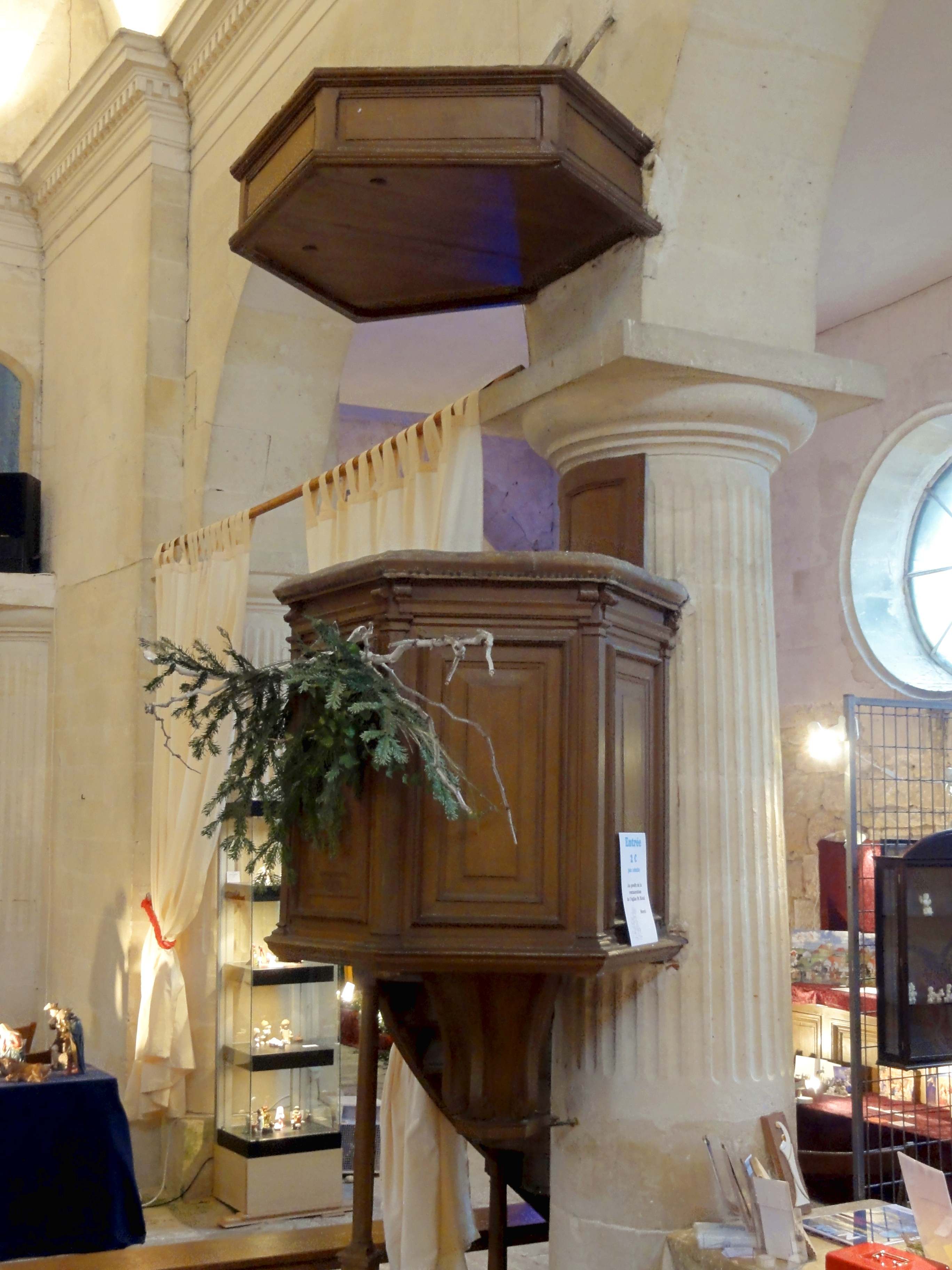
Chaire à prêcher.
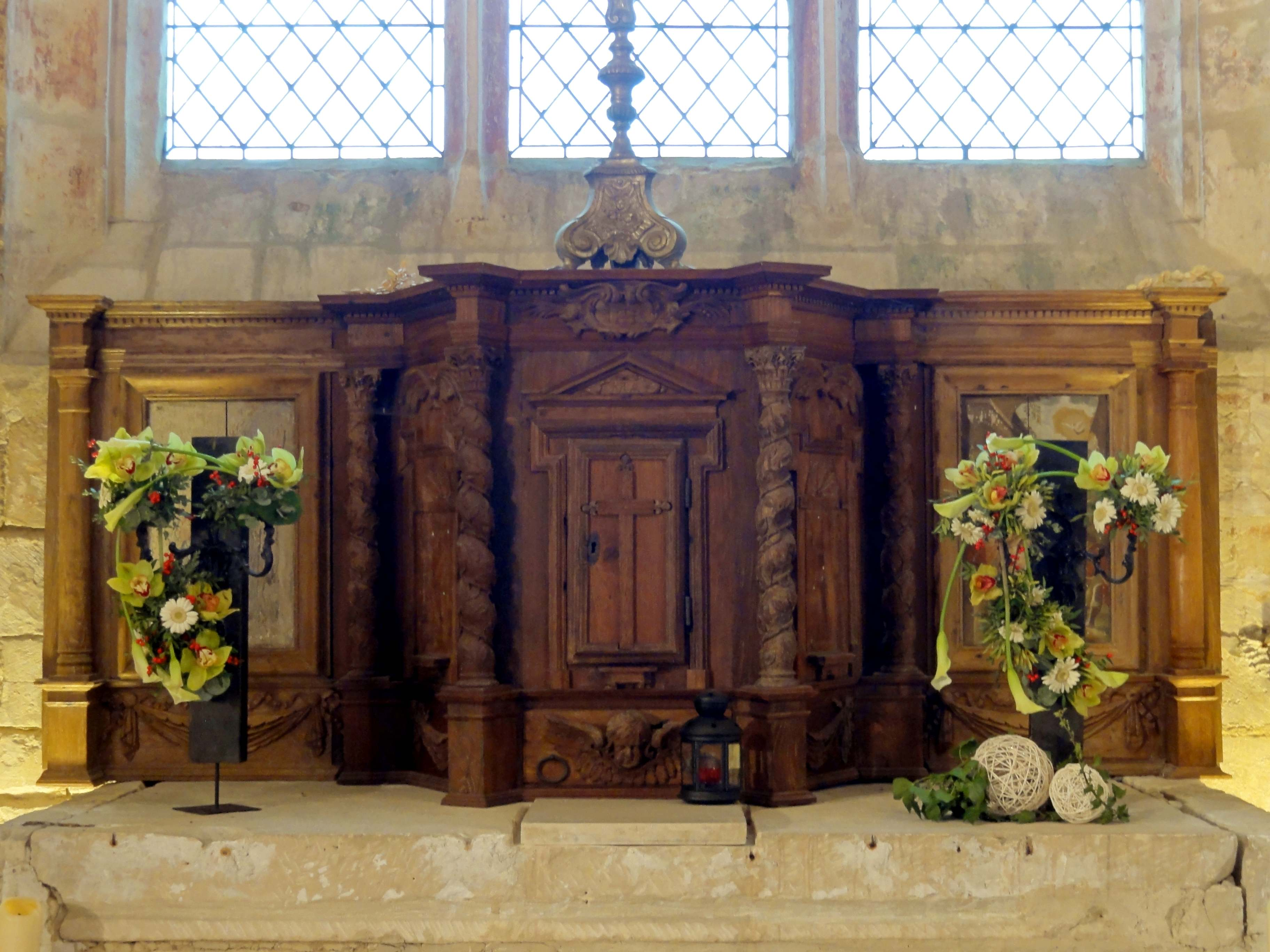
Tabernacle du maître-autel.